# Detektiv Conan/Episodenliste
Diese Episodenliste enthält alle Episoden der japanischen Animeserie Detektiv Conan, sortiert nach der japanischen Erstausstrahlung. Die Serie wird seit dem 8. Januar 1996 wöchentlich auf dem Fernsehsender Nippon TV ausgestrahlt.
In Deutschland wurde die Serie bis Episode 308 vom 10. April 2002 bis zum 3. Juli 2006 bei RTL II erstausgestrahlt. Für den internationalen Markt wurden die längeren Fernsehspecials auf reguläre Folgenlänge aufgeteilt, sodass sich bei den deutschen Episoden eine andere Zählweise ergibt und die Serie hierzulande bis zur vierten Staffel auf insgesamt 333 Episoden kommt. Die Staffeleinteilung ergibt sich dabei aus den entsprechenden deutschen Erstausstrahlungszeiträumen. Die fünfte Staffel, welche die japanischen Episoden 309 bis 399 und nach internationaler Zählweise die Episoden 334 bis 433 umfasst, wurde vom 19. Oktober 2018 bis zum 13. März 2019 auf ProSieben Maxx erstausgestrahlt. Die sechste Staffel, welche die japanischen Episoden 400 bis 445 und nach internationaler Zählweise die Episoden 434 bis 483 umfasst, sendete ProSieben Maxx vom 31. Oktober 2022 bis zum 9. Januar 2023 in deutscher Erstausstrahlung. Am 24. Juli 2025 wurde die deutschsprachige Erstveröffentlichung der siebten Staffel mit 50 Folgen, dementsprechend Episode 484 bis 533 nach internationaler Zählweise bzw. Episode 446 bis 488 nach japanischer Zählweise, auf der Video-on-Demand-Plattform von Crunchyroll bekanntgegeben. Die ersten zwölf Episoden wurden dort am selben Tag veröffentlicht. Die Free-TV-Ausstrahlung soll im Oktober 2025 auf ProSieben Maxx folgen.
Die restlichen Folgen, die noch nicht für den deutschsprachigen Raum lizenziert sind, werden zur besseren Übersicht in Hunderter-Schritten aufgeführt.

## Übersicht
| Staffel | Episoden- anzahl 1 | Episoden- nummern (DE) | Erstausstrahlung Japan | Erstausstrahlung Japan | Deutschsprachige Erstveröffentlichung | Deutschsprachige Erstveröffentlichung |
| Staffel | Episoden- anzahl 1 | Episoden- nummern (DE) | Premiere               | Finale                 | Premiere                              | Finale                                |
| ------- | ------------------ | ---------------------- | ---------------------- | ---------------------- | ------------------------------------- | ------------------------------------- |
| 1       | 96 (102)           | 1 – 102                | 8. Januar 1996         | 23. März 1998          | 10. April 2002                        | 2. September 2002                     |
| 2       | 75 (80)            | 103 – 182              | 13. April 1998         | 6. Dezember 1999       | 11. Februar 2003                      | 8. Juni 2003                          |
| 3       | 63 (71)            | 183 – 253              | 13. Dezember 1999      | 21. Mai 2001           | 7. September 2004                     | 17. Januar 2005                       |
| 4       | 74 (80)            | 254 – 333              | 28. Mai 2001           | 3. Februar 2003        | 6. März 2006                          | 3. Juli 2006                          |
| 5       | 91 (100)           | 334 – 433              | 10. Februar 2003       | 23. Mai 2005           | 19. Oktober 2018                      | 13. März 2019                         |
| 6       | 46 (50)            | 434 – 483              | 30. Mai 2005           | 10. Juli 2006          | 31. Oktober 2022                      | 9. Januar 2023                        |
| 7       | 43 (50)            | 484 – 533              | 24. Juli 2006          | 22. Oktober 2007       | 24. Juli 2025                         | —                                     |

Fußnote1 In Klammern steht die deutsche Episodenanzahl der Staffel.

## Staffel 1
| Nr. | Nr. | Deutscher Titel                    | Originaltitel                                                                                  | Erstausstrahlung Japan (J) | Deutschsprachige Erstausstrahlung (D) |
| J   | D   | Deutscher Titel                    | Originaltitel                                                                                  | Erstausstrahlung Japan (J) | Deutschsprachige Erstausstrahlung (D) |
| --- | --- | ---------------------------------- | ---------------------------------------------------------------------------------------------- | -------------------------- | ------------------------------------- |
| 1   | 1   | Die tödliche Perlenkette           | ジェットコースター殺人事件 (Jettokōsutā Satsujin Jiken)                                        | 8. Jan. 1996               | 10. Apr. 2002                         |
| 2   | 2   | Kleiner Mann ganz groß             | 社長令嬢誘拐事件 (Shachō Reijō Yūkai Jiken)                                                    | 15. Jan. 1996              | 11. Apr. 2002                         |
| 3   | 3   | Die Doppelgängerin                 | アイドル密室殺人事件 (Aidoru Misshitsu Satsujin Jiken)                                         | 22. Jan. 1996              | 12. Apr. 2002                         |
| 4   | 4   | Auf Schatzsuche                    | 大都会暗号マップ事件 (Dai Tokai Angō Mappu Jiken)                                              | 29. Jan. 1996              | 15. Apr. 2002                         |
| 5   | 5   | Explosion im Express               | 新幹線大爆破事件 (Shinkansen Dai Bakuha Jiken)                                                 | 5. Feb. 1996               | 16. Apr. 2002                         |
| 6   | 6   | Mord am Valentinstag               | バレンタイン殺人事件 (Barentain Satsujin Jiken)                                                | 12. Feb. 1996              | 17. Apr. 2002                         |
| 7   | 7   | Späte Rache                        | 月いちプレゼント脅迫事件 (Tsukiichi Purezento Kyōhaku Jiken)                                   | 19. Feb. 1996              | 18. Apr. 2002                         |
| 8   | 8   | Die Strafe des Himmels             | 美術館オーナー殺人事件 (Bijutsukan Ōnā Satsujin Jiken)                                         | 26. Feb. 1996              | 19. Apr. 2002                         |
| 9   | 9   | Die Konkurrenz schläft nicht       | 天下一夜祭殺人事件 (Tenkaichi Yomatsuri Satsujin Jiken)                                        | 4. Mär. 1996               | 22. Apr. 2002                         |
| 10  | 10  | Fair Play                          | プロサッカー選手脅迫事件 (Purosakkā Senshu Kyōhaku Jiken)                                      | 11. Mär. 1996              | 23. Apr. 2002                         |
| 11  | 11  | Mord bei Mondschein – Teil 1       | ピアノソナタ『月光』殺人事件 (Piano Sonata „Gekkō“ Satsujin Jiken)                             | 8. Apr. 1996               | 24. Apr. 2002                         |
| 11  | 12  | Mord bei Mondschein – Teil 2       | ピアノソナタ『月光』殺人事件 (Piano Sonata „Gekkō“ Satsujin Jiken)                             | 8. Apr. 1996               | 25. Apr. 2002                         |
| 12  | 13  | Der Schein trügt                   | 歩美ちゃん誘拐事件 (Ayumi-chan Yūkai Jiken)                                                    | 15. Apr. 1996              | 26. Apr. 2002                         |
| 13  | 14  | Masamis Armbanduhr                 | 奇妙な人捜し殺人事件 (Kimyōna Hito Sagashi Satsujin Jiken)                                     | 22. Apr. 1996              | 29. Apr. 2002                         |
| 14  | 15  | Eine mörderische Zahl              | 謎のメッセージ狙撃事件 (Nazo no Messēji Sogeki Jiken)                                          | 29. Apr. 1996              | 30. Apr. 2002                         |
| 15  | 16  | Der Tote im Badezimmer             | 消えた死体殺人事件 (Kieta Shitai Satsujin Jiken)                                               | 13. Mai 1996               | 1. Mai 2002                           |
| 16  | 17  | Vier Verdächtige und ein Todesfall | 骨董品コレクター殺人事件 (Kottōhin Korekutā Satsujin Jiken)                                    | 20. Mai 1996               | 2. Mai 2002                           |
| 17  | 18  | Eine Nacht im Kaufhaus             | デパートジャック事件 (Depāto Jakku Jiken)                                                      | 27. Mai 1996               | 3. Mai 2002                           |
| 18  | 19  | Die Kapsel im Zitronentee          | ６月の花嫁殺人事件 (Rokugatsu no Hanayome Satsujin Jiken)                                      | 3. Juni 1996               | 6. Mai 2002                           |
| 19  | 20  | Verräterische Blüten               | エレベーター殺人事件 (Erebētā Satsujin Jiken)                                                  | 10. Juni 1996              | 7. Mai 2002                           |
| 20  | 21  | Eine gespenstische Entdeckung      | 幽霊屋敷殺人事件 (Yūrei Yashiki Satsujin Jiken)                                                | 17. Juni 1996              | 8. Mai 2002                           |
| 21  | 22  | Der geheimnisvolle Löwenhund       | ＴＶドラマロケ殺人事件 (TV Dorama Roke Satsujin Jiken)                                         | 24. Juni 1996              | 9. Mai 2002                           |
| 22  | 23  | Das Albtraumschiff – Teil 1        | 豪華客船連続殺人事件（前編） (Gōka Kyakusen Renzoku Satsujin Jiken (Zenpen))                   | 1. Juli 1996               | 10. Mai 2002                          |
| 23  | 24  | Das Albtraumschiff – Teil 2        | 豪華客船連続殺人事件（後編） (Gōka Kyakusen Renzoku Satsujin Jiken (Kōhen))                    | 8. Juli 1996               | 13. Mai 2002                          |
| 24  | 25  | Die Frau ohne Gedächtnis           | 謎の美女記憶喪失事件 (Nazo no Bijo Kioku Sōshitsu Jiken)                                       | 15. Juli 1996              | 14. Mai 2002                          |
| 25  | 26  | Abgetaucht                         | 偽りの身代金誘拐事件 (Itsuwari no Minoshirokin Yūkai Jiken)                                    | 22. Juli 1996              | 15. Mai 2002                          |
| 26  | 27  | Mordfall John                      | 愛犬ジョン殺人事件 (Aiken Jon Satsujin Jiken)                                                  | 29. Juli 1996              | 16. Mai 2002                          |
| 27  | 28  | Mord unter Freunden – Teil 1       | 小五郎の同窓会殺人事件（前編） (Kogorō no Dōsōkai Satsujin Jiken (Zenpen))                     | 5. Aug. 1996               | 17. Mai 2002                          |
| 28  | 29  | Mord unter Freunden – Teil 2       | 小五郎の同窓会殺人事件（後編） (Kogorō no Dōsōkai Satsujin Jiken (Kōhen))                      | 12. Aug. 1996              | 21. Mai 2002                          |
| 29  | 30  | Klimaschock                        | コンピューター殺人事件 (Konpyūtā Satsujin Jiken)                                               | 19. Aug. 1996              | 22. Mai 2002                          |
| 30  | 31  | Ein wasserdichtes Alibi            | アリバイ証言殺人事件 (Aribai Shōgen Satsujin Jiken)                                            | 26. Aug. 1996              | 23. Mai 2002                          |
| 31  | 32  | Tatort TV-Show                     | テレビ局殺人事件 (Terebikyoku Satsujin Jiken)                                                  | 2. Sep. 1996               | 24. Mai 2002                          |
| 32  | 33  | Rans geheimnisvolles Date          | コーヒーショップ殺人事件 (Kōhīshoppu Satsujin Jiken)                                           | 9. Sep. 1996               | 27. Mai 2002                          |
| 33  | 34  | Der Schatz der Erfahrung           | 探偵団サバイバル事件 (Tantei-dan Sabaibaru Jiken)                                              | 14. Okt. 1996              | 28. Mai 2002                          |
| 34  | 35  | Die Mumie im Wald – Teil 1         | 山荘包帯男殺人事件（前編） (Sansō Hōtai Otoko Satsujin Jiken (Zenpen))                         | 21. Okt. 1996              | 29. Mai 2002                          |
| 35  | 36  | Die Mumie im Wald – Teil 2         | 山荘包帯男殺人事件（後編） (Sansō Hōtai Otoko Satsujin Jiken (Kōhen))                          | 28. Okt. 1996              | 30. Mai 2002                          |
| 36  | 37  | Ein Ass im Ärmel                   | 月曜夜７時３０分殺人事件 (Getsuyō Yoru 7-ji 30-bun Satsujin Jiken)                             | 4. Nov. 1996               | 31. Mai 2002                          |
| 37  | 38  | Der Kaktusblütenmord               | サボテンの花殺人事件 (Saboten'nohana Satsujin Jiken)                                           | 11. Nov. 1996              | 3. Juni 2002                          |
| 38  | 39  | Feuer und Flamme                   | 赤鬼村火祭り殺人事件 (Akaonimura Himatsuri Satsujin Jiken)                                     | 18. Nov. 1996              | 4. Juni 2002                          |
| 39  | 40  | Geld stinkt nicht – Teil 1         | 資産家令嬢殺人事件（前編） (Shisanka Reijō Satsujin Jiken (Zenpen))                            | 25. Nov. 1996              | 5. Juni 2002                          |
| 40  | 41  | Geld stinkt nicht – Teil 2         | 資産家令嬢殺人事件（後編） (Shisanka Reijō Satsujin Jiken (Kōhen))                             | 2. Dez. 1996               | 6. Juni 2002                          |
| 41  | 42  | Die zerschnittene Flagge           | 優勝旗切り裂き事件 (Yūshōki Kirisaki Jiken)                                                    | 9. Dez. 1996               | 7. Juni 2002                          |
| 42  | 43  | Spiel mir das Lied vom Tod         | カラオケボックス殺人事件 (Karaoke Bokkusu Satsujin Jiken)                                      | 16. Dez. 1996              | 10. Juni 2002                         |
| 43  | 44  | Besuch von den Eltern              | 江戸川コナン誘拐事件 (Edogawa Konan Yūkai Jiken)                                               | 13. Jan. 1997              | 11. Juni 2002                         |
| 44  | 45  | Ein Unglück kommt selten allein    | 堀田三兄弟殺人事件 (Hotta San Kyōdai Satsujin Jiken)                                           | 20. Jan. 1997              | 12. Juni 2002                         |
| 45  | 46  | Geschenktes Alibi                  | 顔パック殺人事件 (Kao Pakku Satsujin Jiken)                                                    | 27. Jan. 1997              | 13. Juni 2002                         |
| 46  | 47  | Mediziner unter sich               | 雪山山荘殺人事件 (Yukiyama Sansō Satsujin Jiken)                                               | 3. Feb. 1997               | 14. Juni 2002                         |
| 47  | 48  | Der Mondscheinspringer             | スポーツクラブ殺人事件 (Supōtsu Kurabu Satsujin Jiken)                                         | 10. Feb. 1997              | 17. Juni 2002                         |
| 48  | 49  | Der Giftmord – Teil 1              | 外交官殺人事件（前編） (Gaikōkan Satsujin Jiken (Zenpen))                                      | 17. Feb. 1997              | 18. Juni 2002                         |
| 49  | 50  | Der Giftmord – Teil 2              | 外交官殺人事件（後編） (Gaikōkan Satsujin Jiken (Kōhen))                                       | 24. Feb. 1997              | 19. Juni 2002                         |
| 50  | 51  | Der verschwundene Bibliothekar     | 図書館殺人事件 (Toshokan Satsujin Jiken)                                                       | 3. Mär. 1997               | 20. Juni 2002                         |
| 51  | 52  | Sport ist Mord                     | ゴルフ練習場殺人事件 (Gorufu Renshūjō Satsujin Jiken)                                          | 10. Mär. 1997              | 21. Juni 2002                         |
| 52  | 53  | Der Nebelkobold – Teil 1           | 霧天狗伝説殺人事件 (Kiri Tengu Densetsu Satsujin Jiken)                                        | 17. Mär. 1997              | 24. Juni 2002                         |
| 52  | 54  | Der Nebelkobold – Teil 2           | 霧天狗伝説殺人事件 (Kiri Tengu Densetsu Satsujin Jiken)                                        | 17. Mär. 1997              | 25. Juni 2002                         |
| 53  | 55  | Wie angelt man sich ein Opfer      | 謎の凶器殺人事件 (Nazo no Kyōki Satsujin Jiken)                                                | 7. Apr. 1997               | 26. Juni 2002                         |
| 54  | 56  | Fatale Verwechslung                | ゲーム会社殺人事件 (Gēmu Kaisha Satsujin Jiken)                                                | 14. Apr. 1997              | 27. Juni 2002                         |
| 55  | 57  | Mord nach Fahrplan                 | 列車トリック殺人事件 (Ressha Torikku Satsujin Jiken)                                           | 21. Apr. 1997              | 28. Juni 2002                         |
| 56  | 58  | Wie du ihr, so ich dir             | おじゃマンボウ殺人事件 (Oja Manbō Satsujin Jiken)                                              | 28. Apr. 1997              | 1. Juli 2002                          |
| 57  | 59  | Rache für Sherlock Holmes – Teil 1 | ホームズ・フリーク殺人事件（前編） (Hōmuzu Furīku Satsujin Jiken (Zenpen))                     | 5. Mai 1997                | 2. Juli 2002                          |
| 58  | 60  | Rache für Sherlock Holmes – Teil 2 | ホームズ・フリーク殺人事件（後編） (Hōmuzu Furīku Satsujin Jiken (Kōhen))                      | 12. Mai 1997               | 3. Juli 2002                          |
| 59  | 61  | Lästiger kleiner Zeuge             | 初めてのお使い殺人事件 (Hajimete no Otsukai Satsujin Jiken)                                    | 19. Mai 1997               | 4. Juli 2002                          |
| 60  | 62  | Die Schmetterlingsfrau             | イラストレーター殺人事件 (Irasutorētā Satsujin Jiken)                                          | 26. Mai 1997               | 5. Juli 2002                          |
| 61  | 63  | Der Fluch der Suigun – Teil 1      | 幽霊船殺人事件（前編） (Yūreisen Satsujin Jiken (Zenpen))                                      | 2. Juni 1997               | 8. Juli 2002                          |
| 62  | 64  | Der Fluch der Suigun – Teil 2      | 幽霊船殺人事件（後編） (Yūreisen Satsujin Jiken (Kōhen))                                       | 9. Juni 1997               | 9. Juli 2002                          |
| 63  | 65  | Das Monster Gomera                 | 大怪獣ゴメラ殺人事件 (Dai Kaijū Gomera Satsujin Jiken)                                         | 16. Juni 1997              | 10. Juli 2002                         |
| 64  | 66  | Fingerabdrücke hoch drei           | 第３の指紋殺人事件 (Dai 3 no Shimon Satsujin Jiken)                                            | 23. Juni 1997              | 11. Juli 2002                         |
| 65  | 67  | Viele Krabben und ein Wal          | カニとクジラ誘拐事件 (Kani to Kujira Yūkai Jiken)                                              | 30. Juni 1997              | 12. Juli 2002                         |
| 66  | 68  | Mord im Dunkeln                    | 暗闇の道殺人事件 (Kurayami no Michi Satsujin Jiken)                                            | 7. Juli 1997               | 15. Juli 2002                         |
| 67  | 69  | Cherchez la femme                  | 舞台女優殺人事件 (Butai Joyū Satsujin Jiken)                                                   | 14. Juli 1997              | 16. Juli 2002                         |
| 68  | 70  | Der Baron der Nacht – Teil 1       | 闇の男爵殺人事件（事件編） (Yami no Danshaku Satsujin Jiken (Jiken-hen))                       | 21. Juli 1997              | 17. Juli 2002                         |
| 69  | 71  | Der Baron der Nacht – Teil 2       | 闇の男爵殺人事件（疑惑編） (Yami no Danshaku Satsujin Jiken (Giwaku-hen))                      | 28. Juli 1997              | 18. Juli 2002                         |
| 70  | 72  | Der Baron der Nacht – Teil 3       | 闇の男爵殺人事件（解決編） (Yami no Danshaku Satsujin Jiken (Kaiketsu-hen))                    | 4. Aug. 1997               | 19. Juli 2002                         |
| 71  | 73  | Gift im Energy-Drink               | ストーカー殺人事件 (Sutōkā Satsujin Jiken)                                                     | 11. Aug. 1997              | 22. Juli 2002                         |
| 72  | 74  | Yuzo und seine Brüder              | ３つ子別荘殺人事件 (Mitsugo Bessō Satsujin Jiken)                                              | 18. Aug. 1997              | 23. Juli 2002                         |
| 73  | 75  | SOS per Flaschenpost               | 少年探偵団遭難事件 (Shōnen Tantei-dan Sōnan Jiken)                                             | 25. Aug. 1997              | 24. Juli 2002                         |
| 74  | 76  | Jinnai, der Todesengel             | 死神陣内殺人事件 (Shinigami Jinnai Satsujin Jiken)                                             | 1. Sep. 1997               | 25. Juli 2002                         |
| 75  | 77  | Der Kredithai                      | 金融会社社長殺人事件 (Kinyūgaisha Shachō Satsujin Jiken)                                       | 8. Sep. 1997               | 26. Juli 2002                         |
| 76  | 78  | Meisterdieb 1412 – Teil 1          | コナンＶＳ怪盗キッド (Konan VS Kaitō Kiddo)                                                    | 22. Sep. 1997              | 29. Juli 2002                         |
| 76  | 79  | Meisterdieb 1412 – Teil 2          | コナンＶＳ怪盗キッド (Konan VS Kaitō Kiddo)                                                    | 22. Sep. 1997              | 30. Juli 2002                         |
| 77  | 80  | Späte Sühne – Teil 1               | 名家連続変死事件（前編） (Meika Renzoku Henshi Jiken (Zenpen))                                 | 20. Okt. 1997              | 31. Juli 2002                         |
| 78  | 81  | Späte Sühne – Teil 2               | 名家連続変死事件（後編） (Meika Renzoku Henshi Jiken (Kōhen))                                  | 27. Okt. 1997              | 1. Aug. 2002                          |
| 79  | 82  | Ba-Ba-Banküberfall                 | 銀行強盗殺人事件 (Ginkō Gōtō Satsujin Jiken)                                                   | 3. Nov. 1997               | 2. Aug. 2002                          |
| 80  | 83  | Der vertikale Knoten               | 放浪画家殺人事件 (Hōrō Gaka Satsujin Jiken)                                                    | 10. Nov. 1997              | 5. Aug. 2002                          |
| 81  | 84  | Gefährliche Töne – Teil 1          | 人気アーティスト誘拐事件（前編） (Ninki Ātisuto Yūkai Jiken (Zenpen))                          | 17. Nov. 1997              | 6. Aug. 2002                          |
| 82  | 85  | Gefährliche Töne – Teil 2          | 人気アーティスト誘拐事件（後編） (Ninki Ātisuto Yūkai Jiken (Kōhen))                           | 24. Nov. 1997              | 7. Aug. 2002                          |
| 83  | 86  | Wahn oder Wirklichkeit             | 総合病院殺人事件 (Sōgō Byōin Satsujin Jiken)                                                   | 1. Dez. 1997               | 8. Aug. 2002                          |
| 84  | 87  | Mord auf der Skihütte – Teil 1     | スキーロッジ殺人事件（前編） (Sukīrojji Satsujin Jiken (Zenpen))                               | 8. Dez. 1997               | 9. Aug. 2002                          |
| 85  | 88  | Mord auf der Skihütte – Teil 2     | スキーロッジ殺人事件（後編） (Sukīrojji Satsujin Jiken (Kōhen))                                | 15. Dez. 1997              | 12. Aug. 2002                         |
| 86  | 89  | Wettlauf gegen die Zeit            | 誘拐現場特定事件 (Yūkai Genba Tokutei Jiken)                                                   | 12. Jan. 1998              | 13. Aug. 2002                         |
| 87  | 90  | Die verhängnisvolle Skizze         | 鶴の恩返し殺人事件 (Tsuru no Ongaeshi Satsujin Jiken)                                          | 19. Jan. 1998              | 14. Aug. 2002                         |
| 88  | 91  | Der Tanz der Vampire – Teil 1      | ドラキュラ荘殺人事件（前編） (Dorakyura Sō Satsujin Jiken (Zenpen))                            | 26. Jan. 1998              | 16. Aug. 2002                         |
| 89  | 92  | Der Tanz der Vampire – Teil 2      | ドラキュラ荘殺人事件（後編） (Dorakyura Sō Satsujin Jiken (Kōhen))                             | 2. Feb. 1998               | 19. Aug. 2002                         |
| 90  | 93  | Tödlicher Duft                     | 花の香り殺人事件 (Hana no Kaori Satsujin Jiken)                                                | 9. Feb. 1998               | 20. Aug. 2002                         |
| 91  | 94  | Ein Bankräuber im Krankenhaus      | 強盗犯人入院事件 (Gōtōhannin Nyūin Jiken)                                                      | 16. Feb. 1998              | 21. Aug. 2002                         |
| 92  | 95  | Auf der Suche nach Fox – Teil 1    | 恐怖のトラヴァース殺人事件（前編） (Kyōfu no Toravāsu Satsujin Jiken (Zenpen))                 | 23. Feb. 1998              | 22. Aug. 2002                         |
| 93  | 96  | Auf der Suche nach Fox – Teil 2    | 恐怖のトラヴァース殺人事件（後編） (Kyōfu no Toravāsu Satsujin Jiken (Kōhen))                  | 2. Mär. 1998               | 23. Aug. 2002                         |
| 94  | 97  | Schneeweiß wie der Tod             | 雪女伝説殺人事件 (Yukionna Densetsu Satsujin Jiken)                                            | 9. Mär. 1998               | 26. Aug. 2002                         |
| 95  | 98  | Kogoros Rendezvous                 | 小五郎のデート殺人事件 (Kogorō no Dēto Satsujin Jiken)                                         | 16. Mär. 1998              | 27. Aug. 2002                         |
| 96  | 99  | Mord ist keine Hexerei – Teil 1    | 追いつめられた名探偵！連続２大殺人事件 (Oitsumerareta Meitantei! Renzoku 2 Dai Satsujin Jiken) | 23. Mär. 1998              | 28. Aug. 2002                         |
| 96  | 100 | Mord ist keine Hexerei – Teil 2    | 追いつめられた名探偵！連続２大殺人事件 (Oitsumerareta Meitantei! Renzoku 2 Dai Satsujin Jiken) | 23. Mär. 1998              | 29. Aug. 2002                         |
| 96  | 101 | Der Onkel aus Brasilien – Teil 1   | 追いつめられた名探偵！連続２大殺人事件 (Oitsumerareta Meitantei! Renzoku 2 Dai Satsujin Jiken) | 23. Mär. 1998              | 30. Aug. 2002                         |
| 96  | 102 | Der Onkel aus Brasilien – Teil 2   | 追いつめられた名探偵！連続２大殺人事件 (Oitsumerareta Meitantei! Renzoku 2 Dai Satsujin Jiken) | 23. Mär. 1998              | 2. Sep. 2002                          |

## Staffel 2
| Nr. | Nr. | Deutscher Titel                              | Originaltitel                                                                                     | Erstausstrahlung Japan (J) | Deutschsprachige Erstausstrahlung (D) |
| J   | D   | Deutscher Titel                              | Originaltitel                                                                                     | Erstausstrahlung Japan (J) | Deutschsprachige Erstausstrahlung (D) |
| --- | --- | -------------------------------------------- | ------------------------------------------------------------------------------------------------- | -------------------------- | ------------------------------------- |
| 97  | 103 | Erstens kommt es anders …                    | 別れのワイン殺人事件 (Wakare no Wain Satsujin Jiken)                                              | 13. Apr. 1998              | 11. Feb. 2003                         |
| 98  | 104 | Der Keramikkünstler-Fall – Teil 1            | 名陶芸家殺人事件（前編） (Meitōgeika Satsujin Jiken (Zenpen))                                     | 20. Apr. 1998              | 12. Feb. 2003                         |
| 99  | 105 | Der Keramikkünstler-Fall – Teil 2            | 名陶芸家殺人事件（後編） (Meitōgeika Satsujin Jiken (Kōhen))                                      | 27. Apr. 1998              | 13. Feb. 2003                         |
| 100 | 106 | Die erste Liebe vergisst man nie – Teil 1    | 初恋の人想い出事件（前編） (Hatsukoi no Hito Omoide Jiken (Zenpen))                               | 11. Mai 1998               | 14. Feb. 2003                         |
| 101 | 107 | Die erste Liebe vergisst man nie – Teil 2    | 初恋の人想い出事件（後編） (Hatsukoi no Hito Omoide Jiken (Kōhen))                                | 18. Mai 1998               | 17. Feb. 2003                         |
| 102 | 108 | Eifersucht – Teil 1                          | 時代劇俳優殺人事件（前編） (Jidaigeki Haiyū Satsujin Jiken (Zenpen))                              | 25. Mai 1998               | 18. Feb. 2003                         |
| 103 | 109 | Eifersucht – Teil 2                          | 時代劇俳優殺人事件（後編） (Jidaigeki Haiyū Satsujin Jiken (Kōhen))                               | 1. Juni 1998               | 19. Feb. 2003                         |
| 104 | 110 | Das Spukhaus der Goblins – Teil 1            | 盗賊団謎の洋館事件（前編） (Tōzoku-dan Nazo no Yōkan Jiken (Zenpen))                              | 8. Juni 1998               | 20. Feb. 2003                         |
| 105 | 111 | Das Spukhaus der Goblins – Teil 2            | 盗賊団謎の洋館事件（後編） (Tōzoku-dan Nazo no Yōkan Jiken (Kōhen))                               | 15. Juni 1998              | 21. Feb. 2003                         |
| 106 | 112 | Mord mit Blitzlicht                          | スクープ写真殺人事件 (Sukūpu Shashin Satsujin Jiken)                                              | 22. Juni 1998              | 24. Feb. 2003                         |
| 107 | 113 | Das Grab im Garten – Teil 1                  | モグラ星人謎の事件（前編） (Mogura Seijin Nazo no Jiken (Zenpen))                                 | 29. Juni 1998              | 25. Feb. 2003                         |
| 108 | 114 | Das Grab im Garten – Teil 2                  | モグラ星人謎の事件（後編） (Mogura Seijin Nazo no Jiken (Kōhen))                                  | 6. Juli 1998               | 26. Feb. 2003                         |
| 109 | 115 | Schneller als die Polizei erlaubt            | 探偵団大追跡事件 (Tantei-dan Dai Tsuiseki Jiken)                                                  | 13. Juli 1998              | 27. Feb. 2003                         |
| 110 | 116 | Mord à la Carte – Teil 1                     | 料理教室殺人事件（前編） (Ryōrikyōshitsu Satsujin Jiken (Zenpen))                                 | 27. Juli 1998              | 28. Feb. 2003                         |
| 111 | 117 | Mord à la Carte – Teil 2                     | 料理教室殺人事件（後編） (Ryōrikyōshitsu Satsujin Jiken (Kōhen))                                  | 3. Aug. 1998               | 3. Mär. 2003                          |
| 112 | 118 | Nächtlicher Spuk in der Schule               | 帝丹小7不思議事件 (Teitan-shō 7 Fushigi Jiken)                                                    | 10. Aug. 1998              | 4. Mär. 2003                          |
| 113 | 119 | Die Strömung bringt es an den Tag            | 白い砂浜殺人事件 (Shiroi Sunahama Satsujin Jiken)                                                 | 17. Aug. 1998              | 5. Mär. 2003                          |
| 114 | 120 | Der Biss der Seeschlange – Teil 1            | スキューバダイビング殺人事件（前編） (Sukyūba Daibingu Satsujin Jiken (Zenpen))                   | 24. Aug. 1998              | 6. Mär. 2003                          |
| 115 | 121 | Der Biss der Seeschlange – Teil 2            | スキューバダイビング殺人事件（後編） (Sukyūba Daibingu Satsujin Jiken (Kōhen))                    | 31. Aug. 1998              | 7. Mär. 2003                          |
| 116 | 122 | Wo ist Nintaro Shinmei? – Teil 1             | ミステリー作家失踪事件（前編） (Misuterī Sakka Shissō Jiken (Zenpen))                             | 7. Sep. 1998               | 10. Mär. 2003                         |
| 117 | 123 | Wo ist Nintaro Shinmei? – Teil 2             | ミステリー作家失踪事件（後編） (Misuterī Sakka Shissō Jiken (Kōhen))                              | 14. Sep. 1998              | 11. Mär. 2003                         |
| 118 | 124 | Der Serienmörder von Osaka – Teil 1          | 浪花の連続殺人事件 (Naniwa no Renzoku Satsujin Jiken)                                             | 21. Sep. 1998              | 12. Mär. 2003                         |
| 118 | 125 | Der Serienmörder von Osaka – Teil 2          | 浪花の連続殺人事件 (Naniwa no Renzoku Satsujin Jiken)                                             | 21. Sep. 1998              | 13. Mär. 2003                         |
| 119 | 126 | Im falschen Film                             | 仮面ヤイバー殺人事件 (Kamen Yaibā Satsujin Jiken)                                                 | 12. Okt. 1998              | 14. Mär. 2003                         |
| 120 | 127 | Angriff der Killerwespen                     | ハニーカクテル殺人事件 (Hanī Kakuteru Satsujin Jiken)                                             | 19. Okt. 1998              | 17. Mär. 2003                         |
| 121 | 128 | Das versiegelte Badezimmer – Teil 1          | バスルーム密室事件（前編） (Basurūmu Misshitsu Jiken (Zenpen))                                    | 26. Okt. 1998              | 18. Mär. 2003                         |
| 122 | 129 | Das versiegelte Badezimmer – Teil 2          | バスルーム密室事件（後編） (Basurūmu Misshitsu Jiken (Kōhen))                                     | 2. Nov. 1998               | 19. Mär. 2003                         |
| 123 | 130 | Zahlenspiele                                 | お天気お姉さん誘拐事件 (Otenki Onēsan Yūkai Jiken)                                                | 9. Nov. 1998               | 20. Mär. 2003                         |
| 124 | 131 | Der mysteriöse Scharfschütze – Teil 1        | 謎の狙撃者殺人事件（前編） (Nazo no Sogekisha Satsujin Jiken (Zenpen))                            | 16. Nov. 1998              | 21. Mär. 2003                         |
| 125 | 132 | Der mysteriöse Scharfschütze – Teil 2        | 謎の狙撃者殺人事件（後編） (Nazo no Sogekisha Satsujin Jiken (Kōhen))                             | 23. Nov. 1998              | 24. Mär. 2003                         |
| 126 | 133 | Mord im Theater – Teil 1                     | 旅芝居一座殺人事件（前編） (Tabi Shibai Ichiza Satsujin Jiken (Zenpen))                           | 30. Nov. 1998              | 25. Mär. 2003                         |
| 127 | 134 | Mord im Theater – Teil 2                     | 旅芝居一座殺人事件（後編） (Tabi Shibai Ichiza Satsujin Jiken (Kōhen))                            | 7. Dez. 1998               | 26. Mär. 2003                         |
| 128 | 135 | Der Milliardenraub                           | 黒の組織10億円強奪事件 (Kuro no Soshiki Jūoku-en Gōdatsu Jiken)                                   | 14. Dez. 1998              | 27. Mär. 2003                         |
| 129 | 136 | Den Männern in Schwarz auf der Spur – Teil 1 | 黒の組織から来た女 大学教授殺人事件 (Kuro no Soshiki Kara Kita Onna Daigaku Kyōju Satsujin Jiken) | 4. Jan. 1999               | 28. Mär. 2003                         |
| 129 | 137 | Den Männern in Schwarz auf der Spur – Teil 2 | 黒の組織から来た女 大学教授殺人事件 (Kuro no Soshiki Kara Kita Onna Daigaku Kyōju Satsujin Jiken) | 4. Jan. 1999               | 31. Mär. 2003                         |
| 129 | 138 | Den Männern in Schwarz auf der Spur – Teil 3 | 黒の組織から来た女 大学教授殺人事件 (Kuro no Soshiki Kara Kita Onna Daigaku Kyōju Satsujin Jiken) | 4. Jan. 1999               | 1. Apr. 2003                          |
| 129 | 139 | Den Männern in Schwarz auf der Spur – Teil 4 | 黒の組織から来た女 大学教授殺人事件 (Kuro no Soshiki Kara Kita Onna Daigaku Kyōju Satsujin Jiken) | 4. Jan. 1999               | 2. Apr. 2003                          |
| 130 | 140 | Schüsse im Stadion – Teil 1                  | 競技場無差別脅迫事件（前編） (Kyōgijō Musabetsu Kyōhaku Jiken (Zenpen))                           | 11. Jan. 1999              | 3. Apr. 2003                          |
| 131 | 141 | Schüsse im Stadion – Teil 2                  | 競技場無差別脅迫事件（後編） (Kyōgijō Musabetsu Kyōhaku Jiken (Kōhen))                            | 18. Jan. 1999              | 4. Apr. 2003                          |
| 132 | 142 | Tödlicher Zauber – Teil 1                    | 奇術愛好家殺人事件（事件篇） (Kijutsu Aikōka Satsujin Jiken (Jiken-hen))                          | 25. Jan. 1999              | 7. Apr. 2003                          |
| 133 | 143 | Tödlicher Zauber – Teil 2                    | 奇術愛好家殺人事件（疑惑篇） (Kijutsu Aikōka Satsujin Jiken (Giwaku-hen))                         | 1. Feb. 1999               | 8. Apr. 2003                          |
| 134 | 144 | Tödlicher Zauber – Teil 3                    | 奇術愛好家殺人事件（解決篇） (Kijutsu Aikōka Satsujin Jiken (Kaiketsu-hen))                       | 8. Feb. 1999               | 9. Apr. 2003                          |
| 135 | 145 | Ein rabenschwarzer Mord                      | 消えた凶器捜索事件 (Kieta Kyōki Sōsaku Jiken)                                                     | 15. Feb. 1999              | 10. Apr. 2003                         |
| 136 | 146 | Das Geheimnis des alten Schlosses – Teil 1   | 青の古城探索事件（前編） (Ao no Kojō Tansaku Jiken (Zenpen))                                      | 22. Feb. 1999              | 11. Apr. 2003                         |
| 137 | 147 | Das Geheimnis des alten Schlosses – Teil 2   | 青の古城探索事件（後編） (Ao no Kojō Tansaku Jiken (Kōhen))                                       | 1. Mär. 1999               | 14. Apr. 2003                         |
| 138 | 148 | Schattenspiele – Teil 1                      | 最後の上映殺人事件（前編） (Saigo no Jōei Satsujin Jiken (Zenpen))                                | 8. Mär. 1999               | 15. Apr. 2003                         |
| 139 | 149 | Schattenspiele – Teil 2                      | 最後の上映殺人事件（後編） (Saigo no Jōei Satsujin Jiken (Kōhen))                                 | 15. Mär. 1999              | 16. Apr. 2003                         |
| 140 | 150 | Ayumi in Gefahr                              | SOS！歩美からのメッセージ (SOS! Ayumi Kara no Messēji)                                            | 12. Apr. 1999              | 17. Apr. 2003                         |
| 141 | 151 | Mord in einem verschlossenen Zimmer – Teil 1 | 結婚前夜の密室事件（前編） (Kekkon Zenya no Misshitsu Jiken (Zenpen))                             | 19. Apr. 1999              | 22. Apr. 2003                         |
| 142 | 152 | Mord in einem verschlossenen Zimmer – Teil 2 | 結婚前夜の密室事件（後編） (Kekkon Zenya no Misshitsu Jiken (Kōhen))                              | 26. Apr. 1999              | 23. Apr. 2003                         |
| 143 | 153 | Nachtaufnahmen                               | 疑惑の天体観測 (Giwaku no Tentai Kansoku)                                                         | 3. Mai 1999                | 24. Apr. 2003                         |
| 144 | 154 | Mord im Speisewagen – Teil 1                 | 上野発北斗星3号（前編） (Ueno-hatsu Hokutosei 3-gō (Zenpen))                                      | 10. Mai 1999               | 25. Apr. 2003                         |
| 145 | 155 | Mord im Speisewagen – Teil 2                 | 上野発北斗星3号（後編） (Ueno-hatsu Hokutosei 3-gō (Kōhen))                                       | 17. Mai 1999               | 28. Apr. 2003                         |
| 146 | 156 | Bei Anruf Mord – Teil 1                      | 本庁の刑事恋物語（前編） (Honchō no Keiji Koi Monogatari (Zenpen))                                | 24. Mai 1999               | 29. Apr. 2003                         |
| 147 | 157 | Bei Anruf Mord – Teil 2                      | 本庁の刑事恋物語（後編） (Honchō no Keiji Koi Monogatari (Kōhen))                                 | 30. Mai 1999               | 30. Apr. 2003                         |
| 148 | 158 | Tod in der Straßenbahn                       | 路面電車急停止事件 (Romendensha Kyūteishi Jiken)                                                  | 7. Juni 1999               | 2. Mai 2003                           |
| 149 | 159 | Verräterische Pose                           | 遊園地バンジー事件 (Yūenchi Banjī Jiken)                                                          | 21. Juni 1999              | 5. Mai 2003                           |
| 150 | 160 | Ungleiche Schwestern – Teil 1                | 自動車爆発事件の真相（前編） (Jidōsha Bakuhatsu Jiken no Shinsō (Zenpen))                         | 28. Juni 1999              | 6. Mai 2003                           |
| 151 | 161 | Ungleiche Schwestern – Teil 2                | 自動車爆発事件の真相（後編） (Jidōsha Bakuhatsu Jiken no Shinsō (Kōhen))                          | 5. Juli 1999               | 7. Mai 2003                           |
| 152 | 162 | Dunkle Geschäfte                             | 謎の老人失踪事件 (Nazo no Rōjin Shissō Jiken)                                                     | 12. Juli 1999              | 8. Mai 2003                           |
| 153 | 163 | Die Liebe, der Strand und der Tod – Teil 1   | 園子のアブない夏物語（前編） (Sonoko no Abunai Natsu Monogatari (Zenpen))                         | 19. Juli 1999              | 9. Mai 2003                           |
| 154 | 164 | Die Liebe, der Strand und der Tod – Teil 2   | 園子のアブない夏物語（後編） (Sonoko no Abunai Natsu Monogatari (Kōhen))                          | 26. Juli 1999              | 12. Mai 2003                          |
| 155 | 165 | Ein Käfer kommt selten allein                | 水中の鍵密室事件 (Suichū no Kagi Misshitsu Jiken)                                                 | 2. Aug. 1999               | 13. Mai 2003                          |
| 156 | 166 | Takagis großer Auftritt – Teil 1             | 本庁の刑事恋物語2（前編） (Honchō no Keiji Koi Monogatari 2 (Zenpen))                             | 9. Aug. 1999               | 14. Mai 2003                          |
| 157 | 167 | Takagis großer Auftritt – Teil 2             | 本庁の刑事恋物語2（後編） (Honchō no Keiji Koi Monogatari 2 (Kōhen))                              | 16. Aug. 1999              | 15. Mai 2003                          |
| 158 | 168 | Stille auf der Ringlinie                     | 沈黙の環状線 (Chinmoku no Kanjōsen)                                                               | 23. Aug. 1999              | 16. Mai 2003                          |
| 159 | 169 | Der Fluch der Pagode – Teil 1                | 怪奇五重塔伝説（前編） (Kaiki Gojūnotō Densetsu (Zenpen))                                         | 6. Sep. 1999               | 19. Mai 2003                          |
| 160 | 170 | Der Fluch der Pagode – Teil 2                | 怪奇五重塔伝説（後編） (Kaiki Gojūnotō Densetsu (Kōhen))                                          | 13. Sep. 1999              | 20. Mai 2003                          |
| 161 | 171 | Was geschah in Zimmer 8?                     | 流水亭に流れる殺意 (Ryūsuitei ni Nagareru Satsui)                                                 | 20. Sep. 1999              | 21. Mai 2003                          |
| 162 | 172 | Mord an Bord – Teil 1                        | 空飛ぶ密室 工藤新一最初の事件 (Soratobu Misshitsu Kudō Shin'ichi Saisho no Jiken)                 | 27. Sep. 1999              | 22. Mai 2003                          |
| 162 | 173 | Mord an Bord – Teil 2                        | 空飛ぶ密室 工藤新一最初の事件 (Soratobu Misshitsu Kudō Shin'ichi Saisho no Jiken)                 | 27. Sep. 1999              | 23. Mai 2003                          |
| 163 | 174 | Sonne, Mond und Sterne – Teil 1              | 月と星と太陽の秘密（前編） (Tsuki to Hoshi to Taiyō no Himitsu (Zenpen))                          | 11. Okt. 1999              | 26. Mai 2003                          |
| 164 | 175 | Sonne, Mond und Sterne – Teil 2              | 月と星と太陽の秘密（後編） (Tsuki to Hoshi to Taiyō no Himitsu (Kōhen))                           | 18. Okt. 1999              | 27. Mai 2003                          |
| 165 | 176 | Die verschwundenen Kinder                    | 少年探偵団消失事件 (Shōnen Tantei-dan Shōshitsu Jiken)                                            | 25. Okt. 1999              | 28. Mai 2003                          |
| 166 | 177 | Die Spinnenkönigin – Teil 1                  | 鳥取クモ屋敷の怪（事件編） (Tottori Kumo Yashiki no Kai (Jiken-hen))                              | 1. Nov. 1999               | 30. Mai 2003                          |
| 167 | 178 | Die Spinnenkönigin – Teil 2                  | 鳥取クモ屋敷の怪（疑惑編） (Tottori Kumo Yashiki no Kai (Giwaku-hen))                             | 8. Nov. 1999               | 2. Juni 2003                          |
| 168 | 179 | Die Spinnenkönigin – Teil 3                  | 鳥取クモ屋敷の怪（解決編） (Tottori Kumo Yashiki no Kai (Kaiketsu-hen))                           | 15. Nov. 1999              | 3. Juni 2003                          |
| 169 | 180 | Der Kuss der Venus                           | ビーナスのキッス (Bīnasu no Kissu)                                                                | 22. Nov. 1999              | 4. Juni 2003                          |
| 170 | 181 | Dunkel war’s … – Teil 1                      | 暗闇の中の死角（前編） (Kurayami no Naka no Shikaku (Zenpen))                                     | 29. Nov. 1999              | 5. Juni 2003                          |
| 171 | 182 | Dunkel war’s … – Teil 2                      | 暗闇の中の死角（後編） (Kurayami no Naka no Shikaku (Kōhen))                                      | 6. Dez. 1999               | 6. Juni 2003                          |

## Staffel 3
| Nr. | Nr. | Deutscher Titel                                 | Originaltitel                                                                                       | Erstausstrahlung Japan (J) | Deutschsprachige Erstausstrahlung (D) |
| J   | D   | Deutscher Titel                                 | Originaltitel                                                                                       | Erstausstrahlung Japan (J) | Deutschsprachige Erstausstrahlung (D) |
| --- | --- | ----------------------------------------------- | --------------------------------------------------------------------------------------------------- | -------------------------- | ------------------------------------- |
| 172 | 183 | Mysteriöse Buchstaben – Teil 1                  | よみがえる死の伝言（前編） (Yomigaeru Shi no Dengon (Zenpen))                                       | 13. Dez. 1999              | 7. Sep. 2004                          |
| 173 | 184 | Mysteriöse Buchstaben – Teil 2                  | よみがえる死の伝言（後編） (Yomigaeru Shi no Dengon (Kōhen))                                        | 20. Dez. 1999              | 8. Sep. 2004                          |
| 174 | 185 | Rache verjährt nicht – Teil 1                   | 二十年目の殺意 シンフォニー号連続殺人事件 (Nijū Nenme no Satsui Shinfonī-gō Renzoku Satsujin Jiken) | 3. Jan. 2000               | 9. Sep. 2004                          |
| 174 | 186 | Rache verjährt nicht – Teil 2                   | 二十年目の殺意 シンフォニー号連続殺人事件 (Nijū Nenme no Satsui Shinfonī-gō Renzoku Satsujin Jiken) | 3. Jan. 2000               | 10. Sep. 2004                         |
| 174 | 187 | Rache verjährt nicht – Teil 3                   | 二十年目の殺意 シンフォニー号連続殺人事件 (Nijū Nenme no Satsui Shinfonī-gō Renzoku Satsujin Jiken) | 3. Jan. 2000               | 13. Sep. 2004                         |
| 174 | 188 | Rache verjährt nicht – Teil 4                   | 二十年目の殺意 シンフォニー号連続殺人事件 (Nijū Nenme no Satsui Shinfonī-gō Renzoku Satsujin Jiken) | 3. Jan. 2000               | 14. Sep. 2004                         |
| 175 | 189 | Ein Toter und vier Täter                        | 四回殺された男 (Yonkai Korosareta Otoko)                                                            | 10. Jan. 2000              | 15. Sep. 2004                         |
| 176 | 190 | Wiedersehen mit den Männern in Schwarz – Teil 1 | 黒の組織との再会（灰原編） (Kuro no Soshiki to no Saikai (Haibara-hen))                             | 17. Jan. 2000              | 16. Sep. 2004                         |
| 177 | 191 | Wiedersehen mit den Männern in Schwarz – Teil 2 | 黒の組織との再会（コナン編） (Kuro no Soshiki to no Saikai (Konan-hen))                             | 24. Jan. 2000              | 17. Sep. 2004                         |
| 178 | 192 | Wiedersehen mit den Männern in Schwarz – Teil 3 | 黒の組織との再会（解決編） (Kuro no Soshiki to no Saikai (Kaiketsu-hen))                            | 31. Jan. 2000              | 20. Sep. 2004                         |
| 179 | 193 | Unfall? Niemals!                                | 喫茶店トラック乱入事件 (Kissaten Torakku Rannyū Jiken)                                              | 7. Feb. 2000               | 21. Sep. 2004                         |
| 180 | 194 | Spiel mir das Lied vom Tod – Teil 1             | 赤い殺意の夜想曲（前編） (Akai Satsui no Yasōkyoku (Zenpen))                                        | 14. Feb. 2000              | 22. Sep. 2004                         |
| 181 | 195 | Spiel mir das Lied vom Tod – Teil 2             | 赤い殺意の夜想曲（後編） (Akai Satsui no Yasōkyoku (Kōhen))                                         | 21. Feb. 2000              | 23. Sep. 2004                         |
| 182 | 196 | Notruf von oben                                 | 大捜索９つのドア (Dai Sōsaku Kokonotsu no Doa)                                                      | 28. Feb. 2000              | 24. Sep. 2004                         |
| 183 | 197 | Der geheimnisvolle Kunde                        | 危険なレシピ (Kikenna Reshipi)                                                                      | 6. Mär. 2000               | 4. Okt. 2004                          |
| 184 | 198 | Das Haus der 200 Masken – Teil 1                | 呪いの仮面は冷たく笑う (Noroi no Kamen wa Tsumetaku Warau)                                          | 13. Mär. 2000              | 5. Okt. 2004                          |
| 184 | 199 | Das Haus der 200 Masken – Teil 2                | 呪いの仮面は冷たく笑う (Noroi no Kamen wa Tsumetaku Warau)                                          | 13. Mär. 2000              | 6. Okt. 2004                          |
| 185 | 200 | Der ermordete Detektiv – Teil 1                 | 殺された名探偵（前編） (Korosareta Meitantei (Zenpen))                                              | 10. Apr. 2000              | 7. Okt. 2004                          |
| 186 | 201 | Der ermordete Detektiv – Teil 2                 | 殺された名探偵（後編） (Korosareta Meitantei (Kōhen))                                               | 17. Apr. 2000              | 8. Okt. 2004                          |
| 187 | 202 | Ein Mord aus Eifersucht                         | 闇に響く謎の銃声 (Yami ni Hibiku Nazo no Jūsei)                                                     | 24. Apr. 2000              | 11. Okt. 2004                         |
| 188 | 203 | Der Weg des Drachen – Teil 1                    | 命がけの復活 洞窟の探偵団 (Inochigake no Fukkatsu Dōkutsu no Tantei-dan)                            | 1. Mai 2000                | 12. Okt. 2004                         |
| 189 | 204 | Der Weg des Drachen – Teil 2                    | 命がけの復活 負傷した名探偵 (Inochigake no Fukkatsu Fushōshita Meitantei)                           | 8. Mai 2000                | 13. Okt. 2004                         |
| 190 | 205 | Mord in der ersten Reihe – Teil 1               | 命がけの復活 第三の選択 (Inochigake no Fukkatsu Daisan no Sentaku)                                  | 15. Mai 2000               | 14. Okt. 2004                         |
| 191 | 206 | Mord in der ersten Reihe – Teil 2               | 命がけの復活 黒衣の騎士 (Inochigake no Fukkatsu Kokue no Kishi)                                     | 22. Mai 2000               | 15. Okt. 2004                         |
| 192 | 207 | Die letzte Fahrt vom Chef – Teil 1              | 命がけの復活 帰ってきた新一・・・ (Inochigake no Fukkatsu Kaettekita Shin'ichi...)                  | 29. Mai 2000               | 25. Okt. 2004                         |
| 193 | 208 | Die letzte Fahrt vom Chef – Teil 2              | 命がけの復活 約束の場所 (Inochigake no Fukkatsu Yakusoku no Basho)                                  | 5. Juni 2000               | 26. Okt. 2004                         |
| 194 | 209 | Die geheimnisvolle Spieluhr – Teil 1            | 意味深なオルゴール（前編） (Imishinna Orugōru (Zenpen))                                             | 12. Juni 2000              | 27. Okt. 2004                         |
| 195 | 210 | Die geheimnisvolle Spieluhr – Teil 2            | 意味深なオルゴール（後編） (Imishinna Orugōru (Kōhen))                                              | 19. Juni 2000              | 28. Okt. 2004                         |
| 196 | 211 | Rans erster Fall                                | 見えない凶器 蘭の初推理 (Mienai Kyōki Ran no Hatsu Suiri)                                           | 26. Juni 2000              | 29. Okt. 2004                         |
| 197 | 212 | Die letzte Ausfahrt – Teil 1                    | スーパーカーの罠（前編） (Sūpākā no Wana (Zenpen))                                                  | 3. Juli 2000               | 2. Nov. 2004                          |
| 198 | 213 | Die letzte Ausfahrt – Teil 2                    | スーパーカーの罠（後編） (Sūpākā no Wana (Kōhen))                                                   | 10. Juli 2000              | 3. Nov. 2004                          |
| 199 | 214 | Kogoro unter Verdacht – Teil 1                  | 容疑者・毛利小五郎（前編） (Yōgisha Mōri Kogorō (Zenpen))                                           | 17. Juli 2000              | 4. Nov. 2004                          |
| 200 | 215 | Kogoro unter Verdacht – Teil 2                  | 容疑者・毛利小五郎（後編） (Yōgisha Mōri Kogorō (Kōhen))                                            | 24. Juli 2000              | 5. Nov. 2004                          |
| 201 | 216 | Der 10. Passagier – Teil 1                      | 10人目の乗客（前編） (Jūninme no Jōkyaku (Zenpen))                                                  | 31. Juli 2000              | 15. Nov. 2004                         |
| 202 | 217 | Der 10. Passagier – Teil 2                      | 10人目の乗客（後編） (Jūninme no Jōkyaku (Kōhen))                                                   | 7. Aug. 2000               | 16. Nov. 2004                         |
| 203 | 218 | Die Flügel des Ikarus – Teil 1                  | 黒いイカロスの翼（前編） (Kuroi Ikarosu no Tsubasa (Zenpen))                                        | 14. Aug. 2000              | 17. Nov. 2004                         |
| 204 | 219 | Die Flügel des Ikarus – Teil 2                  | 黒いイカロスの翼（後編） (Kuroi Ikarosu no Tsubasa (Kōhen))                                         | 21. Aug. 2000              | 18. Nov. 2004                         |
| 205 | 220 | Der verliebte Kommissar – Teil 1                | 本庁の刑事恋物語３（前編） (Honchō no Keiji Koi Monogatari 3 (Zenpen))                              | 28. Aug. 2000              | 19. Nov. 2004                         |
| 206 | 221 | Der verliebte Kommissar – Teil 2                | 本庁の刑事恋物語３（後編） (Honchō no Keiji Koi Monogatari 3 (Kōhen))                               | 4. Sep. 2000               | 22. Nov. 2004                         |
| 207 | 222 | Umgekehrte falsche Fährte                       | 見事すぎた名推理 (Migoto Sugita Meisuiri)                                                           | 11. Sep. 2000              | 23. Nov. 2004                         |
| 208 | 223 | Der Zorn der Berggöttin – Teil 1                | 迷宮への入り口 巨大神像の怒り (Meikyū e no Iriguchi Kyodai Shinzō no Ikari)                         | 9. Okt. 2000               | 24. Nov. 2004                         |
| 208 | 224 | Der Zorn der Berggöttin – Teil 2                | 迷宮への入り口 巨大神像の怒り (Meikyū e no Iriguchi Kyodai Shinzō no Ikari)                         | 9. Okt. 2000               | 25. Nov. 2004                         |
| 209 | 225 | 99 Serpentinen                                  | 龍神山転落事件 (Ryūjinyama Tenraku Jiken)                                                           | 16. Okt. 2000              | 26. Nov. 2004                         |
| 210 | 226 | Der fünffarbige See – Teil 1                    | 五彩伝説の水御殿（前編） (Gosai Densetsu no Mizu Goten (Zenpen))                                    | 23. Okt. 2000              | 6. Dez. 2004                          |
| 211 | 227 | Der fünffarbige See – Teil 2                    | 五彩伝説の水御殿（後編） (Gosai Densetsu no Mizu Goten (Kōhen))                                     | 30. Okt. 2000              | 7. Dez. 2004                          |
| 212 | 228 | Der Wald, die Bären, die Jäger – Teil 1         | きのこと熊と探偵団（前編） (Kinoko to Kuma to Tantei-dan (Zenpen))                                  | 6. Nov. 2000               | 8. Dez. 2004                          |
| 213 | 229 | Der Wald, die Bären, die Jäger – Teil 2         | きのこと熊と探偵団（後編） (Kinoko to Kuma to Tantei-dan (Kōhen))                                   | 13. Nov. 2000              | 9. Dez. 2004                          |
| 214 | 230 | Der Fall der Hundert-Yen-Münze                  | レトロルームの謎事件 (Retoro Rūmu no Nazo Jiken)                                                    | 20. Nov. 2000              | 10. Dez. 2004                         |
| 215 | 231 | Die Bucht der Rache – Teil 1                    | ベイ・オブ・ザ・リベンジ（前編） (Bei Obu za Ribenji (Zenpen))                                      | 27. Nov. 2000              | 13. Dez. 2004                         |
| 216 | 232 | Die Bucht der Rache – Teil 2                    | ベイ・オブ・ザ・リベンジ（後編） (Bei Obu za Ribenji (Kōhen))                                       | 4. Dez. 2000               | 14. Dez. 2004                         |
| 217 | 233 | Megures Geheimnis – Teil 1                      | 封印された目暮の秘密（前編） (Fūinsareta Megure no Himitsu (Zenpen))                                | 11. Dez. 2000              | 15. Dez. 2004                         |
| 218 | 234 | Megures Geheimnis – Teil 2                      | 封印された目暮の秘密（後編） (Fūinsareta Megure no Himitsu (Kōhen))                                 | 18. Dez. 2000              | 16. Dez. 2004                         |
| 219 | 235 | Der junge Meisterdieb – Teil 1                  | 集められた名探偵！工藤新一VS怪盗キッド (Atsumerareta Meitantei! Kudō Shin'ichi VS Kaitō Kiddo)      | 8. Jan. 2001               | 17. Dez. 2004                         |
| 219 | 236 | Der junge Meisterdieb – Teil 2                  | 集められた名探偵！工藤新一VS怪盗キッド (Atsumerareta Meitantei! Kudō Shin'ichi VS Kaitō Kiddo)      | 8. Jan. 2001               | 20. Dez. 2004                         |
| 219 | 237 | Der junge Meisterdieb – Teil 3                  | 集められた名探偵！工藤新一VS怪盗キッド (Atsumerareta Meitantei! Kudō Shin'ichi VS Kaitō Kiddo)      | 8. Jan. 2001               | 21. Dez. 2004                         |
| 219 | 238 | Der junge Meisterdieb – Teil 4                  | 集められた名探偵！工藤新一VS怪盗キッド (Atsumerareta Meitantei! Kudō Shin'ichi VS Kaitō Kiddo)      | 8. Jan. 2001               | 22. Dez. 2004                         |
| 220 | 239 | Nichts als Lügen – Teil 1                       | 偽りだらけの依頼人（前編） (Itsuwari-darake no Irainin (Zenpen))                                    | 15. Jan. 2001              | 23. Dez. 2004                         |
| 221 | 240 | Nichts als Lügen – Teil 2                       | 偽りだらけの依頼人（後編） (Itsuwari-darake no Irainin (Kōhen))                                     | 22. Jan. 2001              | 27. Dez. 2004                         |
| 222 | 241 | Der Pfeil der Sirene – Teil 1                   | そして人魚はいなくなった（事件編） (Soshite Ningyo wa Inakunatta (Jiken-hen))                       | 29. Jan. 2001              | 28. Dez. 2004                         |
| 223 | 242 | Der Pfeil der Sirene – Teil 2                   | そして人魚はいなくなった（推理編） (Soshite Ningyo wa Inakunatta (Suiri-hen))                       | 5. Feb. 2001               | 29. Dez. 2004                         |
| 224 | 243 | Der Pfeil der Sirene – Teil 3                   | そして人魚はいなくなった（解決編） (Soshite Ningyo wa Inakunatta (Kaiketsu-hen))                    | 12. Feb. 2001              | 30. Dez. 2004                         |
| 225 | 244 | Kein Fall für Conan?                            | 商売繁盛のヒミツ (Shōbai Hanjō no Himitsu)                                                          | 19. Feb. 2001              | 3. Jan. 2005                          |
| 226 | 245 | Die Kampfspiel-Falle – Teil 1                   | バトルゲームの罠（前編） (Batoru Gēmu no Wana (Zenpen))                                             | 26. Feb. 2001              | 4. Jan. 2005                          |
| 227 | 246 | Die Kampfspiel-Falle – Teil 2                   | バトルゲームの罠（後編） (Batoru Gēmu no Wana (Kōhen))                                              | 5. Mär. 2001               | 5. Jan. 2005                          |
| 228 | 247 | Mord im Töpferkurs – Teil 1                     | 殺意の陶芸教室（前編） (Satsui no Tōgei Kyōshitsu (Zenpen))                                         | 12. Mär. 2001              | 7. Jan. 2005                          |
| 229 | 248 | Mord im Töpferkurs – Teil 2                     | 殺意の陶芸教室（後編） (Satsui no Tōgei Kyōshitsu (Kōhen))                                          | 19. Mär. 2001              | 10. Jan. 2005                         |
| 230 | 249 | Bombenstimmung – Teil 1                         | 謎めいた乗客（前編） (Nazomeita Jōkyaku (Zenpen))                                                   | 16. Apr. 2001              | 11. Jan. 2005                         |
| 231 | 250 | Bombenstimmung – Teil 2                         | 謎めいた乗客（後編） (Nazomeita Jōkyaku (Kōhen))                                                    | 23. Apr. 2001              | 12. Jan. 2005                         |
| 232 | 251 | Sturz aus dem Mietshaus                         | マンション転落事件 (Manshon Tenraku Jiken)                                                          | 7. Mai 2001                | 13. Jan. 2005                         |
| 233 | 252 | Arthur, Conan und Doyle – Teil 1                | 消えなかった証拠（前編） (Kienakatta Shōko (Zenpen))                                                | 14. Mai 2001               | 14. Jan. 2005                         |
| 234 | 253 | Arthur, Conan und Doyle – Teil 2                | 消えなかった証拠（後編） (Kienakatta Shōko (Kōhen))                                                 | 21. Mai 2001               | 17. Jan. 2005                         |

## Staffel 4
| Nr. | Nr. | Deutscher Titel                              | Originaltitel                                                                                   | Erstausstrahlung Japan (J) | Deutschsprachige Erstausstrahlung (D) |
| J   | D   | Deutscher Titel                              | Originaltitel                                                                                   | Erstausstrahlung Japan (J) | Deutschsprachige Erstausstrahlung (D) |
| --- | --- | -------------------------------------------- | ----------------------------------------------------------------------------------------------- | -------------------------- | ------------------------------------- |
| 235 | 254 | Mord im Weinkeller                           | 密室のワインセラー (Misshitsu no Wainserā)                                                      | 28. Mai 2001               | 6. Mär. 2006                          |
| 236 | 255 | Der weiße Sand von Shirahama – Teil 1        | 南紀白浜ミステリーツアー（前編） (Nanki Shirahama Misuterī Tsuā (Zenpen))                       | 4. Juni 2001               | 7. Mär. 2006                          |
| 237 | 256 | Der weiße Sand von Shirahama – Teil 2        | 南紀白浜ミステリーツアー（後編） (Nanki Shirahama Misuterī Tsuā (Kōhen))                        | 11. Juni 2001              | 8. Mär. 2006                          |
| 238 | 257 | Tod eines Sensationsreporters – Teil 1       | 大阪“3つのK”事件（前編） (Ōsaka „Mittsu no K“ Jiken (Zenpen))                                   | 18. Juni 2001              | 9. Mär. 2006                          |
| 239 | 258 | Tod eines Sensationsreporters – Teil 2       | 大阪“3つのK”事件（後編） (Ōsaka „Mittsu no K“ Jiken (Kōhen))                                    | 25. Juni 2001              | 10. Mär. 2006                         |
| 240 | 259 | Mord im Shinkansen – Teil 1                  | 新幹線護送事件（前編） (Shinkansen Gosō Jiken (Zenpen))                                         | 2. Juli 2001               | 13. Mär. 2006                         |
| 241 | 260 | Mord im Shinkansen – Teil 2                  | 新幹線護送事件（後編） (Shinkansen Gosō Jiken (Kōhen))                                          | 9. Juli 2001               | 14. Mär. 2006                         |
| 242 | 261 | Genta im Unglück                             | 元太少年の災難 (Genta Shōnen no Sainan)                                                         | 16. Juli 2001              | 15. Mär. 2006                         |
| 243 | 262 | Kogoros Doppelgänger – Teil 1                | 毛利小五郎のニセ者（前編） (Mōri Kogorō no Nisemono (Zenpen))                                   | 23. Juli 2001              | 16. Mär. 2006                         |
| 244 | 263 | Kogoros Doppelgänger – Teil 2                | 毛利小五郎のニセ者（後編） (Mōri Kogorō no Nisemono (Kōhen))                                    | 30. Juli 2001              | 17. Mär. 2006                         |
| 245 | 264 | Der steinerne Kreisel                        | ヒマワリ館の銃声 (Himawari-kan no Jūsei)                                                        | 6. Aug. 2001               | 20. Mär. 2006                         |
| 246 | 265 | Gefangen im Netz – Teil 1                    | 網にかかった謎（前編） (Ami ni Kakatta Nazo (Zenpen))                                           | 13. Aug. 2001              | 21. Mär. 2006                         |
| 247 | 266 | Gefangen im Netz – Teil 2                    | 網にかかった謎（後編） (Ami ni Kakatta Nazo (Kōhen))                                            | 20. Aug. 2001              | 22. Mär. 2006                         |
| 248 | 267 | Alibi aus dem Wald                           | 癒しの森のアリバイ (Iyashi no Mori no Aribai)                                                   | 27. Aug. 2001              | 23. Mär. 2006                         |
| 249 | 268 | Die Geheimnisse der Stars – Teil 1           | アイドル達の秘密（前編） (Aidoru-tachi no Himitsu (Zenpen))                                     | 3. Sep. 2001               | 24. Mär. 2006                         |
| 250 | 269 | Die Geheimnisse der Stars – Teil 2           | アイドル達の秘密（後編） (Aidoru-tachi no Himitsu (Kōhen))                                      | 10. Sep. 2001              | 27. Mär. 2006                         |
| 251 | 270 | Tragödie auf der Okusu-Ranch                 | OK牧場の悲劇 (OK-Bokujō no Higeki)                                                              | 17. Sep. 2001              | 28. Mär. 2006                         |
| 252 | 271 | Das Bild des Entführers                      | 絵の中の誘拐犯 (E no Naka no Yūkaihan)                                                          | 8. Okt. 2001               | 29. Mär. 2006                         |
| 253 | 272 | Lovestory im Polizeihauptquartier 4 – Teil 1 | 本庁の刑事恋物語４（前編） (Honchō no Keiji Koi Monogatari 4 (Zenpen))                          | 15. Okt. 2001              | 30. Mär. 2006                         |
| 254 | 273 | Lovestory im Polizeihauptquartier 4 – Teil 2 | 本庁の刑事恋物語４（後編） (Honchō no Keiji Koi Monogatari 4 (Kōhen))                           | 22. Okt. 2001              | 31. Mär. 2006                         |
| 255 | 274 | Mord in Dichterkreisen – Teil 1              | 松江玉造連句14番勝負（前編） (Matsue Tamatsukuri Renku 14-ban Shōbu (Zenpen))                   | 29. Okt. 2001              | 3. Apr. 2006                          |
| 256 | 275 | Mord in Dichterkreisen – Teil 2              | 松江玉造連句14番勝負（後編） (Matsue Tamatsukuri Renku 14-ban Shōbu (Kōhen))                    | 5. Nov. 2001               | 4. Apr. 2006                          |
| 257 | 276 | Eine seltsame Strafe                         | 世にも奇妙な天罰 (Yo nimo Kimyōna Tenpatsu)                                                     | 12. Nov. 2001              | 5. Apr. 2006                          |
| 258 | 277 | Der Mann aus Chicago – Teil 1                | シカゴから来た男（前編） (Shikago Kara Kita Otoko (Zenpen))                                     | 19. Nov. 2001              | 6. Apr. 2006                          |
| 259 | 278 | Der Mann aus Chicago – Teil 2                | シカゴから来た男（後編） (Shikago Kara Kita Otoko (Kōhen))                                      | 26. Nov. 2001              | 7. Apr. 2006                          |
| 260 | 279 | Das schwankende Restaurant                   | 揺れるレストラン (Yureru Resutoran)                                                             | 3. Dez. 2001               | 10. Apr. 2006                         |
| 261 | 280 | Grusellegende von einer Winternacht – Teil 1 | 雪の夜の恐怖伝説（前編） (Yuki no Yoru no Kyōfu Densetsu (Zenpen))                              | 10. Dez. 2001              | 11. Apr. 2006                         |
| 262 | 281 | Grusellegende von einer Winternacht – Teil 2 | 雪の夜の恐怖伝説（後編） (Yuki no Yoru no Kyōfu Densetsu (Kōhen))                               | 17. Dez. 2001              | 12. Apr. 2006                         |
| 263 | 282 | Geheimnisse in Osaka – Teil 1                | 大阪ダブルミステリー 浪花剣士と太閤の城 (Ōsaka Daburu Misuterī Naniwa Kenshi to Taikō no Shiro) | 7. Jan. 2002               | 13. Apr. 2006                         |
| 263 | 283 | Geheimnisse in Osaka – Teil 2                | 大阪ダブルミステリー 浪花剣士と太閤の城 (Ōsaka Daburu Misuterī Naniwa Kenshi to Taikō no Shiro) | 7. Jan. 2002               | 18. Apr. 2006                         |
| 263 | 284 | Geheimnisse in Osaka – Teil 3                | 大阪ダブルミステリー 浪花剣士と太閤の城 (Ōsaka Daburu Misuterī Naniwa Kenshi to Taikō no Shiro) | 7. Jan. 2002               | 19. Apr. 2006                         |
| 263 | 285 | Geheimnisse in Osaka – Teil 4                | 大阪ダブルミステリー 浪花剣士と太閤の城 (Ōsaka Daburu Misuterī Naniwa Kenshi to Taikō no Shiro) | 7. Jan. 2002               | 20. Apr. 2006                         |
| 264 | 286 | Kampf im Gericht – Teil 1                    | 法廷の対決 妃VS小五郎（前編） (Hōtei no Taiketsu Kisaki VS Kogorō (Zenpen))                     | 14. Jan. 2002              | 21. Apr. 2006                         |
| 265 | 287 | Kampf im Gericht – Teil 2                    | 法廷の対決 妃VS小五郎（後編） (Hōtei no Taiketsu Kisaki VS Kogorō (Kōhen))                      | 21. Jan. 2002              | 24. Apr. 2006                         |
| 266 | 288 | Mörderischer Valentinstag – Teil 1           | バレンタインの真実（事件編） (Barentain no Shinjitsu (Jiken-hen))                               | 28. Jan. 2002              | 25. Apr. 2006                         |
| 267 | 289 | Mörderischer Valentinstag – Teil 2           | バレンタインの真実（推理編） (Barentain no Shinjitsu (Suiri-hen))                               | 4. Feb. 2002               | 26. Apr. 2006                         |
| 268 | 290 | Mörderischer Valentinstag – Teil 3           | バレンタインの真実（解決編） (Barentain no Shinjitsu (Kaiketsu-hen))                            | 11. Feb. 2002              | 27. Apr. 2006                         |
| 269 | 291 | Die verschwundene Uhr – Teil 1               | 犯罪の忘れ形見（前編） (Hanzai no Wasuregatami (Zenpen))                                        | 18. Feb. 2002              | 28. Apr. 2006                         |
| 270 | 292 | Die verschwundene Uhr – Teil 2               | 犯罪の忘れ形見（後編） (Hanzai no Wasuregatami (Kōhen))                                         | 4. Mär. 2002               | 2. Mai 2006                           |
| 271 | 293 | Eine ungewöhnliche Nachricht – Teil 1        | 隠して急いで省略（前編） (Kakushite Isoide Shōryaku (Zenpen))                                   | 11. Mär. 2002              | 3. Mai 2006                           |
| 272 | 294 | Eine ungewöhnliche Nachricht – Teil 2        | 隠して急いで省略（後編） (Kakushite Isoide Shōryaku (Kōhen))                                    | 18. Mär. 2002              | 4. Mai 2006                           |
| 273 | 295 | Oma verzweifelt gesucht                      | クイズ婆さんの失踪事件 (Kuizu Bāsan Shissō Jiken)                                               | 8. Apr. 2002               | 5. Mai 2006                           |
| 274 | 296 | Das Geheimnis des Spukhauses – Teil 1        | 幽霊屋敷の真実（前編） (Yūrei Yashiki no Shinjitsu (Zenpen))                                    | 15. Apr. 2002              | 8. Mai 2006                           |
| 275 | 297 | Das Geheimnis des Spukhauses – Teil 2        | 幽霊屋敷の真実（後編） (Yūrei Yashiki no Shinjitsu (Kōhen))                                     | 22. Apr. 2002              | 9. Mai 2006                           |
| 276 | 298 | Verlorene Notizen                            | 警察手帳紛失事件 (Keisatsu Techō Funshitsu Jiken)                                               | 6. Mai 2002                | 10. Mai 2006                          |
| 277 | 299 | Englischlehrerin unter Verdacht – Teil 1     | 英語教師VS西の名探偵（前編） (Eigo-kyōshi VS Nishi no Meitantei (Zenpen))                       | 13. Mai 2002               | 11. Mai 2006                          |
| 278 | 300 | Englischlehrerin unter Verdacht – Teil 2     | 英語教師VS西の名探偵（後編） (Eigo-kyōshi VS Nishi no Meitantei (Kōhen))                        | 20. Mai 2002               | 12. Mai 2006                          |
| 279 | 301 | Der falsche Fan – Teil 1                     | 迷宮のフーリガン（前編） (Meikyū no Fūrigan (Zenpen))                                           | 27. Mai 2002               | 15. Mai 2006                          |
| 280 | 302 | Der falsche Fan – Teil 2                     | 迷宮のフーリガン（後編） (Meikyū no Fūrigan (Kōhen))                                            | 3. Juni 2002               | 16. Mai 2006                          |
| 281 | 303 | Kleine Augenzeugen                           | 小さな目撃者たち (Chīsana Mokugekisha-tachi)                                                    | 10. Juni 2002              | 17. Mai 2006                          |
| 282 | 304 | Der mysteriöse Steingarten – Teil 1          | 水流るる石庭の怪（前編） (Mizu Nagaruru Sekitei no Kai (Zenpen))                                | 17. Juni 2002              | 18. Mai 2006                          |
| 283 | 305 | Der mysteriöse Steingarten – Teil 2          | 水流るる石庭の怪（後編） (Mizu Nagaruru Sekitei no Kai (Kōhen))                                 | 24. Juni 2002              | 19. Mai 2006                          |
| 284 | 306 | Déjà-vu im Regen – Teil 1                    | 中華街雨のデジャビュ（前編） (Chūkagai Ame no Dejabyu (Zenpen))                                 | 1. Juli 2002               | 22. Mai 2006                          |
| 285 | 307 | Déjà-vu im Regen – Teil 2                    | 中華街雨のデジャビュ（後編） (Chūkagai Ame no Dejabyu (Kōhen))                                  | 8. Juli 2002               | 23. Mai 2006                          |
| 286 | 308 | Mord in New York – Teil 1                    | 工藤新一ＮＹの事件（事件編） (Kudō Shin'ichi NY no Jiken (Jiken-hen))                           | 15. Juli 2002              | 24. Mai 2006                          |
| 287 | 309 | Mord in New York – Teil 2                    | 工藤新一ＮＹの事件（推理編） (Kudō Shin'ichi NY no Jiken (Suiri-hen))                           | 22. Juli 2002              | 26. Mai 2006                          |
| 288 | 310 | Mord in New York – Teil 3                    | 工藤新一ＮＹの事件（解決編） (Kudō Shin'ichi NY no Jiken (Kaiketsu-hen))                        | 29. Juli 2002              | 29. Mai 2006                          |
| 289 | 311 | Wo ist Mitsuhiko? – Teil 1                   | 迷いの森の光彦（前編） (Mayoi no Mori no Mitsuhiko (Zenpen))                                    | 5. Aug. 2002               | 30. Mai 2006                          |
| 290 | 312 | Wo ist Mitsuhiko? – Teil 2                   | 迷いの森の光彦（後編） (Mayoi no Mori no Mitsuhiko (Kōhen))                                     | 12. Aug. 2002              | 31. Mai 2006                          |
| 291 | 313 | Die Todesinsel – Teil 1                      | 孤島の姫と龍宮城（事件編） (Kotō no Hime to Ryūgū Jō (Jiken-hen))                               | 19. Aug. 2002              | 1. Juni 2006                          |
| 292 | 314 | Die Todesinsel – Teil 2                      | 孤島の姫と龍宮城（追求編） (Kotō no Hime to Ryūgū Jō (Tsuikyū-hen))                             | 26. Aug. 2002              | 2. Juni 2006                          |
| 293 | 315 | Die Todesinsel – Teil 3                      | 孤島の姫と龍宮城（解決編） (Kotō no Hime to Ryūgū Jō (Kaiketsu-hen))                            | 2. Sep. 2002               | 6. Juni 2006                          |
| 294 | 316 | Die Entführung – Teil 1                      | 愛と決断のスマッシュ（前編） (Ai to Ketsudan no Sumasshu (Zenpen))                              | 9. Sep. 2002               | 7. Juni 2006                          |
| 295 | 317 | Die Entführung – Teil 2                      | 愛と決断のスマッシュ（後編） (Ai to Ketsudan no Sumasshu (Kōhen))                               | 16. Sep. 2002              | 8. Juni 2006                          |
| 296 | 318 | Schreck auf dem Hausboot                     | 屋形船 釣りショック (Yakatabune Tsuri Shokku)                                                   | 14. Okt. 2002              | 9. Juni 2006                          |
| 297 | 319 | Showdown im Gericht – Teil 1                 | 法廷の対決II 妃VS九条（前編） (Hōtei no Taiketsu II Kisaki VS Kujō (Zenpen))                    | 21. Okt. 2002              | 12. Juni 2006                         |
| 298 | 320 | Showdown im Gericht – Teil 2                 | 法廷の対決II 妃VS九条（後編） (Hōtei no Taiketsu II Kisaki VS Kujō (Kōhen))                     | 28. Okt. 2002              | 13. Juni 2006                         |
| 299 | 321 | Der schmale Grat der Freundschaft – Teil 1   | 友情と殺意の関門海峡（前編） (Yūjō to Satsui no Kanmon Kaikyō (Zenpen))                         | 4. Nov. 2002               | 14. Juni 2006                         |
| 300 | 322 | Der schmale Grat der Freundschaft – Teil 2   | 友情と殺意の関門海峡（後編） (Yūjō to Satsui no Kanmon Kaikyō (Kōhen))                          | 18. Nov. 2002              | 16. Juni 2006                         |
| 301 | 325 | Parade in Gefahr – Teil 1                    | 悪意と聖者の行進（前編） (Akui to Seija no Kōshin (Zenpen))                                     | 25. Nov. 2002              | 21. Juni 2006                         |
| 302 | 326 | Parade in Gefahr – Teil 2                    | 悪意と聖者の行進（後編） (Akui to Seija no Kōshin (Kōhen))                                      | 2. Dez. 2002               | 22. Juni 2006                         |
| 303 | 331 | Das Opfer, das wiederkam                     | 戻って来た被害者 (Modotte Kita Higaisha)                                                        | 9. Dez. 2002               | 23. Juni 2006                         |
| 304 | 327 | Eine Stadt als Geisel – Teil 1               | 揺れる警視庁 1200万人の人質 (Yureru Keishichō Isennihyakumannin no Hitojichi)                   | 6. Jan. 2003               | 26. Juni 2006                         |
| 304 | 328 | Eine Stadt als Geisel – Teil 2               | 揺れる警視庁 1200万人の人質 (Yureru Keishichō Isennihyakumannin no Hitojichi)                   | 6. Jan. 2003               | 27. Juni 2006                         |
| 304 | 329 | Eine Stadt als Geisel – Teil 3               | 揺れる警視庁 1200万人の人質 (Yureru Keishichō Isennihyakumannin no Hitojichi)                   | 6. Jan. 2003               | 28. Juni 2006                         |
| 304 | 330 | Eine Stadt als Geisel – Teil 4               | 揺れる警視庁 1200万人の人質 (Yureru Keishichō Isennihyakumannin no Hitojichi)                   | 6. Jan. 2003               | 29. Juni 2006                         |
| 305 | 323 | Unbemerkt verdächtig – Teil 1                | 見えない容疑者（前編） (Mienai Yōgisha (Zenpen))                                                | 13. Jan. 2003              | 19. Juni 2006                         |
| 306 | 324 | Unbemerkt verdächtig – Teil 2                | 見えない容疑者（後編） (Mienai Yōgisha (Kōhen))                                                 | 20. Jan. 2003              | 20. Juni 2006                         |
| 307 | 332 | Der stumm zurückgelassene Beweis – Teil 1    | 残された声なき証言（前編） (Nokosareta Koenaki Shōgen (Zenpen))                                 | 27. Jan. 2003              | 30. Juni 2006                         |
| 308 | 333 | Der stumm zurückgelassene Beweis – Teil 2    | 残された声なき証言（後編） (Nokosareta Koenaki Shōgen (Kōhen))                                  | 3. Feb. 2003               | 3. Juli 2006                          |

## Staffel 5
| Nr. | Nr. | Deutscher Titel                                                       | Originaltitel | Erstausstrahlung Japan (J) | Deutschsprachige Erstausstrahlung (D) |
| J   | D   | Deutscher Titel                                                       | Originaltitel | Erstausstrahlung Japan (J) | Deutschsprachige Erstausstrahlung (D) |
| --- | --- | --------------------------------------------------------------------- | --- | -------------------------- | ------------------------------------- |
| 309 | 334 | Der stumm zurückgelassene Beweis – Teil 3                             | 黒の組織との接触（交渉編） (Kuro no Soshiki to no Sesshoku (Kōshō-hen))                                           | 10. Feb. 2003              | 19. Okt. 2018                         |
| 310 | 335 | Der stumm zurückgelassene Beweis – Teil 4                             | 黒の組織との接触（追跡編） (Kuro no Soshiki to no Sesshoku (Tsuiseki-hen))                                        | 17. Feb. 2003              | 19. Okt. 2018                         |
| 311 | 336 | Der stumm zurückgelassene Beweis – Teil 5                             | 黒の組織との接触（決死編） (Kuro no Soshiki to no Sesshoku (Kesshi-hen))                                          | 24. Feb. 2003              | 19. Okt. 2018                         |
| 312 | 337 | Die vom Sonnenuntergang eingefärbten Puppen – Teil 1                  | 夕陽に染まった雛人形（前編） (Yūhi ni Somatta Hinaningyō (Zenpen))                                                | 3. Mär. 2003               | 22. Okt. 2018                         |
| 313 | 338 | Die vom Sonnenuntergang eingefärbten Puppen – Teil 2                  | 夕陽に染まった雛人形（後編） (Yūhi ni Somatta Hinaningyō (Kōhen))                                                 | 10. Mär. 2003              | 23. Okt. 2018                         |
| 314 | 339 | Die Aussichtsplattform mit dem kaputten Zaun                          | 壊れた柵の展望台 (Kowareta Saku no Tenbōdai)                                                                      | 17. Mär. 2003              | 24. Okt. 2018                         |
| 315 | 340 | Ein Platz an der Sonne                                                | 陽のあたる場所 (Hi no Ataru Basho)                                                                                | 14. Apr. 2003              | 25. Okt. 2018                         |
| 316 | 341 | Der beschmutzte Maskenheld – Teil 1                                   | 汚れた覆面ヒーロー（前編） (Yogoreta Fukumen Hīrō (Zenpen))                                                       | 21. Apr. 2003              | 26. Okt. 2018                         |
| 317 | 342 | Der beschmutzte Maskenheld – Teil 2                                   | 汚れた覆面ヒーロー（後編） (Yogoreta Fukumen Hīrō (Kōhen))                                                        | 28. Apr. 2003              | 29. Okt. 2018                         |
| 318 | 343 | Das glückbringende Zigarettenetui – Teil 1                            | 幸運のシガーケース（前編） (Kōun no Shigā Kēsu (Zenpen))                                                          | 5. Mai 2003                | 30. Okt. 2018                         |
| 319 | 344 | Das glückbringende Zigarettenetui – Teil 2                            | 幸運のシガーケース（後編） (Kōun no Shigā Kēsu (Kōhen))                                                           | 12. Mai 2003               | 31. Okt. 2018                         |
| 320 | 345 | Ninjakunst: Die Alibi-Erschaffungs-Technik                            | 忍法アリバイ工作の術 (Ninpō Aribai Kōsaku no Jutsu)                                                               | 19. Mai 2003               | 1. Nov. 2018                          |
| 321 | 346 | Der verschwundene Fluchtwagen des Entführers – Teil 1                 | 消えた誘拐逃走車（前編） (Kieta Yūkai Tōsōsha (Zenpen))                                                           | 26. Mai 2003               | 2. Nov. 2018                          |
| 322 | 347 | Der verschwundene Fluchtwagen des Entführers – Teil 2                 | 消えた誘拐逃走車（後編） (Kieta Yūkai Tōsōsha (Kōhen))                                                            | 2. Juni 2003               | 5. Nov. 2018                          |
| 323 | 348 | Heiji Hattori in Lebensgefahr – Teil 1                                | 服部平次絶体絶命！（前編） (Hattori Heiji Zettai Zetsumei! (Zenpen))                                              | 9. Juni 2003               | 6. Nov. 2018                          |
| 324 | 349 | Heiji Hattori in Lebensgefahr – Teil 2                                | 服部平次絶体絶命！（後編） (Hattori Heiji Zettai Zetsumei! (Kōhen))                                               | 16. Juni 2003              | 7. Nov. 2018                          |
| 325 | 350 | Das rote Pferd in den Flammen – Teil 1                                | 炎の中に赤い馬（事件編） (Honō no Naka ni Akai Uma (Jiken-hen))                                                   | 23. Juni 2003              | 8. Nov. 2018                          |
| 326 | 351 | Das rote Pferd in den Flammen – Teil 2                                | 炎の中に赤い馬（捜査編） (Honō no Naka ni Akai Uma (Sōsa-hen))                                                    | 30. Juni 2003              | 9. Nov. 2018                          |
| 327 | 352 | Das rote Pferd in den Flammen – Teil 3                                | 炎の中に赤い馬（解決編） (Honō no Naka ni Akai Uma (Kaiketsu-hen))                                                | 7. Juli 2003               | 12. Nov. 2018                         |
| 328 | 353 | Das Rätsel des Geburtstagsweins                                       | バースデーワインの謎 (Bāsudē Wain no Nazo)                                                                        | 14. Juli 2003              | 13. Nov. 2018                         |
| 329 | 354 | Freundschaft, die sich nicht mit Geld kaufen lässt – Teil 1           | お金で買えない友情（前編） (Okane de Kaenai Yūjō (Zenpen))                                                        | 28. Juli 2003              | 14. Nov. 2018                         |
| 330 | 355 | Freundschaft, die sich nicht mit Geld kaufen lässt – Teil 2           | お金で買えない友情（後編） (Okane de Kaenai Yūjō (Kōhen))                                                         | 4. Aug. 2003               | 15. Nov. 2018                         |
| 331 | 356 | Das verdächtig scharfe Curry – Teil 1                                 | 疑惑の辛口カレー（前編） (Giwaku no Karakuchi Karē (Zenpen))                                                      | 11. Aug. 2003              | 16. Nov. 2018                         |
| 332 | 357 | Das verdächtig scharfe Curry – Teil 2                                 | 疑惑の辛口カレー（後編） (Giwaku no Karakuchi Karē (Kōhen))                                                       | 18. Aug. 2003              | 19. Nov. 2018                         |
| 333 | 358 | Zwei ähnliche Prinzessinnen – Teil 1                                  | 似た者プリンセス（前編） (Nitamono Purinsesu (Zenpen))                                                            | 25. Aug. 2003              | 20. Nov. 2018                         |
| 334 | 359 | Zwei ähnliche Prinzessinnen – Teil 2                                  | 似た者プリンセス（後編） (Nitamono Purinsesu (Kōhen))                                                             | 1. Sep. 2003               | 21. Nov. 2018                         |
| 335 | 360 | Das Geheimnis des Toto-Filmentwicklungsstudios – Teil 1               | 東都現像所の秘密（前編） (Tōto Genzōsho no Himitsu (Zenpen))                                                      | 8. Sep. 2003               | 22. Nov. 2018                         |
| 336 | 361 | Das Geheimnis des Toto-Filmentwicklungsstudios – Teil 2               | 東都現像所の秘密（後編） (Tōto Genzōsho no Himitsu (Kōhen))                                                       | 15. Sep. 2003              | 26. Nov. 2018                         |
| 337 | 362 | Die wahren Umstände eines Sturzes                                     | 転落事件の裏事情 (Tenraku Jiken no Ura Jijō)                                                                      | 13. Okt. 2003              | 27. Nov. 2018                         |
| 338 | 363 | Die vier Porsches – Teil 1                                            | ４台のポルシェ（前編） (4-dai no Porushe (Zenpen))                                                                | 20. Okt. 2003              | 28. Nov. 2018                         |
| 339 | 364 | Die vier Porsches – Teil 2                                            | ４台のポルシェ（後編） (4-dai no Porushe (Kōhen))                                                                 | 27. Okt. 2003              | 29. Nov. 2018                         |
| 340 | 365 | Das in der Toilette versteckte Geheimnis – Teil 1                     | トイレに隠した秘密（前編） (Toire ni Kakushita Himitsu (Zenpen))                                                  | 3. Nov. 2003               | 30. Nov. 2018                         |
| 341 | 366 | Das in der Toilette versteckte Geheimnis – Teil 2                     | トイレに隠した秘密（後編） (Toire ni Kakushita Himitsu (Kōhen))                                                   | 10. Nov. 2003              | 3. Dez. 2018                          |
| 342 | 367 | Die Huis-Ten-Bosch-Braut – Teil 1                                     | ハウステンボスの花嫁 (Hausutenbosu no Hanayome)                                                                   | 17. Nov. 2003              | 4. Dez. 2018                          |
| 342 | 368 | Die Huis-Ten-Bosch-Braut – Teil 2                                     | ハウステンボスの花嫁 (Hausutenbosu no Hanayome)                                                                   | 17. Nov. 2003              | 5. Dez. 2018                          |
| 343 | 369 | Die Supermarktfalle – Teil 1                                          | コンビニの落とし穴（前編） (Konbini no Otoshiana (Zenpen))                                                        | 1. Dez. 2003               | 6. Dez. 2018                          |
| 344 | 370 | Die Supermarktfalle – Teil 2                                          | コンビニの落とし穴（後編） (Konbini no Otoshiana (Kōhen))                                                         | 8. Dez. 2003               | 7. Dez. 2018                          |
| 345 | 371 | Direkte Konfrontation: Zwei Mysterien in einer Vollmondnacht – Teil 1 | 黒の組織と真っ向勝負 満月の夜の二元ミステリー (Kuro no Soshiki to Makkō Shōbu Mangetsu no Yoru no Nigen Misuterī) | 5. Jan. 2004               | 10. Dez. 2018                         |
| 345 | 372 | Direkte Konfrontation: Zwei Mysterien in einer Vollmondnacht – Teil 2 | 黒の組織と真っ向勝負 満月の夜の二元ミステリー (Kuro no Soshiki to Makkō Shōbu Mangetsu no Yoru no Nigen Misuterī) | 5. Jan. 2004               | 11. Dez. 2018                         |
| 345 | 373 | Direkte Konfrontation: Zwei Mysterien in einer Vollmondnacht – Teil 3 | 黒の組織と真っ向勝負 満月の夜の二元ミステリー (Kuro no Soshiki to Makkō Shōbu Mangetsu no Yoru no Nigen Misuterī) | 5. Jan. 2004               | 12. Dez. 2018                         |
| 345 | 374 | Direkte Konfrontation: Zwei Mysterien in einer Vollmondnacht – Teil 4 | 黒の組織と真っ向勝負 満月の夜の二元ミステリー (Kuro no Soshiki to Makkō Shōbu Mangetsu no Yoru no Nigen Misuterī) | 5. Jan. 2004               | 13. Dez. 2018                         |
| 345 | 375 | Direkte Konfrontation: Zwei Mysterien in einer Vollmondnacht – Teil 5 | 黒の組織と真っ向勝負 満月の夜の二元ミステリー (Kuro no Soshiki to Makkō Shōbu Mangetsu no Yoru no Nigen Misuterī) | 5. Jan. 2004               | 14. Dez. 2018                         |
| 346 | 376 | Das Zeichen auf dem Hintern – Teil 1                                  | お尻のマークを探せ（前編） (Oshiri no Māku o Sagase (Zenpen))                                                     | 12. Jan. 2004              | 17. Dez. 2018                         |
| 347 | 377 | Das Zeichen auf dem Hintern – Teil 2                                  | お尻のマークを探せ（後編） (Oshiri no Māku o Sagase (Kōhen))                                                      | 19. Jan. 2004              | 18. Dez. 2018                         |
| 348 | 378 | Die Liebe, der Geist und das Welterbe – Teil 1                        | 愛と幽霊と地球遺産（前編） (Ai to Yūrei to Chikyū Isan (Zenpen))                                                  | 26. Jan. 2004              | 19. Dez. 2018                         |
| 349 | 379 | Die Liebe, der Geist und das Welterbe – Teil 2                        | 愛と幽霊と地球遺産（後編） (Ai to Yūrei to Chikyū Isan (Kōhen))                                                   | 2. Feb. 2004               | 20. Dez. 2018                         |
| 350 | 380 | Das vergessene Handy – Teil 1                                         | 忘れられた携帯電話（前編） (Wasurerareta Keitaidenwa (Zenpen))                                                    | 9. Feb. 2004               | 21. Dez. 2018                         |
| 351 | 381 | Das vergessene Handy – Teil 2                                         | 忘れられた携帯電話（後編） (Wasurerareta Keitaidenwa (Kōhen))                                                     | 16. Feb. 2004              | 27. Dez. 2018                         |
| 352 | 382 | Tragödie beim Angelwettbewerb – Teil 1                                | フィッシング大会の悲劇（前編） (Fisshingu Taikai no Higeki (Zenpen))                                              | 23. Feb. 2004              | 28. Dez. 2018                         |
| 353 | 383 | Tragödie beim Angelwettbewerb – Teil 2                                | フィッシング大会の悲劇（後編） (Fisshingu Taikai no Higeki (Kōhen))                                               | 1. Mär. 2004               | 2. Jan. 2019                          |
| 354 | 384 | Der kleine Auftraggeber – Teil 1                                      | 小さな依頼者（前編） (Chīsana Iraisha (Zenpen))                                                                   | 8. Mär. 2004               | 3. Jan. 2019                          |
| 355 | 385 | Der kleine Auftraggeber – Teil 2                                      | 小さな依頼者（後編） (Chīsana Iraisha (Kōhen))                                                                    | 15. Mär. 2004              | 4. Jan. 2019                          |
| 356 | 386 | Kaito Kids wundersamer Freiluftspaziergang – Teil 1                   | 怪盗キッドの驚異空中歩行 (Kaitō Kiddo no Kyōi Kūchū Hokō)                                                         | 12. Apr. 2004              | 7. Jan. 2019                          |
| 356 | 387 | Kaito Kids wundersamer Freiluftspaziergang – Teil 2                   | 怪盗キッドの驚異空中歩行 (Kaitō Kiddo no Kyōi Kūchū Hokō)                                                         | 12. Apr. 2004              | 8. Jan. 2019                          |
| 357 | 388 | Ihr Freund ist eine Frühlingsillusion                                 | 恋人は春のまぼろし (Koibito wa Haru no Maboroshi)                                                                 | 26. Apr. 2004              | 9. Jan. 2019                          |
| 358 | 389 | Lovestory im Polizeihauptquartier 5 – Teil 1                          | 本庁の刑事恋物語5（前編） (Honchō no Keiji Koi Monogatari 5 (Zenpen))                                             | 3. Mai 2004                | 10. Jan. 2019                         |
| 359 | 390 | Lovestory im Polizeihauptquartier 5 – Teil 2                          | 本庁の刑事恋物語5（後編） (Honchō no Keiji Koi Monogatari 5 (Kōhen))                                              | 10. Mai 2004               | 11. Jan. 2019                         |
| 360 | 391 | Ein mysteriöser Hirschkäfer im Frühling                               | 不思議な春のかぶと虫 (Fushigina Haru no Kabutomushi)                                                              | 17. Mai 2004               | 14. Jan. 2019                         |
| 361 | 392 | Die Spukgeschichte der Teitan-Oberschule – Teil 1                     | 帝丹高校学校怪談（前編） (Teitan Kōkō Gakkō Kaidan (Zenpen))                                                      | 24. Mai 2004               | 15. Jan. 2019                         |
| 362 | 393 | Die Spukgeschichte der Teitan-Oberschule – Teil 2                     | 帝丹高校学校怪談（後編） (Teitan Kōkō Gakkō Kaidan (Kōhen))                                                       | 31. Mai 2004               | 16. Jan. 2019                         |
| 363 | 394 | Großstadtkrähen                                                       | 都会のカラス (Tokai no Karasu)                                                                                    | 7. Juni 2004               | 17. Jan. 2019                         |
| 364 | 395 | Der Synchronizitäts-Fall – Teil 1                                     | シンクロにシティ事件（前編） (Shinkuronishiti Jiken (Zenpen))                                                     | 14. Juni 2004              | 18. Jan. 2019                         |
| 365 | 396 | Der Synchronizitäts-Fall – Teil 2                                     | シンクロにシティ事件（後編） (Shinkuronishiti Jiken (Kōhen))                                                      | 21. Juni 2004              | 21. Jan. 2019                         |
| 366 | 397 | Tragödie auf dem überschaubaren Kai – Teil 1                          | 丸見え埠頭の惨劇（前編） (Marumie Futō no Sangeki (Zenpen))                                                       | 5. Juli 2004               | 22. Jan. 2019                         |
| 367 | 398 | Tragödie auf dem überschaubaren Kai – Teil 2                          | 丸見え埠頭の惨劇（後編） (Marumie Futō no Sangeki (Kōhen))                                                        | 12. Juli 2004              | 23. Jan. 2019                         |
| 368 | 399 | Das Lebkuchenhaus, in dem die Hexe wohnt                              | 魔女の棲むお菓子の家 (Majo ga Sumu Okashi no Ie)                                                                  | 26. Juli 2004              | 24. Jan. 2019                         |
| 369 | 400 | Das Mysterium um den glücklichen Mann                                 | ツイてる男のサスペンス (Tsuiteru Otoko no Sasupensu)                                                              | 2. Aug. 2004               | 25. Jan. 2019                         |
| 370 | 401 | Das Videospiel auf der Flucht                                         | 逃げ回るゲームソフト (Nigemawaru Gēmu Sofuto)                                                                     | 9. Aug. 2004               | 28. Jan. 2019                         |
| 371 | 402 | Die stille Route – Teil 1                                             | 物言わぬ航路（前編） (Monoiwanu Kōro (Zenpen))                                                                    | 23. Aug. 2004              | 29. Jan. 2019                         |
| 372 | 403 | Die stille Route – Teil 2                                             | 物言わぬ航路（後編） (Monoiwanu Kōro (Kōhen))                                                                     | 30. Aug. 2004              | 30. Jan. 2019                         |
| 373 | 404 | Die Giftspinnenfalle                                                  | 猛毒蜘蛛の罠 (Mōdoku Kumo no Wana)                                                                                | 6. Sep. 2004               | 31. Jan. 2019                         |
| 374 | 405 | Der Code aus Sternen und Zigaretten – Teil 1                          | 星と煙草の暗号（前編） (Hoshi to Tabako no Angō (Zenpen))                                                         | 18. Okt. 2004              | 1. Feb. 2019                          |
| 375 | 406 | Der Code aus Sternen und Zigaretten – Teil 2                          | 星と煙草の暗号（後編） (Hoshi to Tabako no Angō (Kōhen))                                                          | 25. Okt. 2004              | 4. Feb. 2019                          |
| 376 | 407 | Tod um 15 Uhr                                                         | タイムリミットは15時！ (Taimu Rimitto wa 15-ji!)                                                                  | 1. Nov. 2004               | 5. Feb. 2019                          |
| 377 | 408 | Die Momotaro-Rätseltour – Teil 1                                      | 桃太郎謎解きツアー（前編） (Momotarō Nazotoki Tsuā (Zenpen))                                                      | 8. Nov. 2004               | 6. Feb. 2019                          |
| 378 | 409 | Die Momotaro-Rätseltour – Teil 2                                      | 桃太郎謎解きツアー（後編） (Momotarō Nazotoki Tsuā (Kōhen))                                                       | 15. Nov. 2004              | 7. Feb. 2019                          |
| 379 | 410 | Eine heiße Quelle, Schnee und ein langärmliger Kimono – Teil 1        | 秘湯雪闇振袖事件（前編） (Hitō Yuki Yami Furisode Jiken (Zenpen))                                                 | 22. Nov. 2004              | 8. Feb. 2019                          |
| 380 | 411 | Eine heiße Quelle, Schnee und ein langärmliger Kimono – Teil 2        | 秘湯雪闇振袖事件（後編） (Hitō Yuki Yami Furisode Jiken (Kōhen))                                                  | 29. Nov. 2004              | 11. Feb. 2019                         |
| 381 | 412 | Wer gewinnt den Krimi-Wettstreit? – Teil 1                            | どっちの推理ショー（前編） (Dotchi no Suiri Shō (Zenpen))                                                         | 6. Dez. 2004               | 12. Feb. 2019                         |
| 382 | 413 | Wer gewinnt den Krimi-Wettstreit? – Teil 2                            | どっちの推理ショー（後編） (Dotchi no Suiri Shō (Kōhen))                                                          | 13. Dez. 2004              | 13. Feb. 2019                         |
| 383 | 414 | Der Teufel im Koshien-Stadion – Teil 1                                | 甲子園の奇跡！見えない悪魔に負けず嫌い (Kōshien no Kiseki! Mienai Akuma ni Makezu Kirai)                          | 20. Dez. 2004              | 14. Feb. 2019                         |
| 383 | 415 | Der Teufel im Koshien-Stadion – Teil 2                                | 甲子園の奇跡！見えない悪魔に負けず嫌い (Kōshien no Kiseki! Mienai Akuma ni Makezu Kirai)                          | 20. Dez. 2004              | 15. Feb. 2019                         |
| 383 | 416 | Der Teufel im Koshien-Stadion – Teil 3                                | 甲子園の奇跡！見えない悪魔に負けず嫌い (Kōshien no Kiseki! Mienai Akuma ni Makezu Kirai)                          | 20. Dez. 2004              | 18. Feb. 2019                         |
| 383 | 417 | Der Teufel im Koshien-Stadion – Teil 4                                | 甲子園の奇跡！見えない悪魔に負けず嫌い (Kōshien no Kiseki! Mienai Akuma ni Makezu Kirai)                          | 20. Dez. 2004              | 19. Feb. 2019                         |
| 384 | 418 | Das Ziel ist Kogoro Mori                                              | 標的は毛利小五郎 (Hyōteki wa Mōri Kogorō)                                                                         | 17. Jan. 2005              | 20. Feb. 2019                         |
| 385 | 419 | Die Dissonanz der Stradivari – Teil 1                                 | ストラディバリウスの不協和音（前奏曲） (Sutoradibariusu no Fukyōwaon (Zensōkyoku))                                | 24. Jan. 2005              | 21. Feb. 2019                         |
| 386 | 420 | Die Dissonanz der Stradivari – Teil 2                                 | ストラディバリウスの不協和音（間奏曲） (Sutoradibariusu no Fukyōwaon (Kansōkyoku))                                | 31. Jan. 2005              | 22. Feb. 2019                         |
| 387 | 421 | Die Dissonanz der Stradivari – Teil 3                                 | ストラディバリウスの不協和音（後奏曲） (Sutoradibariusu no Fukyōwaon (Kōsōkyoku))                                 | 7. Feb. 2005               | 25. Feb. 2019                         |
| 388 | 422 | Kogoro, betrunken in Satsuma – Teil 1                                 | 薩摩に酔う小五郎（前編） (Satsuma ni You Kogorō (Zenpen))                                                         | 14. Feb. 2005              | 26. Feb. 2019                         |
| 389 | 423 | Kogoro, betrunken in Satsuma – Teil 2                                 | 薩摩に酔う小五郎（後編） (Satsuma ni You Kogorō (Kōhen))                                                          | 21. Feb. 2005              | 27. Feb. 2019                         |
| 390 | 424 | Lovestory im Polizeihauptquartier 6 – Teil 1                          | 本庁の刑事恋物語6（前編） (Honchō no Keiji Koi Monogatari 6 (Zenpen))                                             | 28. Feb. 2005              | 28. Feb. 2019                         |
| 391 | 425 | Lovestory im Polizeihauptquartier 6 – Teil 2                          | 本庁の刑事恋物語6（後編） (Honchō no Keiji Koi Monogatari 6 (Kōhen))                                              | 7. Mär. 2005               | 1. Mär. 2019                          |
| 392 | 426 | Die geheimnisvollen 20 Zentimeter Größenunterschied                   | 謎めく身長差20cm (Nazomeku Shinchō-sa 20 cm)                                                                      | 14. Mär. 2005              | 4. Mär. 2019                          |
| 393 | 427 | Ein Entführungsfall … wie es scheint                                  | 誘拐・・・らしい事件 (Yūkai... Rashī Jiken)                                                                       | 21. Mär. 2005              | 5. Mär. 2019                          |
| 394 | 428 | Das große Abenteuer im sonderbaren Anwesen – Teil 1                   | 奇抜な屋敷の大冒険（封印編） (Kibatsu na Yashiki no Dai Bōken (Fūin-hen))                                         | 18. Apr. 2005              | 6. Mär. 2019                          |
| 395 | 429 | Das große Abenteuer im sonderbaren Anwesen – Teil 2                   | 奇抜な屋敷の大冒険（絡繰編） (Kibatsu na Yashiki no Dai Bōken (Karakuri-hen))                                     | 25. Apr. 2005              | 7. Mär. 2019                          |
| 396 | 430 | Das große Abenteuer im sonderbaren Anwesen – Teil 3                   | 奇抜な屋敷の大冒険（解決編） (Kibatsu na Yashiki no Dai Bōken (Kaiketsu-hen))                                     | 2. Mai 2005                | 8. Mär. 2019                          |
| 397 | 431 | Die große Versuchung                                                  | 辛く苦く甘い汁 (Karaku Nigaku Amai Shiru)                                                                         | 9. Mai 2005                | 11. Mär. 2019                         |
| 398 | 432 | Die Anfrage einer seltsamen Familie – Teil 1                          | 奇妙な一家の依頼（前編） (Kimyōna Ikka no Irai (Zenpen))                                                          | 16. Mai 2005               | 12. Mär. 2019                         |
| 399 | 433 | Die Anfrage einer seltsamen Familie – Teil 2                          | 奇妙な一家の依頼（後編） (Kimyōna Ikka no Irai (Kōhen))                                                           | 23. Mai 2005               | 13. Mär. 2019                         |

## Staffel 6
| Nr. | Nr. | Deutscher Titel                                                     | Originaltitel                                                                            | Erstausstrahlung Japan (J) | Deutschsprachige Erstausstrahlung (D) |
| J   | D   | Deutscher Titel                                                     | Originaltitel                                                                            | Erstausstrahlung Japan (J) | Deutschsprachige Erstausstrahlung (D) |
| --- | --- | ------------------------------------------------------------------- | ---------------------------------------------------------------------------------------- | -------------------------- | ------------------------------------- |
| 400 | 434 | Ran hat einen Verdacht                                              | 疑惑を持った蘭 (Giwaku o Motta Ran)                                                      | 30. Mai 2005               | 31. Okt. 2022                         |
| 401 | 435 | Juwelendieb auf frischer Tat ertappt – Teil 1                       | 宝石強盗現行犯（前編） (Hōseki Gōtō Genkōhan (Zenpen))                                   | 6. Juni 2005               | 1. Nov. 2022                          |
| 402 | 436 | Juwelendieb auf frischer Tat ertappt – Teil 2                       | 宝石強盗現行犯（後編） (Hōseki Gōtō Genkōhan (Kōhen))                                    | 13. Juni 2005              | 2. Nov. 2022                          |
| 403 | 437 | Die mysteriöse Residenz der Engel – Teil 1                          | 不思議な天使の館（前編） (Fushigina Tenshi no Yakata (Zenpen))                           | 20. Juni 2005              | 3. Nov. 2022                          |
| 404 | 438 | Die mysteriöse Residenz der Engel – Teil 2                          | 不思議な天使の館（後編） (Fushigina Tenshi no Yakata (Kōhen))                            | 27. Juni 2005              | 4. Nov. 2022                          |
| 405 | 439 | Der Mann, der den Krankenwagen holte                                | 救急車を呼びに行った男 (Kyūkyūsha o Yobi ni Itta Otoko)                                  | 4. Juli 2005               | 7. Nov. 2022                          |
| 406 | 440 | Conans und Heijis Schlussfolgerungsmagie – Teil 1                   | コナン平次の推理マジック（仕掛編） (Konan Heiji no Suiri Majikku (Shikake-hen))          | 11. Juli 2005              | 8. Nov. 2022                          |
| 407 | 441 | Conans und Heijis Schlussfolgerungsmagie – Teil 2                   | コナン平次の推理マジック（館編） (Konan Heiji no Suiri Majikku (Yakata-hen))             | 18. Juli 2005              | 9. Nov. 2022                          |
| 408 | 442 | Conans und Heijis Schlussfolgerungsmagie – Teil 3                   | コナン平次の推理マジック（解決編） (Konan Heiji no Suiri Majikku (Kaiketsu-hen))         | 1. Aug. 2005               | 10. Nov. 2022                         |
| 409 | 443 | Bühnenstück und Entführung simultan – Teil 1                        | 同時進行舞台と誘拐（前編） (Dōji Shinkō Butai to Yūkai (Zenpen))                         | 8. Aug. 2005               | 11. Nov. 2022                         |
| 410 | 444 | Bühnenstück und Entführung simultan – Teil 2                        | 同時進行舞台と誘拐（後編） (Dōji Shinkō Butai to Yūkai (Kōhen))                          | 15. Aug. 2005              | 14. Nov. 2022                         |
| 411 | 445 | Geheimcode-Überraschung am Shinto-Schrein – Teil 1                  | 神社鳥居ビックリ暗号（前編） (Jinja Torii Bikkuri Angō (Zenpen))                         | 22. Aug. 2005              | 15. Nov. 2022                         |
| 412 | 446 | Geheimcode-Überraschung am Shinto-Schrein – Teil 2                  | 神社鳥居ビックリ暗号（後編） (Jinja Torii Bikkuri Angō (Kōhen))                          | 29. Aug. 2005              | 16. Nov. 2022                         |
| 413 | 447 | Das Rätsel um das halbperfekte Verbrechen                           | 完全半分犯罪の謎 (Kanzen Hanbun Hanzai no Hazo)                                          | 5. Sep. 2005               | 17. Nov. 2022                         |
| 414 | 448 | Die Detective Boys auf der Jagd nach dem blauen Vogel               | 青い鳥を追う探偵団 (Aoi Tori o Ou Tantei-dan)                                            | 12. Sep. 2005              | 18. Nov. 2022                         |
| 415 | 449 | Der böse Geist, der an Butsumetsu-Tagen umgeht – Teil 1             | 仏滅に出る悪霊（事件編） (Butsumetsu ni Deru Akuryō (Jiken-hen))                         | 10. Okt. 2005              | 21. Nov. 2022                         |
| 416 | 450 | Der böse Geist, der an Butsumetsu-Tagen umgeht – Teil 2             | 仏滅に出る悪霊（疑惑編） (Butsumetsu ni Deru Akuryō (Giwaku-hen))                        | 17. Okt. 2005              | 22. Nov. 2022                         |
| 417 | 451 | Der böse Geist, der an Butsumetsu-Tagen umgeht – Teil 3             | 仏滅に出る悪霊（解決編） (Butsumetsu ni Deru Akuryō (Kaiketsu-hen))                      | 24. Okt. 2005              | 23. Nov. 2022                         |
| 418 | 452 | Das Haus mit Mansarde in Beika                                      | 米花町グルニエの家 (Beikachō Gurunie no Ie)                                              | 31. Okt. 2005              | 24. Nov. 2022                         |
| 419 | 453 | Das Schwert der achtköpfigen Riesenschlange – Teil 1                | 八岐大蛇の剣（前編） (Yamata Oorochi no Ken (Zenpen))                                    | 7. Nov. 2005               | 25. Nov. 2022                         |
| 420 | 454 | Das Schwert der achtköpfigen Riesenschlange – Teil 2                | 八岐大蛇の剣（後編） (Yamata Oorochi no Ken (Kōhen))                                     | 14. Nov. 2005              | 28. Nov. 2022                         |
| 421 | 455 | Ginkgofarbene erste Liebe – Teil 1                                  | イチョウ色の初恋（前編） (Ichō-iro no Hatsukoi (Zenpen))                                 | 21. Nov. 2005              | 29. Nov. 2022                         |
| 422 | 456 | Ginkgofarbene erste Liebe – Teil 2                                  | イチョウ色の初恋（後編） (Ichō-iro no Hatsukoi (Kōhen))                                  | 28. Nov. 2005              | 30. Nov. 2022                         |
| 423 | 457 | Die Detective Boys und die vier Raupenbrüder                        | 探偵団と青虫4兄弟 (Tantei-dan to Aomushi 4 Kyōdai)                                       | 5. Dez. 2005               | 1. Dez. 2022                          |
| 424 | 458 | Nachricht von einem Pierrot                                         | ピエロからの写真メール (Piero Kara no Shashin Mēru)                                      | 19. Dez. 2005              | 2. Dez. 2022                          |
| 425 | 459 | Black Impact! Die Schwarze Organisation in greifbarer Nähe – Teil 1 | ブラックインパクト！組織の手が届く瞬間 (Burakku Inpakuto! Soshiki no Tegatodoku Shunkan) | 9. Jan. 2006               | 5. Dez. 2022                          |
| 425 | 460 | Black Impact! Die Schwarze Organisation in greifbarer Nähe – Teil 2 | ブラックインパクト！組織の手が届く瞬間 (Burakku Inpakuto! Soshiki no Tegatodoku Shunkan) | 9. Jan. 2006               | 6. Dez. 2022                          |
| 425 | 461 | Black Impact! Die Schwarze Organisation in greifbarer Nähe – Teil 3 | ブラックインパクト！組織の手が届く瞬間 (Burakku Inpakuto! Soshiki no Tegatodoku Shunkan) | 9. Jan. 2006               | 7. Dez. 2022                          |
| 425 | 462 | Black Impact! Die Schwarze Organisation in greifbarer Nähe – Teil 4 | ブラックインパクト！組織の手が届く瞬間 (Burakku Inpakuto! Soshiki no Tegatodoku Shunkan) | 9. Jan. 2006               | 8. Dez. 2022                          |
| 425 | 463 | Black Impact! Die Schwarze Organisation in greifbarer Nähe – Teil 5 | ブラックインパクト！組織の手が届く瞬間 (Burakku Inpakuto! Soshiki no Tegatodoku Shunkan) | 9. Jan. 2006               | 9. Dez. 2022                          |
| 426 | 464 | Ein Liebesbrief an Ran                                              | 蘭へのラブ‧レター (Ran e no Rabu Retā)                                                   | 16. Jan. 2006              | 12. Dez. 2022                         |
| 427 | 465 | Großes Geheimnis auf dem Schulweg – Teil 1                          | 超秘密の通学路（前編） (Chō Himitsu no Tsūgakuro (Zenpen))                               | 23. Jan. 2006              | 13. Dez. 2022                         |
| 428 | 466 | Großes Geheimnis auf dem Schulweg – Teil 2                          | 超秘密の通学路（後編） (Chō Himitsu no Tsūgakuro (Kōhen))                                | 30. Jan. 2006              | 14. Dez. 2022                         |
| 429 | 467 | Die Zwei, die nicht mehr zurückkönnen – Teil 1                      | もう戻れない二人（前編） (Mō Modorenai Futari (Zenpen))                                  | 6. Feb. 2006               | 15. Dez. 2022                         |
| 430 | 468 | Die Zwei, die nicht mehr zurückkönnen – Teil 2                      | もう戻れない二人（後編） (Mō Modorenai Futari (Kōhen))                                   | 13. Feb. 2006              | 16. Dez. 2022                         |
| 431 | 469 | Lovestory im Polizeihauptquartier 7 – Teil 1                        | 本庁の刑事恋物語7（前編） (Honchō no Keiji Koi Monogatari 7 (Zenpen))                    | 20. Feb. 2006              | 19. Dez. 2022                         |
| 432 | 470 | Lovestory im Polizeihauptquartier 7 – Teil 2                        | 本庁の刑事恋物語7（後編） (Honchō no Keiji Koi Monogatari 7 (Kōhen))                     | 27. Feb. 2006              | 20. Dez. 2022                         |
| 433 | 471 | Conan, ein seltsames Kind                                           | コナン変な子 (Konan Hen'na Ko)                                                           | 6. Mär. 2006               | 21. Dez. 2022                         |
| 434 | 472 | Cœurs Bravourstück                                                  | 名犬クールのお手柄 (Meiken Kūru no Otegara)                                              | 10. Apr. 2006              | 22. Dez. 2022                         |
| 435 | 473 | Interview mit Fokus auf den Detective Boys – Teil 1                 | 探偵団に注目取材（前編） (Tantei-dan ni Chūmoku Shuzai (Zenpen))                         | 17. Apr. 2006              | 23. Dez. 2022                         |
| 436 | 474 | Interview mit Fokus auf den Detective Boys – Teil 2                 | 探偵団に注目取材（後編） (Tantei-dan ni Chūmoku Shuzai (Kōhen))                          | 24. Apr. 2006              | 27. Dez. 2022                         |
| 437 | 475 | Aya Ueto und Shinichi – Das Versprechen von vor vier Jahren         | 上戸彩と新一 4年前の約束 (Ueto Aya to Shin'ichi 4-nen Mae no Yakusoku)                   | 8. Mai 2006                | 28. Dez. 2022                         |
| 438 | 476 | Die Rückverfolgung der Fisch-Nachrichten                            | お魚メールの追跡 (Osakana Mēru no Tsuiseki)                                              | 15. Mai 2006               | 29. Dez. 2022                         |
| 439 | 477 | Und von mir aus können sie alle sterben                             | そして誰もいなくなればいい (Soshite Daremo Inakunarebaī)                                 | 22. Mai 2006               | 30. Dez. 2022                         |
| 440 | 478 | Superextremer Autostunt                                             | 極限のカースタント (Kyokugen no Kā Sutanto)                                              | 29. Mai 2006               | 2. Jan. 2023                          |
| 441 | 479 | Das letzte „Ah“                                                     | 最期のアーン (Saigo no Ān)                                                               | 5. Juni 2006               | 3. Jan. 2023                          |
| 442 | 480 | Der Mann, der von einem Stahlträger aufgehalten wurde               | 鉄骨に阻まれた男 (Tekkotsu ni Habamareta Otoko)                                          | 12. Juni 2006              | 4. Jan. 2023                          |
| 443 | 481 | Seufzer beim Muschelnsammeln – Teil 1                               | ため息潮千狩り（前編） (Tameiki Shiohigari (Zenpen))                                     | 26. Juni 2006              | 5. Jan. 2023                          |
| 444 | 482 | Seufzer beim Muschelnsammeln – Teil 2                               | ため息潮千狩り（後編） (Tameiki Shiohigari (Kōhen))                                      | 3. Juli 2006               | 6. Jan. 2023                          |
| 445 | 483 | Das Geheimnis der Russisch Blauen                                   | ロシアンブルーの秘密 (Roshian Burū no Himitsu)                                           | 10. Juli 2006              | 9. Jan. 2023                          |

## Staffel 7
| Nr. | Nr. | Deutscher Titel                                                   | Originaltitel                                                                            | Erstausstrahlung Japan (J) | Deutschsprachige Erstveröffentlichung (D/A/CH) |
| J   | D   | Deutscher Titel                                                   | Originaltitel                                                                            | Erstausstrahlung Japan (J) | Deutschsprachige Erstveröffentlichung (D/A/CH) |
| --- | --- | ----------------------------------------------------------------- | ---------------------------------------------------------------------------------------- | -------------------------- | ---------------------------------------------- |
| 446 | 484 | Das versiegelte Fenster – Teil 1                                  | 封印された洋窓（前編） (Fūinsareta Yōmado (Zenpen))                                      | 24. Juli 2006              | 24. Juli 2025                                  |
| 447 | 485 | Das versiegelte Fenster – Teil 2                                  | 封印された洋窓（後編） (Fūinsareta Yōmado (Kōhen))                                       | 31. Juli 2006              | 24. Juli 2025                                  |
| 448 | 486 | Der Meguro-Makrelenhechtvorfall                                   | 目黒の秋刀魚事件 (Meguro no Sanma Jiken)                                                 | 14. Aug. 2006              | 24. Juli 2025                                  |
| 449 | 487 | Lovestory im Polizeihauptquartier – Die falsche Hochzeit (Teil 1) | 本庁の刑事恋物語 偽りのウェディング (Honchō no Keiji Koi Monogatari Itsuwari no Uedingu) | 21. Aug. 2006              | 24. Juli 2025                                  |
| 449 | 488 | Lovestory im Polizeihauptquartier – Die falsche Hochzeit (Teil 2) | 本庁の刑事恋物語 偽りのウェディング (Honchō no Keiji Koi Monogatari Itsuwari no Uedingu) | 21. Aug. 2006              | 24. Juli 2025                                  |
| 450 | 489 | Trick vs. Magic – Teil 1                                          | トリックVSマジック（前編） (Torikku VS Majikku (Zenpen))                                 | 28. Aug. 2006              | 24. Juli 2025                                  |
| 451 | 490 | Trick vs. Magic – Teil 2                                          | トリックVSマジック（後編） (Torikku VS Majikku (Kōhen))                                  | 4. Sep. 2006               | 24. Juli 2025                                  |
| 452 | 491 | Das Phantom des Konpira-Theaters (Teil 1)                         | こんぴら座の怪人 (Konpira-za no Kaijin)                                                  | 11. Sep. 2006              | 24. Juli 2025                                  |
| 452 | 492 | Das Phantom des Konpira-Theaters (Teil 2)                         | こんぴら座の怪人 (Konpira-za no Kaijin)                                                  | 11. Sep. 2006              | 24. Juli 2025                                  |
| 453 | 493 | Eine Vorpremiere voller Schicksal und Freundschaft                | 因縁と友情の試写会 (In'nen to Yūjō no Shishakai)                                         | 23. Okt. 2006              | 24. Juli 2025                                  |
| 454 | 494 | Das umgedrehte Ende – Teil 1                                      | ひっくり返った結末（前編） (Hikkurikaetta Ketsumatsu (Zenpen))                           | 30. Okt. 2006              | 24. Juli 2025                                  |
| 455 | 495 | Das umgedrehte Ende – Teil 2                                      | ひっくり返った結末（後編） (Hikkurikaetta Ketsumatsu (Kōhen))                            | 6. Nov. 2006               | 24. Juli 2025                                  |
| 456 | 496 | —                                                                 | 俺が愛したミステリー (Ore ga Aishita Misuterī)                                           | 13. Nov. 2006              | —                                              |
| 457 | 497 | —                                                                 | 園子の赤いハンカチ（前編） (Sonoko no Akai Hankachi (Zenpen))                            | 20. Nov. 2006              | —                                              |
| 458 | 498 | —                                                                 | 園子の赤いハンカチ（後編） (Sonoko no Akai Hankachi (Kōhen))                             | 27. Nov. 2006              | —                                              |
| 459 | 499 | —                                                                 | 怪人ガチガチ規則男 (Kaijin Gachigachi Kisoku Otoko)                                      | 4. Dez. 2006               | —                                              |
| 460 | 500 | —                                                                 | 1年B組大作戦！ (1-nen B-gumi Dai Sakusen!)                                               | 15. Jan. 2007              | —                                              |
| 461 | 501 | —                                                                 | 消えた1ページ (Kieta 1 Pēji)                                                             | 22. Jan. 2007              | —                                              |
| 462 | 502 | —                                                                 | 黒の組織の影 幼い目撃者 (Kuro no Soshiki no Kage Osanai Mokugekisha)                     | 29. Jan. 2007              | —                                              |
| 463 | 503 | —                                                                 | 黒の組織の影 奇妙な照明 (Kuro no Soshiki no Kage Kimyōna Shōmei)                         | 5. Feb. 2007               | —                                              |
| 464 | 504 | —                                                                 | 黒の組織の影 謎の高額報酬 (Kuro no Soshiki no Kage Nazo no Kōgaku Hōshū)                 | 12. Feb. 2007              | —                                              |
| 465 | 505 | —                                                                 | 黒の組織の影 真珠の流れ星 (Kuro no Soshiki no Kage Shinju no Nagareboshi)                | 19. Feb. 2007              | —                                              |
| 466 | 506 | —                                                                 | 割れない雪だるま（前編） (Warenai Yukidaruma (Zenpen))                                   | 26. Feb. 2007              | —                                              |
| 467 | 507 | —                                                                 | 割れない雪だるま（後編） (Warenai Yukidaruma (Kōhen))                                    | 5. März 2007               | —                                              |
| 468 | 508 | —                                                                 | 池のほとりの怪事件 (Ike no Hotori no Kaijiken)                                           | 12. Mär. 2007              | —                                              |
| 469 | 509 | —                                                                 | 怪盗キッドと四名画（前編） (Kaitō Kiddo to Yon Meiga (Zenpen))                           | 16. Apr. 2007              | —                                              |
| 470 | 510 | —                                                                 | 怪盗キッドと四名画（後編） (Kaitō Kiddo to Yon Meiga (Kōhen))                            | 23. Apr. 2007              | —                                              |
| 471 | 511 | —                                                                 | レンタカー制御不能 (Rentakā Seigyo Funō!)                                                | 7. Mai 2007                | —                                              |
| 472 | 512 | —                                                                 | 工藤新一少年の冒険（前編） (Kudō Shin'ichi Shōnen no Bōken (Zenpen))                     | 14. Mai 2007               | —                                              |
| 473 | 513 | —                                                                 | 工藤新一少年の冒険（後編） (Kudō Shin'ichi Shōnen no Bōken (Kōhen))                      | 21. Mai 2007               | —                                              |
| 474 | 514 | —                                                                 | 妃英理弁護士の恋 (Kisaki Eri Bengoshi no Koi)                                            | 4. Juni 2007               | —                                              |
| 475 | 515 | —                                                                 | 悪運グランプリ (Akuun Guran Puri)                                                        | 18. Juni 2007              | —                                              |
| 476 | 516 | —                                                                 | 元太の必殺シュート（前編） (Genta no Hissatsu Shūto (Zenpen))                            | 25. Juni 2007              | —                                              |
| 477 | 517 | —                                                                 | 元太の必殺シュート（後編） (Genta no Hissatsu Shūto (Kōhen))                             | 2. Juli 2007               | —                                              |
| 478 | 518 | —                                                                 | リアル30ミニッツ (Riaru 30 Minittsu)                                                     | 9. Juli 2007               | —                                              |
| 479 | 519 | —                                                                 | 服部平次との3日間 (Hattori Heiji to no Mikkakan)                                         | 16. Juli 2007              | —                                              |
| 479 | 520 | —                                                                 | 服部平次との3日間 (Hattori Heiji to no Mikkakan)                                         | 16. Juli 2007              | —                                              |
| 479 | 521 | —                                                                 | 服部平次との3日間 (Hattori Heiji to no Mikkakan)                                         | 16. Juli 2007              | —                                              |
| 479 | 522 | —                                                                 | 服部平次との3日間 (Hattori Heiji to no Mikkakan)                                         | 16. Juli 2007              | —                                              |
| 480 | 523 | —                                                                 | 黄色い不在証明 (Kiiroi Fuzai Shōmei)                                                     | 23. Juli 2007              | —                                              |
| 481 | 524 | —                                                                 | 山姥の刃物（前編） (Yamanba no Hamono (Zenpen))                                          | 30. Juli 2007              | —                                              |
| 482 | 525 | —                                                                 | 山姥の刃物（後編） (Yamanba no Hamono (Kōhen))                                           | 6. Aug. 2007               | —                                              |
| 483 | 526 | —                                                                 | 消えたお巡りさん (Kieta Omawarisan)                                                      | 13. Aug. 2007              | —                                              |
| 484 | 527 | —                                                                 | 黒い写真の行方（前編） (Kuroi Shashin no Yukue (Zenpen))                                 | 20. Aug. 2007              | —                                              |
| 485 | 528 | —                                                                 | 黒い写真の行方（後編） (Kuroi Shashin no Yukue (Kōhen))                                  | 27. Aug. 2007              | —                                              |
| 486 | 529 | —                                                                 | 右から左へ招き猫 (Migi Kara Hidari e Manekineko)                                         | 3. Sep. 2007               | —                                              |
| 487 | 530 | —                                                                 | 本庁の刑事恋物語8 左手の薬指 (Honchō no Keiji Koi Monogatari 8 Hidarite no Kusuriyubi)   | 15. Okt. 2007              | —                                              |
| 487 | 531 | —                                                                 | 本庁の刑事恋物語8 左手の薬指 (Honchō no Keiji Koi Monogatari 8 Hidarite no Kusuriyubi)   | 15. Okt. 2007              | —                                              |
| 488 | 532 | —                                                                 | テレビ局の悪魔 (Terebikyoku no Akuma)                                                    | 22. Okt. 2007              | —                                              |
| 488 | 533 | —                                                                 | テレビ局の悪魔 (Terebikyoku no Akuma)                                                    | 22. Okt. 2007              | —                                              |

## Episode 489–500
| Nr. | Nr. | Deutscher Titel | Originaltitel                                                                                    | Erstausstrahlung Japan (J) | Deutschsprachige Erstausstrahlung (—) |
| J   | D   | Deutscher Titel | Originaltitel                                                                                    | Erstausstrahlung Japan (J) | Deutschsprachige Erstausstrahlung (—) |
| --- | --- | --------------- | ------------------------------------------------------------------------------------------------ | -------------------------- | ------------------------------------- |
| 489 | —   | —               | 法廷の対決Ⅲ 目撃者は検察官 (Hōtei no Taiketsu Ⅲ Mokugekisha wa Kensatsukan)                      | 26. Nov. 2007              | —                                     |
| 490 | —   | —               | 服部平次VS工藤新一ゲレンデの推理対決 (Hattori Heiji VS Kudō Shin'ichi Gerende no Suiri Taiketsu) | 3. Dez. 2007               | —                                     |
| 491 | —   | —               | 赤と黒のクラッシュ 発端 (Aka to Kuro no Kurasshu Hottan)                                         | 14. Jan. 2008              | —                                     |
| 492 | —   | —               | 赤と黒のクラッシュ 血縁 (Aka to Kuro no Kurasshu Ketsuen)                                        | 21. Jan. 2008              | —                                     |
| 493 | —   | —               | 赤と黒のクラッシュ 絶叫 (Aka to Kuro no Kurasshu Zekkyō)                                         | 28. Jan. 2008              | —                                     |
| 494 | —   | —               | 赤と黒のクラッシュ 冥土 (Aka to Kuro no Kurasshu Meido)                                          | 4. Feb. 2008               | —                                     |
| 495 | —   | —               | 赤と黒のクラッシュ 昏睡 (Aka to Kuro no Kurasshu Konsui)                                         | 11. Feb. 2008              | —                                     |
| 496 | —   | —               | 赤と黒のクラッシュ 侵入 (Aka to Kuro no Kurasshu Shinnyū)                                        | 18. Feb. 2008              | —                                     |
| 497 | —   | —               | 赤と黒のクラッシュ 覚醒 (Aka to Kuro no Kurasshu Kakusei)                                        | 25. Feb. 2008              | —                                     |
| 498 | —   | —               | 赤と黒のクラッシュ 攪乱 (Aka to Kuro no Kurasshu Kakuran)                                        | 3. Mär. 2008               | —                                     |
| 499 | —   | —               | 赤と黒のクラッシュ 偽装 (Aka to Kuro no Kurasshu Gisō)                                           | 10. Mär. 2008              | —                                     |
| 500 | —   | —               | 赤と黒のクラッシュ 遺言 (Aka to Kuro no Kurasshu Yuigon)                                         | 17. Mär. 2008              | —                                     |

## Episode 501–600
| Nr. | Nr. | Deutscher Titel | Originaltitel                                                                           | Erstausstrahlung Japan (J) | Deutschsprachige Erstausstrahlung (—) |
| J   | D   | Deutscher Titel | Originaltitel                                                                           | Erstausstrahlung Japan (J) | Deutschsprachige Erstausstrahlung (—) |
| --- | --- | --------------- | --------------------------------------------------------------------------------------- | -------------------------- | ------------------------------------- |
| 501 | —   | —               | 赤と黒のクラッシュ 嫌疑 (Aka to Kuro no Kurasshu Kengi)                                 | 14. Apr. 2008              | —                                     |
| 502 | —   | —               | 赤と黒のクラッシュ 潔白 (Aka to Kuro no Kurasshu Keppaku)                               | 28. Apr. 2008              | —                                     |
| 503 | —   | —               | 赤と黒のクラッシュ 決死 (Aka to Kuro no Kurasshu Kesshi)                                | 12. Mai 2008               | —                                     |
| 504 | —   | —               | 赤と黒のクラッシュ 殉職 (Aka to Kuro no Kurasshu Junshoku)                              | 19. Mai 2008               | —                                     |
| 505 | —   | —               | 弁護士妃英理の証言（前編） (Bengoshi Kisaki Eri no Shōgen (Zenpen))                     | 16. Juni 2008              | —                                     |
| 506 | —   | —               | 弁護士妃英理の証言（後編） (Bengoshi Kisaki Eri no Shōgen (Kōhen))                      | 23. Juni 2008              | —                                     |
| 507 | —   | —               | カラオケボックスの死角（前編） (Karaoke Bokkusu no Shikaku (Zenpen))                    | 30. Juni 2008              | —                                     |
| 508 | —   | —               | カラオケボックスの死角（後編） (Karaoke Bokkusu no Shikaku (Kōhen))                     | 7. Juli 2008               | —                                     |
| 509 | —   | —               | 赤白黄色と探偵団 (Aka Shiro Kiiro to Tantei-dan)                                        | 14. Juli 2008              | —                                     |
| 510 | —   | —               | コナンVS W 暗号ミステリー (Konan VS W Angō Misuterī)                                    | 28. Juli 2008              | —                                     |
| 511 | —   | —               | 推理対決！新一VS沖矢昴 (Suiri Taiketsu! Shin'ichi VS Okiya Subaru)                      | 4. Aug. 2008               | —                                     |
| 512 | —   | —               | 砕けたホロスコープ (Kudaketa Horosukōpu)                                                | 11. Aug. 2008              | —                                     |
| 513 | —   | —               | 殺意はコーヒーの香り（前編） (Satsui wa Kōhī no Kaori (Zenpen))                         | 1. Sep. 2008               | —                                     |
| 514 | —   | —               | 殺意はコーヒーの香り（後編） (Satsui wa Kōhī no Kaori (Kōhen))                          | 8. Sep. 2008               | —                                     |
| 515 | —   | —               | 怪盗キッドの瞬間移動魔術 (Kaitō Kiddo no Terepōtēshon Majikku)                          | 20. Okt. 2008              | —                                     |
| 516 | —   | —               | 風林火山 迷宮の鎧武者 (Fūrinkazan Meikyū no Yoroi Musha)                                | 3. Nov. 2008               | —                                     |
| 517 | —   | —               | 風林火山 陰と雷光の決着 (Fūrinkazan Kage to Raikō no Ketchaku)                          | 10. Nov. 2008              | —                                     |
| 518 | —   | —               | 明治維新ミステリーツアー（探索編） (Meiji Ishin Misuterī Tsuā (Tansaku-hen))            | 1. Dez. 2008               | —                                     |
| 519 | —   | —               | 明治維新ミステリーツアー（解読編） (Meiji Ishin Misuterī Tsuā (Kaidoku-hen))            | 8. Dez. 2008               | —                                     |
| 520 | —   | —               | ワインレッドの告発 (Wain Reddo no Kokuhatsu)                                            | 15. Dez. 2008              | —                                     |
| 521 | —   | —               | 殺人犯、工藤新一 (Satsujin-han, Kudō Shin'ichi)                                         | 19. Jan. 2009              | —                                     |
| 522 | —   | —               | 新一の正体に蘭の涙 (Shin'ichi no Shōtai ni Ran no Namida)                               | 26. Jan. 2009              | —                                     |
| 523 | —   | —               | 本当に聞きたいコト (Hontō ni Kikitai Koto)                                              | 2. Feb. 2009               | —                                     |
| 524 | —   | —               | 憎しみの青い火花（前編） (Nikushimi no Aoi Hibana (Zenpen))                             | 9. Feb. 2009               | —                                     |
| 525 | —   | —               | 憎しみの青い火花（後編） (Nikushimi no Aoi Hibana (Kōhen))                              | 16. Feb. 2009              | —                                     |
| 526 | —   | —               | 真犯人からの届け物 (Shinhannin Kara no Todokemono)                                      | 23. Feb. 2009              | —                                     |
| 527 | —   | —               | 仮面劇に秘めた悪意 (Kamengeki ni Himeta Akui)                                           | 2. Mär. 2009               | —                                     |
| 528 | —   | —               | 柔よく謎を制す（前編） (Yawara Yoku Nazo o Seisu (Zenpen))                              | 9. Mär. 2009               | —                                     |
| 529 | —   | —               | 柔よく謎を制す（後編） (Yawara Yoku Nazo o Seisu (Kōhen))                               | 16. Mär. 2009              | —                                     |
| 530 | —   | —               | 都市伝説の正体（前編） (Toshi Densetsu no Shōtai (Zenpen))                              | 18. Apr. 2009              | —                                     |
| 531 | —   | —               | 都市伝説の正体（後編） (Toshi Densetsu no Shōtai (Kōhen))                               | 25. Apr. 2009              | —                                     |
| 532 | —   | —               | 初恋の傷跡 (Hatsukoi no Kizuato)                                                        | 2. Mai 2009                | —                                     |
| 533 | —   | —               | 過去を呼ぶ傷跡 (Kako o Yobu Kizuato)                                                    | 9. Mai 2009                | —                                     |
| 534 | —   | —               | 新たな傷跡と口笛の男 (Aratana Kizuato to Kuchibue no Otoko)                             | 16. Mai 2009               | —                                     |
| 535 | —   | —               | 古き傷跡と刑事の魂 (Furuki Kizuato to Keiji no Tamashī)                                 | 23. Mai 2009               | —                                     |
| 536 | —   | —               | 消えた名画の秘密 (Kieta Meiga no Himitsu)                                               | 30. Mai 2009               | —                                     |
| 537 | —   | —               | 怪盗キッドVS最強金庫（前編） (Kaitō Kiddo VS Saikyō Kinko (Zenpen))                     | 13. Juni 2009              | —                                     |
| 538 | —   | —               | 怪盗キッドVS最強金庫（後編） (Kaitō Kiddo VS Saikyō Kinko (Kōhen))                      | 20. Juni 2009              | —                                     |
| 539 | —   | —               | 愚か者への遺産 (Orokamono e no Isan)                                                    | 4. Juli 2009               | —                                     |
| 540 | —   | —               | 毛利小五郎探偵廃業の日（前編） (Mōri Kogorō Tantei Haigyō no Hi (Zenpen))               | 11. Juli 2009              | —                                     |
| 541 | —   | —               | 毛利小五郎探偵廃業の日（後編） (Mōri Kogorō Tantei Haigyō no Hi (Kōhen))                | 18. Juli 2009              | —                                     |
| 542 | —   | —               | 魚が消える一角岩（前編） (Sakana ga Kieru Ikkaku Iwa (Zenpen))                          | 25. Juli 2009              | —                                     |
| 543 | —   | —               | 魚が消える一角岩（後編） (Sakana ga Kieru Ikkaku Iwa (Kōhen))                           | 1. Aug. 2009               | —                                     |
| 544 | —   | —               | 不協和音を奏でる手 (Fukyōwaon o Kanaderu Te)                                            | 8. Aug. 2009               | —                                     |
| 545 | —   | —               | 霧にむせぶ魔女（前編） (Kiri ni Musebu Majo (Zenpen))                                   | 5. Sep. 2009               | —                                     |
| 546 | —   | —               | 霧にむせぶ魔女（後編） (Kiri ni Musebu Majo (Kōhen))                                    | 12. Sep. 2009              | —                                     |
| 547 | —   | —               | 犯人との二日間（一日目） (Han'nin to no Futsukakan (Ichinichime))                       | 19. Sep. 2009              | —                                     |
| 548 | —   | —               | 犯人との二日間（二日目） (Han'nin to no Futsukakan (Futsukame))                         | 26. Sep. 2009              | —                                     |
| 549 | —   | —               | 回転寿司ミステリー（前編） (Kaiten Sushi Misuterī (Zenpen))                             | 3. Okt. 2009               | —                                     |
| 550 | —   | —               | 回転寿司ミステリー（後編） (Kaiten Sushi Misuterī (Kōhen))                              | 10. Okt. 2009              | —                                     |
| 551 | —   | —               | 犯人は元太の父ちゃん（前編） (Han'nin wa Genta no Tōchan (Zenpen))                      | 17. Okt. 2009              | —                                     |
| 552 | —   | —               | 犯人は元太の父ちゃん（後編） (Han'nin wa Genta no Tōchan (Kōhen))                       | 24. Okt. 2009              | —                                     |
| 553 | —   | —               | ザ・取調室 (Za Torishirabe-shitsu)                                                      | 31. Okt. 2009              | —                                     |
| 554 | —   | —               | こうのとりミステリーツアー（蘭捜索編） (Kōnotori Misuterī Tsuā (Ran Sōsaku-hen))        | 7. Nov. 2009               | —                                     |
| 555 | —   | —               | こうのとりミステリーツアー（陽菜追跡編） (Kōnotori Misuterī Tsuā (Haruna Tsuiseki-hen)) | 14. Nov. 2009              | —                                     |
| 556 | —   | —               | 恐怖の交差点 (Kyūfu no Kōsaten)                                                         | 21. Nov. 2009              | —                                     |
| 557 | —   | —               | 危険な二人連れ (Kiken na Futari Tsure)                                                  | 28. Nov. 2009              | —                                     |
| 558 | —   | —               | 死亡の館、赤い壁（三顧の礼） (Shibō no Yakata, Akai Kabe (Sanko no Rei))                | 5. Dez. 2009               | —                                     |
| 559 | —   | —               | 死亡の館、赤い壁（掌中の物） (Shibō no Yakata, Akai Kabe (Shōchū no Mono))              | 12. Dez. 2009              | —                                     |
| 560 | —   | —               | 死亡の館、赤い壁（死せる孔明） (Shibō no Yakata, Akai Kabe (Shiseru Kōmei))             | 19. Dez. 2009              | —                                     |
| 561 | —   | —               | 死亡の館、赤い壁（空城の計） (Shibō no Yakata, Akai Kabe (Kūjō no Kei))                 | 26. Dez. 2009              | —                                     |
| 562 | —   | —               | 虹色の誘拐 (Reinbo Karā no Yūkai)                                                       | 16. Jan. 2010              | —                                     |
| 563 | —   | —               | 探偵団VS強盗団（騒然） (Tantei-dan VS Gōtō-dan (Sōzen))                                 | 23. Jan. 2010              | —                                     |
| 564 | —   | —               | 探偵団VS強盗団（沈黙） (Tantei-dan VS Gōtō-dan (Chinmoku))                              | 30. Jan. 2010              | —                                     |
| 565 | —   | —               | 見てない目撃者 (Mitenai Mokugekisha)                                                    | 6. Feb. 2010               | —                                     |
| 566 | —   | —               | 相棒はサンタさん (Aibō wa Santa-san)                                                    | 27. Feb. 2010              | —                                     |
| 567 | —   | —               | 露天風呂に降る殺意 (Rotenburo ni Furu Satsui)                                           | 6. Mär. 2010               | —                                     |
| 568 | —   | —               | 白鳥警部、桜の思い出（前編） (Shiratori Keibu, Sakura no Omoide (Zenpen))               | 13. Mär. 2010              | —                                     |
| 569 | —   | —               | 白鳥警部、桜の思い出（後編） (Shiratori Keibu, Sakura no Omoide (Kōhen))                | 20. Mär. 2010              | —                                     |
| 570 | —   | —               | 立証確率ゼロの犯罪 (Risshō Kakuritsu Zero no Hanzai)                                    | 27. Mär. 2010              | —                                     |
| 571 | —   | —               | もののけ倉でお宝バトル（前編） (Mononoke Kura de Otakara Batoru (Zenpen))               | 1. Mai 2010                | —                                     |
| 572 | —   | —               | もののけ倉でお宝バトル（後編） (Mononoke Kura de Otakara Batoru (Kōhen))                | 8. Mai 2010                | —                                     |
| 573 | —   | —               | 恥ずかしいお守りの行方（前編） (Hazukashī Omamori no Yukue (Zenpen))                    | 15. Mai 2010               | —                                     |
| 574 | —   | —               | 恥ずかしいお守りの行方（後編） (Hazukashī Omamori no Yukue (Kōhen))                     | 22. Mai 2010               | —                                     |
| 575 | —   | —               | 黒きドレスのアリバイ（前編） (Kuroki Doresu no Aribai (Zenpen))                         | 29. Mai 2010               | —                                     |
| 576 | —   | —               | 黒きドレスのアリバイ（後編） (Kuroki Doresu no Aribai (Kōhen))                          | 5. Juni 2010               | —                                     |
| 577 | —   | —               | ホタルが灯した真実 (Hotaru ga Tomoshita Shinjitsu)                                      | 19. Juni 2010              | —                                     |
| 578 | —   | —               | 危機呼ぶ赤い前兆 (Kiki Yobu Akai Ōmen)                                                  | 26. Juni 2010              | —                                     |
| 579 | —   | —               | 黒き13の暗示 (Kuroki 13 no Sajesuto)                                                    | 3. Juli 2010               | —                                     |
| 580 | —   | —               | 迫る黒の刻限 (Semaru Kuro no Taimu Rimitto)                                             | 10. Juli 2010              | —                                     |
| 581 | —   | —               | 赤く揺れる照準 (Akaku Yureru Tāgetto)                                                   | 17. Juli 2010              | —                                     |
| 582 | —   | —               | ゾンビが死んだ夜 (Zonbi ga Shinda Yoru)                                                 | 24. Juli 2010              | —                                     |
| 583 | —   | —               | 小林先生の恋 (Kobayashi-sensei no Koi)                                                  | 14. Aug. 2010              | —                                     |
| 584 | —   | —               | 白鳥警部の失恋 (Shiratori Keibu no Shitsuren)                                           | 21. Aug. 2010              | —                                     |
| 585 | —   | —               | 時を超える桜の恋 (Toki o Koeru Sakura no Koi)                                           | 28. Aug. 2010              | —                                     |
| 586 | —   | —               | 闇に消えた麒麟の角 (Yami ni Kieta Kirin no Tsuno)                                       | 4. Sep. 2010               | —                                     |
| 587 | —   | —               | キッドVS四神探偵団 (Kiddo VS Shijin Tantei-dan)                                         | 11. Sep. 2010              | —                                     |
| 588 | —   | —               | 屋上農園の罠 (Okujō Nōen no Wana)                                                       | 18. Sep. 2010              | —                                     |
| 589 | —   | —               | 最悪な誕生日（前編） (Saiaku na Bāsudē (Zenpen))                                        | 25. Sep. 2010              | —                                     |
| 590 | —   | —               | 最悪な誕生日（後編） (Saiaku na Bāsudē (Kōhen))                                         | 2. Okt. 2010               | —                                     |
| 591 | —   | —               | 水族館のある家 (Suizokukan no Aru Ie)                                                   | 16. Okt. 2010              | —                                     |
| 592 | —   | —               | 猿と熊手のトリ物帖（前編） (Saru to Kumade no Torimonochō (Zenpen))                     | 23. Okt. 2010              | —                                     |
| 593 | —   | —               | 猿と熊手のトリ物帖（後編） (Saru to Kumade no Torimonochō (Kōhen))                      | 30. Okt. 2010              | —                                     |
| 594 | —   | —               | 広島宮島七不思議ツアー（宮島編） (Hiroshima Miyajima Nanafushigi Tsuā (Miyajima-hen))   | 6. Nov. 2010               | —                                     |
| 595 | —   | —               | 広島宮島七不思議ツアー（広島編） (Hiroshima Miyajima Nanafushigi Tsuā (Hiroshima-hen))  | 13. Nov. 2010              | —                                     |
| 596 | —   | —               | 転落のアリバイ (Tenraku no Aribai)                                                      | 20. Nov. 2010              | —                                     |
| 597 | —   | —               | 湯煙密室のシナリオ（前編） (Yukemuri Misshitsu no Shinario (Zenpen))                    | 27. Nov. 2010              | —                                     |
| 598 | —   | —               | 湯煙密室のシナリオ（前編） (Yukemuri Misshitsu no Shinario (Kōhen))                     | 4. Dez. 2010               | —                                     |
| 599 | —   | —               | セイギノミカタ (Seigi no Mikata)                                                        | 11. Dez. 2010              | —                                     |
| 600 | —   | —               | 河童が見た夢（前編） (Kappa ga Mita Yume (Zenpen))                                      | 18. Dez. 2010              | —                                     |

## Episode 601–700
| Nr. | Nr. | Deutscher Titel | Originaltitel                                                                                 | Erstausstrahlung Japan (J) | Deutschsprachige Erstausstrahlung (—) |
| J   | D   | Deutscher Titel | Originaltitel                                                                                 | Erstausstrahlung Japan (J) | Deutschsprachige Erstausstrahlung (—) |
| --- | --- | --------------- | --------------------------------------------------------------------------------------------- | -------------------------- | ------------------------------------- |
| 601 | —   | —               | 河童が見た夢（後編） (Kappa ga Mita Yume (Kōhen))                                             | 25. Dez. 2010              | —                                     |
| 602 | —   | —               | テニスコートに潜む悪魔 (Tenisu Kōto ni Hisomu Akuma)                                          | 8. Jan. 2011               | —                                     |
| 603 | —   | —               | 降霊会W密室事件（第一の密室） (Kōrei Kai W Misshitsu Jiken (Daiichi no Misshitsu))            | 29. Jan. 2011              | —                                     |
| 604 | —   | —               | 降霊会W密室事件（第二の密室） (Kōrei Kai W Misshitsu Jiken (Daini no Misshitsu))              | 5. Feb. 2011               | —                                     |
| 605 | —   | —               | 降霊会W密室事件（密室開放） (Kōrei Kai W Misshitsu Jiken (Misshitsu Kaihō))                   | 12. Feb. 2011              | —                                     |
| 606 | —   | —               | 法廷の対決IV 裁判員小林澄子（前編） (Hōtei no Taiketsu IV Saibanin Kobayashi Sumiko (Zenpen)) | 19. Feb. 2011              | —                                     |
| 607 | —   | —               | 法廷の対決IV 裁判員小林澄子（後編） (Hōtei no Taiketsu IV Saibanin Kobayashi Sumiko (Kōhen))  | 26. Feb. 2011              | —                                     |
| 608 | —   | —               | 裏切りのホワイトデー（前編） (Uragiri no Howaito Dē (Zenpen))                                 | 5. Mär. 2011               | —                                     |
| 609 | —   | —               | 裏切りのホワイトデー（後編） (Uragiri no Howaito Dē (Kōhen))                                  | 19. Mär. 2011              | —                                     |
| 610 | —   | —               | 被害者はクドウシンイチ (Higaisha wa Kudō Shin'ichi)                                           | 9. Apr. 2011               | —                                     |
| 611 | —   | —               | 犬伏城 炎の魔犬（鬼火の章） (Inubushi Jō En no Maken (Onibi no Shō))                          | 16. Apr. 2011              | —                                     |
| 612 | —   | —               | 犬伏城 炎の魔犬（足跡の章） (Inubushi Jō En no Maken (Ashiato no Shō))                        | 23. Apr. 2011              | —                                     |
| 613 | —   | —               | 犬伏城 炎の魔犬（姫の章） (Inubushi Jō En no Maken (Hime no Shō))                             | 30. Apr. 2011              | —                                     |
| 614 | —   | —               | 日記が奏でる秘密（前編） (Nikki ga Kanaderu Himitsu (Zenpen))                                 | 7. Mai 2011                | —                                     |
| 615 | —   | —               | 日記が奏でる秘密（後編） (Nikki ga Kanaderu Himitsu (Kōhen))                                  | 14. Mai 2011               | —                                     |
| 616 | —   | —               | ホームズの黙示録（名探偵の弟子） (Hōmuzu no Mokushiroku (Hōmuzu no Deshi))                    | 21. Mai 2011               | —                                     |
| 617 | —   | —               | ホームズの黙示録（Love is 0） (Hōmuzu no Mokushiroku (Love is 0))                             | 28. Mai 2011               | —                                     |
| 618 | —   | —               | ホームズの黙示録（サタン） (Hōmuzu no Mokushiroku (Satan))                                    | 4. Juni 2011               | —                                     |
| 619 | —   | —               | ホームズの黙示録（Code Break） (Hōmuzu no Mokushiroku (Code Break))                           | 11. Juni 2011              | —                                     |
| 620 | —   | —               | ホームズの黙示録（芝の女王） (Hōmuzu no Mokushiroku (Gurasu Kōto Kuīn))                       | 18. Juni 2011              | —                                     |
| 621 | —   | —               | ホームズの黙示録（0 is Start） (Hōmuzu no Mokushiroku (0 is Start))                           | 25. Juni 2011              | —                                     |
| 622 | —   | —               | 緊急事態252（前編） (Kinkyū Jitai 252 (Zenpen))                                               | 2. Juli 2011               | —                                     |
| 623 | —   | —               | 緊急事態252（後編） (Kinkyū Jitai 252 (Kōhen))                                                | 9. Juli 2011               | —                                     |
| 624 | —   | —               | 初恋のビデオレター (Hatsukoi no Bideo Retā)                                                   | 16. Juli 2011              | —                                     |
| 625 | —   | —               | 絶叫手術室（前編） (Zekkyō Operūmu (Zenpen))                                                  | 23. Juli 2011              | —                                     |
| 626 | —   | —               | 絶叫手術室（後編） (Zekkyō Operūmu (Kōhen))                                                   | 30. Juli 2011              | —                                     |
| 627 | —   | —               | コナンキッドの龍馬お宝攻防戦（前編） (Konan Kiddo no Ryōma Otakara Kōbō-sen (Zenpen))         | 20. Aug. 2011              | —                                     |
| 628 | —   | —               | コナンキッドの龍馬お宝攻防戦（後編） (Konan Kiddo no Ryōma Otakara Kōbōsen (Kōhen))           | 27. Aug. 2011              | —                                     |
| 629 | —   | —               | プロモビデオ撮影事件（前編） (Puromo Bideo Satsuei Jiken (Zenpen))                            | 3. Sep. 2011               | —                                     |
| 630 | —   | —               | プロモビデオ撮影事件（後編） (Puromo Bideo Satsuei Jiken (Kōhen))                             | 10. Sep. 2011              | —                                     |
| 631 | —   | —               | 花時計は知っていた (Hana Tokei wa Shitteita)                                                  | 17. Sep. 2011              | —                                     |
| 632 | —   | —               | 時の番人の刃（前編） (Toki no Ban'nin no Yaiba (Zenpen))                                      | 1. Okt. 2011               | —                                     |
| 633 | —   | —               | 時の番人の刃（後編） (Toki no Ban'nin no Yaiba (Kōhen))                                       | 8. Okt. 2011               | —                                     |
| 634 | —   | —               | 犯行現場は激セマ店 (Hankō Genba wa Geki Sema Ten)                                             | 15. Okt. 2011              | —                                     |
| 635 | —   | —               | ダイエットにご用心 (Daietto ni Goyōjin)                                                       | 5. Nov. 2011               | —                                     |
| 636 | —   | —               | 世界一受けたい授業事件（前編） (Sekaiichi Uketai Jugyō Jiken (Zenpen))                        | 12. Nov. 2011              | —                                     |
| 637 | —   | —               | 世界一受けたい授業事件（後編） (Sekaiichi Uketai Jugyō Jiken (Kōhen))                         | 19. Nov. 2011              | —                                     |
| 638 | —   | —               | 紅葉御殿で謎を解く（前編） (Momiji Goten de Nazo o Toku (Zenpen))                             | 26. Nov. 2011              | —                                     |
| 639 | —   | —               | 紅葉御殿で謎を解く（後編） (Momiji Goten de Nazo o Toku (Kōhen))                              | 3. Dez. 2011               | —                                     |
| 640 | —   | —               | ８枚のスケッチ記憶の旅（岡山編） (8-mai no Suketchi Kioku no Tabi (Okayama-hen))              | 10. Dez. 2011              | —                                     |
| 641 | —   | —               | ８枚のスケッチ記憶の旅（倉敷編） (8-mai no Suketchi Kioku no Tabi (Kurashiki-hen))            | 17. Dez. 2011              | —                                     |
| 642 | —   | —               | カルタ取り危機一髪（前編） (Karuta-tori Kikiippatsu (Zenpen))                                 | 7. Jan. 2012               | —                                     |
| 643 | —   | —               | カルタ取り危機一髪（後編） (Karuta-tori Kikiippatsu (Kōhen))                                  | 14. Jan. 2012              | —                                     |
| 644 | —   | —               | 死ぬほど美味いラーメン（前編） (Shinu Hodo Umai Rāmen (Zenpen))                               | 4. Feb. 2012               | —                                     |
| 645 | —   | —               | 死ぬほど美味いラーメン（後編） (Shinu Hodo Umai Rāmen (Kōhen))                                | 11. Feb. 2012              | —                                     |
| 646 | —   | —               | 幽霊ホテルの推理対決（前編） (Yūrei Hoteru no Suiri Taiketsu (Zenpen))                        | 18. Feb. 2012              | —                                     |
| 647 | —   | —               | 幽霊ホテルの推理対決（後編） (Yūrei Hoteru no Suiri Taiketsu (Kōhen))                         | 25. Feb. 2012              | —                                     |
| 648 | —   | —               | 探偵事務所籠城事件（勃発） (Tantei Jimusho Rōjō Jiken (Boppatsu))                             | 3. Mär. 2012               | —                                     |
| 649 | —   | —               | 探偵事務所籠城事件（狙撃） (Tantei Jimusho Rōjō Jiken (Sogeki))                               | 10. Mär. 2012              | —                                     |
| 650 | —   | —               | 探偵事務所籠城事件（解放） (Tantei Jimusho Rōjō Jiken (Kaihō))                                | 17. Mär. 2012              | —                                     |
| 651 | —   | —               | コナンＶＳ平次 東西探偵推理勝負 (Konan VS Heiji Tōzai Tantei Suiri Shōbu)                     | 24. Mär. 2012              | —                                     |
| 652 | —   | —               | 毒と幻のデザイン（Eye） (Doku to Maboroshi no Dezain (Eye))                                   | 21. Apr. 2012              | —                                     |
| 653 | —   | —               | 毒と幻のデザイン（S） (Doku to Maboroshi no Dezain (S))                                       | 28. Apr. 2012              | —                                     |
| 654 | —   | —               | 毒と幻のデザイン（Poison） (Doku to Maboroshi no Dezain (Poison))                             | 5. Mai 2012                | —                                     |
| 655 | —   | —               | 毒と幻のデザイン（Illusion） (Doku to Maboroshi no Dezain (Illusion))                         | 12. Mai 2012               | —                                     |
| 656 | —   | —               | 博士の動画サイト（前編） (Hakase no Dōga Saito (Zenpen))                                      | 19. Mai 2012               | —                                     |
| 657 | —   | —               | 博士の動画サイト（後編） (Hakase no Dōga Saito (Kōhen))                                       | 26. Mai 2012               | —                                     |
| 658 | —   | —               | ショコラの熱い罠 (Shokora no Atsui Wana)                                                      | 2. Juni 2012               | —                                     |
| 659 | —   | —               | 初恋の共同捜査（前編） (Hatsukoi no Kyōdō Sōsa (Zenpen))                                      | 9. Juni 2012               | —                                     |
| 660 | —   | —               | 初恋の共同捜査（後編） (Hatsukoi no Kyōdō Sōsa (Kōhen))                                       | 16. Juni 2012              | —                                     |
| 661 | —   | —               | 小五郎さんはいい人（前編） (Kogorō-san wa Ii Hito (Zenpen))                                   | 23. Juni 2012              | —                                     |
| 662 | —   | —               | 小五郎さんはいい人（後編） (Kogorō-san wa Ii Hito (Kōhen))                                    | 30. Juni 2012              | —                                     |
| 663 | —   | —               | ミヤマクワガタを追え (Miyamakuwagata o Oe)                                                    | 7. Juli 2012               | —                                     |
| 664 | —   | —               | 名犬クールのお手柄２ (Meiken Kūru no Otegara 2)                                               | 14. Juli 2012              | —                                     |
| 665 | —   | —               | 疑惑のイニシャルＫ (Giwaku no Inisharu K)                                                     | 21. Juli 2012              | —                                     |
| 666 | —   | —               | 雨の夜の脅迫者 (Ame no Yoru no Kyōhaku-sha)                                                   | 28. Juli 2012              | —                                     |
| 667 | —   | —               | ウェディングイブ（前編） (Uedingu Ibu (Zenpen))                                               | 1. Sep. 2012               | —                                     |
| 668 | —   | —               | ウェディングイブ（後編） (Uedingu Ibu (Kōhen))                                                | 8. Sep. 2012               | —                                     |
| 669 | —   | —               | くらやみ塔の秘宝（前編） (Kurayami Tō no Hihō (Zenpen))                                       | 15. Sep. 2012              | —                                     |
| 670 | —   | —               | くらやみ塔の秘宝（後編） (Kurayami Tō no Hihō (Kōhen))                                        | 22. Sep. 2012              | —                                     |
| 671 | —   | —               | 探偵たちの夜想曲（事件） (Tantei-tachi no Yasōkyoku (Jiken))                                  | 6. Okt. 2012               | —                                     |
| 672 | —   | —               | 探偵たちの夜想曲（誘拐） (Tantei-tachi no Yasōkyoku (Yūkai))                                  | 13. Okt. 2012              | —                                     |
| 673 | —   | —               | 探偵たちの夜想曲（推理） (Tantei-tachi no Yasōkyoku (Suiri))                                  | 20. Okt. 2012              | —                                     |
| 674 | —   | —               | 探偵たちの夜想曲（バーボン） (Tantei-tachi no Yasōkyoku (Bābon))                              | 27. Okt. 2012              | —                                     |
| 675 | —   | —               | 1ミリも許さない（前編） (1 Miri mo Yurusanai (Zenpen))                                        | 10. Nov. 2012              | —                                     |
| 676 | —   | —               | 1ミリも許さない（後編） (1 Miri mo Yurusanai (Kōhen))                                         | 17. Nov. 2012              | —                                     |
| 677 | —   | —               | 足跡がない砂浜 (Ashiato ga Nai Sunahama)                                                      | 24. Nov. 2012              | —                                     |
| 678 | —   | —               | 長崎ミステリー劇場（幕末篇） (Nagasaki Misuterī Gekijō (Bakumatsu-hen))                       | 1. Dez. 2012               | —                                     |
| 679 | —   | —               | 長崎ミステリー劇場（現代篇） (Nagasaki Misuterī Gekijō (Gendai-hen))                          | 8. Dez. 2012               | —                                     |
| 680 | —   | —               | サボテン狂騒曲 (Saboten Kyōsō Kyoku)                                                          | 15. Dez. 2012              | —                                     |
| 681 | —   | —               | 命を賭けた恋愛中継（中継開始） (Inochi o Kaketa Ren'ai Chūkei (Chūkei Kaishi))                | 5. Jan. 2013               | —                                     |
| 682 | —   | —               | 命を賭けた恋愛中継（絶体絶命） (Inochi o Kaketa Ren'ai Chūkei (Zettai Zetsumei))              | 12. Jan. 2013              | —                                     |
| 683 | —   | —               | 命を賭けた恋愛中継（現場突入） (Inochi o Kaketa Ren'ai Chūkei (Genba Totsunyū))               | 19. Jan. 2013              | —                                     |
| 684 | —   | —               | 泡と湯気と煙（前編） (Awa to Yuge to Kemuri (Zenpen))                                         | 26. Jan. 2013              | —                                     |
| 685 | —   | —               | 泡と湯気と煙（後編） (Awa to Yuge to Kemuri (Kōhen))                                          | 2. Feb. 2013               | —                                     |
| 686 | —   | —               | 時限爆弾を乗せた車 (Jigen Bakudan o Noseta Kuruma)                                            | 9. Feb. 2013               | —                                     |
| 687 | —   | —               | 誰もとけない氷の罠 (Dare mo Tokenai Kōri no Wana)                                             | 16. Feb. 2013              | —                                     |
| 688 | —   | —               | 高木刑事3000万円拾う (Takagi-keiji 3000 Man-en Hirō)                                          | 23. Feb. 2013              | —                                     |
| 689 | —   | —               | 依頼人からのメッセージ (Irainin Kara no Messēji)                                              | 2. Mär. 2013               | —                                     |
| 690 | —   | —               | 工藤優作の未解決事件（前編） (Kudō Yūsaku no Mikaiketsu Jiken (Zenpen))                       | 9. Mär. 2013               | —                                     |
| 691 | —   | —               | 工藤優作の未解決事件（後編） (Kudō Yūsaku no Mikaiketsu Jiken (Kōhen))                        | 16. Mär. 2013              | —                                     |
| 692 | —   | —               | 隅田川夜桜ルート（前編） (Sumidagawa Yozakura Rūto (Zenpen))                                  | 23. Mär. 2013              | —                                     |
| 693 | —   | —               | 隅田川夜桜ルート（後編） (Sumidagawa Yozakura Rūto (Kōhen))                                   | 30. Mär. 2013              | —                                     |
| 694 | —   | —               | 消えた老舗の和菓子 (Kieta Shinise no Wagashi)                                                 | 20. Apr. 2013              | —                                     |
| 695 | —   | —               | 葡萄畑に薔薇の花 (Budōbatake ni Bara no Hana)                                                 | 27. Apr. 2013              | —                                     |
| 696 | —   | —               | 花壇あらしの陰謀 (Kadan Arashi no Inbō)                                                       | 4. Mai 2013                | —                                     |
| 697 | —   | —               | 女学園の窓 (On'na Gakuen no Mado)                                                             | 11. Mai 2013               | —                                     |
| 698 | —   | —               | まさか！ＵＦＯ墜落事件 (Masaka! UFO Tsuiraku Jiken)                                           | 18. Mai 2013               | —                                     |
| 699 | —   | —               | 灰原の秘密に迫る影（前編） (Haibara no Himitsu ni Semaru Kage (Zenpen))                       | 8. Juni 2013               | —                                     |
| 700 | —   | —               | 灰原の秘密に迫る影（後編） (Haibara no Himitsu ni Semaru Kage (Kōhen))                        | 15. Juni 2013              | —                                     |

## Episode 701–800
| Nr. | Nr. | Deutscher Titel | Originaltitel                                                                               | Erstausstrahlung Japan (J) | Deutschsprachige Erstausstrahlung (—) |
| J   | D   | Deutscher Titel | Originaltitel                                                                               | Erstausstrahlung Japan (J) | Deutschsprachige Erstausstrahlung (—) |
| --- | --- | --------------- | ------------------------------------------------------------------------------------------- | -------------------------- | ------------------------------------- |
| 701 | —   | —               | 漆黒の特急（発車） (Shikkoku no Misuterī Torein (Hassha))                                   | 13. Juli 2013              | —                                     |
| 702 | —   | —               | 漆黒の特急（隧道） (Shikkoku no Misuterī Torein (Zuidō))                                    | 20. Juli 2013              | —                                     |
| 703 | —   | —               | 漆黒の特急（交差） (Shikkoku no Misuterī Torein (Kōsa))                                     | 27. Juli 2013              | —                                     |
| 704 | —   | —               | 漆黒の特急（終点） (Shikkoku no Misuterī Torein (Shūten))                                   | 3. Aug. 2013               | —                                     |
| 705 | —   | —               | 密室にいるコナン (Misshitsu ni Iru Konan)                                                   | 10. Aug. 2013              | —                                     |
| 706 | —   | —               | 謎解きするバーボン (Nazotoki Suru Bābon)                                                    | 17. Aug. 2013              | —                                     |
| 707 | —   | —               | はめられた名探偵 (Hamerareta Meitantei)                                                     | 31. Aug. 2013              | —                                     |
| 708 | —   | —               | ゆっくり落ちた男 (Yukkuri Ochita Otoko)                                                     | 7. Sep. 2013               | —                                     |
| 709 | —   | —               | 未確認衝撃事件 (Mi Kakunin Shōgeki Jiken)                                                   | 14. Sep. 2013              | —                                     |
| 710 | —   | —               | みんなが見ていた（前編） (Min'na ga Mite Ita (Zenpen))                                      | 21. Sep. 2013              | —                                     |
| 711 | —   | —               | みんなが見ていた（後編） (Min'na ga Mite Ita (Kōhen))                                       | 28. Sep. 2013              | —                                     |
| 712 | —   | —               | 服部平次と吸血鬼館（一） (Hattori Heiji to Kyūketsuki Yakata (Ichi))                        | 5. Okt. 2013               | —                                     |
| 713 | —   | —               | 服部平次と吸血鬼館（二） (Hattori Heiji to Kyūketsuki Yakata (Ni))                          | 12. Okt. 2013              | —                                     |
| 714 | —   | —               | 服部平次と吸血鬼館（三） (Hattori Heiji to Kyūketsuki Yakata (San))                         | 19. Okt. 2013              | —                                     |
| 715 | —   | —               | 服部平次と吸血鬼館（四） (Hattori Heiji to Kyūketsuki Yakata (Yon))                         | 26. Okt. 2013              | —                                     |
| 716 | —   | —               | 能面屋敷に鬼が踊る（前編） (Nōmen Yashiki ni Oni ga Odoru (Zenpen))                         | 2. Nov. 2013               | —                                     |
| 717 | —   | —               | 能面屋敷に鬼が踊る（後編） (Nōmen Yashiki ni Oni ga Odoru (Kōhen))                          | 9. Nov. 2013               | —                                     |
| 718 | —   | —               | 悪魔の回路 (Akuma no Kairo)                                                                 | 16. Nov. 2013              | —                                     |
| 719 | —   | —               | プラチナチケット騒動記 (Purachina Chiketto Sōdō-ki)                                         | 23. Nov. 2013              | —                                     |
| 720 | —   | —               | 火と水のミステリーツアー（阿蘇編） (Hi to Mizu no Misuterī Tsuā (Aso-hen))                  | 30. Nov. 2013              | —                                     |
| 721 | —   | —               | 火と水のミステリーツアー（熊本編） (Hi to Mizu no Misuterī Tsuā (Kumamoto-hen))             | 7. Dez. 2013               | —                                     |
| 722 | —   | —               | 甘く冷たい宅配便（前編） (Amaku Tsumetai Takuhaibin (Zenpen))                               | 14. Dez. 2013              | —                                     |
| 723 | —   | —               | 甘く冷たい宅配便（後編） (Amaku Tsumetai Takuhaibin (Kōhen))                                | 21. Dez. 2013              | —                                     |
| 724 | —   | —               | 怪盗キッドと赤面の人魚（前編） (Kaitō Kiddo to Sekimen no Ningyo (Zenpen))                  | 4. Jan. 2014               | —                                     |
| 725 | —   | —               | 怪盗キッドと赤面の人魚（後編） (Kaitō Kiddo to Sekimen no Ningyo (Kōhen))                   | 11. Jan. 2014              | —                                     |
| 726 | —   | —               | 幸福メールは不幸を呼ぶ (Shiawase Mēru wa Fukō o Yobu)                                       | 18. Jan. 2014              | —                                     |
| 727 | —   | —               | 果実が詰まった宝箱（前編） (Kajitsu ga Tsumatta Takarabako (Zenpen))                        | 25. Jan. 2014              | —                                     |
| 728 | —   | —               | 果実が詰まった宝箱（後編） (Kajitsu ga Tsumatta Takarabako (Kōhen))                         | 1. Feb. 2014               | —                                     |
| 729 | —   | —               | ダイヤと絵画と大女優 (Daiya to Kaiga to Dai Joyū)                                           | 8. Feb. 2014               | —                                     |
| 730 | —   | —               | 完璧すぎたフィギュア (Kanpeki Sugita Figyua)                                                | 22. Feb. 2014              | —                                     |
| 731 | —   | —               | 現場の隣人は元カレ（前編） (Genba no Rinjin wa Moto Kare (Zenpen))                          | 1. Mär. 2014               | —                                     |
| 732 | —   | —               | 現場の隣人は元カレ（後編） (Genba no Rinjin wa Moto Kare (Kōhen))                           | 8. Mär. 2014               | —                                     |
| 733 | —   | —               | 披露宴と二つの銃声 (Hirōen to Futatsu no Jūsei)                                             | 22. Mär. 2014              | —                                     |
| 734 | —   | —               | ジョディの追憶とお花見の罠 (Jodi no Tsuioku to Ohanami no Wana)                             | 29. Mär. 2014              | —                                     |
| 735 | —   | —               | 暗号付きの招待状 (Angō-tsuki no Jōtaijō)                                                    | 19. Apr. 2014              | —                                     |
| 736 | —   | —               | 毛利小五郎像の秘密 (Mōri Kogorō-zō no Himitsu)                                              | 26. Apr. 2014              | —                                     |
| 737 | —   | —               | 疑惑の散歩道 (Giwaku no Sanpomichi)                                                         | 3. Mai 2014                | —                                     |
| 738 | —   | —               | 小五郎はBARにいる（前編） (Kogorō wa BAR ni Iru (Zenpen))                                   | 10. Mai 2014               | —                                     |
| 739 | —   | —               | 小五郎はBARにいる（後編） (Kogorō wa BAR ni Iru (Kōhen))                                    | 17. Mai 2014               | —                                     |
| 740 | —   | —               | 蘭も倒れたバスルーム（前編） (Ran mo Taoreta Basurūmu (Zenpen))                             | 31. Mai 2014               | —                                     |
| 741 | —   | —               | 蘭も倒れたバスルーム（後編） (Ran mo Taoreta Basurūmu (Kōhen))                              | 7. Juni 2014               | —                                     |
| 742 | —   | —               | Jリーガーとの約束 (J Rīgā to no Yakusoku)                                                   | 14. Juni 2014              | —                                     |
| 743 | —   | —               | 偶然は二度かさなる (Gūzen wa ni Tabikasanaru)                                               | 21. Juni 2014              | —                                     |
| 744 | —   | —               | 容疑者か京極真（前編） (Yōgisha ka Kyōgoku Makoto (Zenpen))                                 | 28. Juni 2014              | —                                     |
| 745 | —   | —               | 容疑者か京極真（後編） (Yōgisha ka Kyōgoku Makoto (Kōhen))                                  | 5. Juli 2014               | —                                     |
| 746 | —   | —               | 怪盗キッドVS京極真（前編） (Kaitō Kiddo VS Kyōgoku Makoto (Zenpen))                         | 19. Juli 2014              | —                                     |
| 747 | —   | —               | 怪盗キッドVS京極真（後編） (Kaitō Kiddo VS Kyōgoku Makoto (Kōhen))                          | 26. Juli 2014              | —                                     |
| 748 | —   | —               | 本庁の刑事恋物語（告白） (Honchō no Keiji Koi Monogatari (Kokuhaku))                        | 2. Aug. 2014               | —                                     |
| 749 | —   | —               | 本庁の刑事恋物語（真相） (Honchō no Keiji Koi Monogatari (Shinsō))                          | 9. Aug. 2014               | —                                     |
| 750 | —   | —               | 海に裏切られた男 (Umi ni Uragirareta Otoko)                                                 | 6. Sep. 2014               | —                                     |
| 751 | —   | —               | 招き三毛猫の事件（前編） (Maneki Mikeneko no Jiken (Zenpen))                                | 20. Sep. 2014              | —                                     |
| 752 | —   | —               | 招き三毛猫の事件（後編） (Maneki Mikeneko no Jiken (Kōhen))                                 | 27. Sep. 2014              | —                                     |
| 753 | —   | —               | シェアハウスの死角 (Shea Hausu no Shikaku)                                                  | 4. Okt. 2014               | —                                     |
| 754 | —   | —               | 赤い女の惨劇（湯煙） (Akai On'na no Sangeki (Yukemuri))                                     | 11. Okt. 2014              | —                                     |
| 755 | —   | —               | 赤い女の惨劇（悪霊） (Akai On'na no Sangeki (Akuryō))                                       | 18. Okt. 2014              | —                                     |
| 756 | —   | —               | 赤い女の惨劇（復讐） (Akai On'na no Sangeki (Fukushū))                                      | 25. Okt. 2014              | —                                     |
| 757 | —   | —               | 自首したお笑い芸人（前編） (Jishu Shita Owarai Geinin (Zenpen))                             | 1. Nov. 2014               | —                                     |
| 758 | —   | —               | 自首したお笑い芸人（後編） (Jishu Shita Owarai Geinin (Kōhen))                              | 8. Nov. 2014               | —                                     |
| 759 | —   | —               | 意外な結果の恋愛小説（前編） (Igai na Kekka no Renai Shōsetsu (Zenpen))                     | 22. Nov. 2014              | —                                     |
| 760 | —   | —               | 意外な結果の恋愛小説（後編） (Igai na Kekka no Renai Shōsetsu (Kōhen))                      | 29. Nov. 2014              | —                                     |
| 761 | —   | —               | 加賀百万石ミステリーツアー（金沢編） (Kaga Hyakumangoku Misuterī Tsuā (Kanazawa-hen))       | 6. Dez. 2014               | —                                     |
| 762 | —   | —               | 加賀百万石ミステリーツアー（加賀温泉編） (Kaga Hyakumangoku Misuterī Tsuā (Kaga Onsen-hen)) | 13. Dez. 2014              | —                                     |
| 763 | —   | —               | コナンと平次 恋の暗号（前編） (Konan to Heiji Koi no Angō (Zenpen))                         | 10. Jan. 2015              | —                                     |
| 764 | —   | —               | コナンと平次 恋の暗号（後編） (Konan to Heiji Koi no Angō (Kōhen))                          | 17. Jan. 2015              | —                                     |
| 765 | —   | —               | 堤無津川凧揚げ事件（前編） (Teimuzu-gawa Takoage Jiken (Zenpen))                            | 24. Jan. 2015              | —                                     |
| 766 | —   | —               | 堤無津川凧揚げ事件（後編） (Teimuzu-gawa Takoage Jiken (Kōhen))                             | 31. Jan. 2015              | —                                     |
| 767 | —   | —               | 吹雪に消えた恋人 (Fubuki ni Kieta Koibito)                                                  | 7. Feb. 2015               | —                                     |
| 768 | —   | —               | 灰原哀監禁事件 (Haibara Ai Kankin Jiken)                                                    | 21. Feb. 2015              | —                                     |
| 769 | —   | —               | 面倒な救急患者 (Mendōna Kyūkyū Kanja)                                                       | 28. Feb. 2015              | —                                     |
| 770 | —   | —               | ギスギスしたお茶会（前編） (Gisugisu Shita Ochakai (Zenpen))                                | 7. Mär. 2015               | —                                     |
| 771 | —   | —               | ギスギスしたお茶会（後編） (Gisugisu Shita Ochakai (Kōhen))                                 | 14. Mär. 2015              | —                                     |
| 772 | —   | —               | 工藤新一水族館事件（前編） (Kudō Shin'ichi Suizokukan Jiken (Zenpen))                       | 21. Mär. 2015              | —                                     |
| 773 | —   | —               | 工藤新一水族館事件（後編） (Kudō Shin'ichi Suizokukan Jiken (Kōhen))                        | 28. Mär. 2015              | —                                     |
| 774 | —   | —               | 消えたムンクの叫び (Kieta Munku no Sakebi)                                                  | 18. Apr. 2015              | —                                     |
| 775 | —   | —               | あやつられた名探偵（前編） (Ayatsurareta Meitantei (Zenpen))                                | 25. Apr. 2015              | —                                     |
| 776 | —   | —               | あやつられた名探偵（後編） (Ayatsurareta Meitantei (Kōhen))                                 | 2. Mai 2015                | —                                     |
| 777 | —   | —               | 少年探偵団VS老人探偵団 (Shōnen Tantei-dan VS Rōjin Tantei-dan)                              | 9. Mai 2015                | —                                     |
| 778 | —   | —               | 天使が消えた蜃気楼 (Tenshi ga Kieta Shinkirō)                                               | 16. Mai 2015               | —                                     |
| 779 | —   | —               | 緋色の序章 (Hiiro no Joshō)                                                                 | 30. Mai 2015               | —                                     |
| 780 | —   | —               | 緋色の追究 (Hiiro no Tsuikyū)                                                               | 6. Juni 2015               | —                                     |
| 781 | —   | —               | 緋色の交錯 (Hiiro no Kōsaku)                                                                | 13. Juni 2015              | —                                     |
| 782 | —   | —               | 緋色の帰還 (Hiiro no Kikan)                                                                 | 20. Juni 2015              | —                                     |
| 783 | —   | —               | 緋色の真相 (Hiiro no Shinsō)                                                                | 27. Juni 2015              | —                                     |
| 784 | —   | —               | 織り姫クラブへようこそ (Orihime Kurabu e Yōkoso)                                            | 11. Juli 2015              | —                                     |
| 785 | —   | —               | 太閤恋する名人戦（前編） (Taikō Koisuru Meijin-sen (Zenpen))                                | 18. Juli 2015              | —                                     |
| 786 | —   | —               | 太閤恋する名人戦（後編） (Taikō Koisuru Meijin-sen (Kōhen))                                 | 25. Juli 2015              | —                                     |
| 787 | —   | —               | 真夏のプールに沈む謎（前編） (Manatsu no Pūru ni Shizumu Nazo (Zenpen))                     | 1. Aug. 2015               | —                                     |
| 788 | —   | —               | 真夏のプールに沈む謎（後編） (Manatsu no Pūru ni Shizumu Nazo (Kōhen))                      | 8. Aug. 2015               | —                                     |
| 789 | —   | —               | 女王様の天気予報 (Joō-sama no Tenkeyohō)                                                    | 15. Aug. 2015              | —                                     |
| 790 | —   | —               | 米花ポン 出血大サービス (Beika Pon Shukketsu Dai Sābisu)                                    | 5. Sep. 2015               | —                                     |
| 791 | —   | —               | 高木刑事、手錠で逃走 (Takagi-keiji, Tejō de Tōsō)                                           | 12. Sep. 2015              | —                                     |
| 792 | —   | —               | 三人の第一発見者（前編） (San'nin no Daiichihakkensha (Zenpen))                             | 19. Sep. 2015              | —                                     |
| 793 | —   | —               | 三人の第一発見者（後編） (San'nin no Daiichihakkensha (Kōhen))                              | 26. Sep. 2015              | —                                     |
| 794 | —   | —               | ボティーガード毛利小五郎 (Botīgādo Mōri Kogorō)                                             | 3. Okt. 2015               | —                                     |
| 795 | —   | —               | 若奥様が消えた秘密 (Waka Okusama ga Kieta Himitsu)                                          | 10. Okt. 2015              | —                                     |
| 796 | —   | —               | おしどり夫婦の策略 (Oshidorifūfu no Sakuryaku)                                              | 17. Okt. 2015              | —                                     |
| 797 | —   | —               | 夢見る乙女の迷推理 (Yumemiru Otome no Meisuiri)                                             | 24. Okt. 2015              | —                                     |
| 798 | —   | —               | 動く標的 (Ugoku Hyōteki)                                                                    | 7. Nov. 2015               | —                                     |
| 799 | —   | —               | 探偵団の密室推理合戦 (Tantei-dan no Misshitsu Suiri Gassen)                                 | 14. Nov. 2015              | —                                     |
| 800 | —   | —               | 1億円を追いかけろ (1 Oku-en o Oikakero)                                                     | 21. Nov. 2015              | —                                     |

## Episode 801–900
| Nr. | Nr. | Deutscher Titel | Originaltitel                                                                                      | Erstausstrahlung Japan (J) | Deutschsprachige Erstausstrahlung (—) |
| J   | D   | Deutscher Titel | Originaltitel                                                                                      | Erstausstrahlung Japan (J) | Deutschsprachige Erstausstrahlung (—) |
| --- | --- | --------------- | -------------------------------------------------------------------------------------------------- | -------------------------- | ------------------------------------- |
| 801 | —   | —               | 鳥取砂丘ミステリーツアー（倉吉編） (Tottori Sakyū Misuterī Tsuā (Kurayoshi-hen))                   | 28. Nov. 2015              | —                                     |
| 802 | —   | —               | 鳥取砂丘ミステリーツアー（鳥取編） (Tottori Sakyū Misuterī Tsuā (Tottori-hen))                     | 5. Dez. 2015               | —                                     |
| 803 | —   | —               | 火の用心の落とし穴 (Hi-no-Yōjin no Otoshiana)                                                      | 12. Dez. 2015              | —                                     |
| 804 | —   | —               | コナンと海老蔵 歌舞伎十八番ミステリー（前編） (Konan to Ebizō Kabuki Jūhachiban Misuterī (Zenpen)) | 9. Jan. 2016               | —                                     |
| 805 | —   | —               | コナンと海老蔵 歌舞伎十八番ミステリー（後編） (Konan to Ebizō Kabuki Jūhachiban Misuterī (Kōhen))  | 16. Jan. 2016              | —                                     |
| 806 | —   | —               | 腹話術師の錯覚（前編） (Fukuwajutsu-shi no Sakkaku (Zenpen))                                       | 30. Jan. 2016              | —                                     |
| 807 | —   | —               | 腹話術師の錯覚（後編） (Fukuwajutsu-shi no Sakkaku (Kōhen))                                        | 6. Feb. 2016               | —                                     |
| 808 | —   | —               | かまいたちの宿（前編） (Kamai-tachi no Yado (Zenpen))                                              | 13. Feb. 2016              | —                                     |
| 809 | —   | —               | かまいたちの宿（後編） (Kamai-tachi no Yado (Kōhen))                                               | 20. Feb. 2016              | —                                     |
| 810 | —   | —               | 県警の黒い闇（前編） (Kenkei no Kuroi Yami (Zenpen))                                               | 27. Feb. 2016              | —                                     |
| 811 | —   | —               | 県警の黒い闇（中編） (Kenkei no Kuroi Yami (Chūhen))                                               | 5. Mär. 2016               | —                                     |
| 812 | —   | —               | 県警の黒い闇（後編） (Kenkei no Kuroi Yami (Kōhen))                                                | 12. Mär. 2016              | —                                     |
| 813 | —   | —               | 安室に忍び寄る影 (Amuro ni Shinobiyoru Kage)                                                       | 16. Apr. 2016              | —                                     |
| 814 | —   | —               | ブログ女優の密室事件（前編） (Burogu Joyū no Misshitsu Jiken (Zenpen))                             | 23. Apr. 2016              | —                                     |
| 815 | —   | —               | ブログ女優の密室事件（後編） (Burogu Joyū no Misshitsu Jiken (Kōhen))                              | 30. Apr. 2016              | —                                     |
| 816 | —   | —               | 残念でやさしい宇宙人 (Zan'nende Yasashī Uchūbito)                                                  | 7. Mai 2016                | —                                     |
| 817 | —   | —               | 消えたフイアンセ (Kieta Fuianse)                                                                   | 14. Mai 2016               | —                                     |
| 818 | —   | —               | 小五郎、怒りの大追跡（前編） (Kogorō, Ikari no Dai Tsuiseki (Zenpen))                              | 21. Mai 2016               | —                                     |
| 819 | —   | —               | 小五郎、怒りの大追跡（後編） (Kogorō, Ikari no Dai Tsuiseki (Kōhen))                               | 28. Mai 2016               | —                                     |
| 820 | —   | —               | 待合室の7人 (Machiaishitsu no 7-ri)                                                                | 4. Juni 2016               | —                                     |
| 821 | —   | —               | 米国寺が隠す秘密 (Beikoku Tera ga Kakusu Himitsu)                                                  | 11. Juni 2016              | —                                     |
| 822 | —   | —               | 容疑者は熱愛カップル（前編） (Yōgisha wa Netsuai Kappuru (Zenpen))                                 | 18. Juni 2016              | —                                     |
| 823 | —   | —               | 容疑者は熱愛カップル（後編） (Yōgisha wa Netsuai Kappuru (Kōhen))                                  | 25. Juni 2016              | —                                     |
| 824 | —   | —               | 少年探偵団の雨宿り (Shōnen Tantei-dan no Amayadori)                                                | 9. Juli 2016               | —                                     |
| 825 | —   | —               | 潮入り公園逆転事件 (Shio-iri Kōen Gyakuten Jiken)                                                  | 16. Juli 2016              | —                                     |
| 826 | —   | —               | 美女とウソと秘密 (Bijo to Uso to Himitsu)                                                          | 23. Juli 2016              | —                                     |
| 827 | —   | —               | 死ぬほど美味いラーメン2（前編） (Shinu Hodo Umai Rāmen 2 (Zenpen))                                 | 30. Juli 2016              | —                                     |
| 828 | —   | —               | 死ぬほど美味いラーメン2（後編） (Shinu Hodo Umai Rāmen 2 (Kōhen))                                  | 6. Aug. 2016               | —                                     |
| 829 | —   | —               | 不思議な少年 (Fushigi na Shōnen)                                                                   | 13. Aug. 2016              | —                                     |
| 830 | —   | —               | ゾンビが囲む別荘（前編） (Zonbi ga Kakomu Bessō (Zenpen))                                          | 3. Sep. 2016               | —                                     |
| 831 | —   | —               | ゾンビが囲む別荘（中編） (Zonbi ga Kakomu Bessō (Chūhen))                                          | 10. Sep. 2016              | —                                     |
| 832 | —   | —               | ゾンビが囲む別荘（後編） (Zonbi ga Kakomu Bessō (Kōhen))                                           | 17. Sep. 2016              | —                                     |
| 833 | —   | —               | 名探偵に弱点あり (Meitantei ni Jakuten Ari)                                                        | 24. Sep. 2016              | —                                     |
| 834 | —   | —               | 二度死んだ男（前編） (Ni-do Shinda Otoko (Zenpen))                                                 | 1. Okt. 2016               | —                                     |
| 835 | —   | —               | 二度死んだ男（後編） (Ni-do Shinda Otoko (Kōhen))                                                  | 8. Okt. 2016               | —                                     |
| 836 | —   | —               | 仲の悪いガールズバンド（前編） (Naka no Warui Gāruzu Bando (Zenpen))                               | 15. Okt. 2016              | —                                     |
| 837 | —   | —               | 仲の悪いガールズバンド（後編） (Naka no Warui Gāruzu Bando (Kōhen))                                | 22. Okt. 2016              | —                                     |
| 838 | —   | —               | ふんわり気球で怪事件 (Funwari Kikyū de Kaijiken)                                                   | 5. Nov. 2016               | —                                     |
| 839 | —   | —               | 天狗の声が聞こえる (Tengu no Koe ga Kikoeru)                                                       | 12. Nov. 2016              | —                                     |
| 840 | —   | —               | 最後の贈り物 (Saigo no Okurimono)                                                                  | 19. Nov. 2016              | —                                     |
| 841 | —   | —               | 雨のバス停 (Ame no Basusutoppu)                                                                    | 26. Nov. 2016              | —                                     |
| 842 | —   | —               | ドライブデートの別れ道 (Doraibu Dēto no Wakaremichi)                                               | 10. Dez. 2016              | —                                     |
| 843 | —   | —               | 探偵団はヤブの中（前編） (Tantei-dan wa Yabu no Naka (Zenpen))                                     | 17. Dez. 2016              | —                                     |
| 844 | —   | —               | 探偵団はヤブの中（後編） (Tantei-dan wa Yabu no Naka (Kōhen))                                      | 24. Dez. 2016              | —                                     |
| 845 | —   | —               | 絶体絶命暗闇のコナン（前編） (Zettai Zetsumei Kurayami no Konan (Zenpen))                          | 7. Jan. 2017               | —                                     |
| 846 | —   | —               | 絶体絶命暗闇のコナン（後編） (Zettai Zetsumei Kurayami no Konan (Kōhen))                           | 14. Jan. 2017              | —                                     |
| 847 | —   | —               | 千葉のUFO難事件（前編） (Chiba no UFO Nanjiken (Zenpen))                                           | 28. Jan. 2017              | —                                     |
| 848 | —   | —               | 千葉のUFO難事件（後編） (Chiba no UFO Nanjiken (Kōhen))                                            | 4. Feb. 2017               | —                                     |
| 849 | —   | —               | 婚姻届けのパスワード（前編） (Kon'in-todoke no Pasuwādo (Zenpen))                                  | 11. Feb. 2017              | —                                     |
| 850 | —   | —               | 婚姻届けのパスワード（後編） (Kon'in-todoke no Pasuwādo (Kōhen))                                   | 18. Feb. 2017              | —                                     |
| 851 | —   | —               | 恋の地獄めぐりツアー（別府編） (Koi no Jigoku Mekuri Tsuā (Beppu-hen))                             | 4. Mär. 2017               | —                                     |
| 852 | —   | —               | 恋の地獄めくりツアー（大分編） (Koi no Jigoku Mekuri Tsuā (Ōita-hen))                              | 11. Mär. 2017              | —                                     |
| 853 | —   | —               | サクラ組の思い出（蘭GIRL） (Sakura-gumi no Omoide (Ran GIRL))                                      | 18. Mär. 2017              | —                                     |
| 854 | —   | —               | サクラ組の思い出（新一BOY） (Sakura-gumi no Omoide (Shin'ichi BOY))                                | 25. Mär. 2017              | —                                     |
| 855 | —   | —               | 消えた黒帯の謎 (Kieta Kuroobi no Nazo)                                                             | 15. Apr. 2017              | —                                     |
| 856 | —   | —               | セレブ夫婦の秘密 (Serebu Fūfu no Himitsu)                                                          | 22. Apr. 2017              | —                                     |
| 857 | —   | —               | 米花町二転三転ミステリー（前編） (Beika-chō Nitensanten Misuterī (Zenpen))                         | 29. Apr. 2017              | —                                     |
| 858 | —   | —               | 米花町二転三転ミステリー（後編） (Beika-chō Nitensanten Misuterī (Kōhen))                          | 6. Mai 2017                | —                                     |
| 859 | —   | —               | 暗闇の山岳ルート (Kurayami no Sangaku Rūto)                                                        | 13. Mai 2017               | —                                     |
| 860 | —   | —               | 防犯システムの落とし穴 (Bōhan Shisutemu no Otoshiana)                                              | 20. Mai 2017               | —                                     |
| 861 | —   | —               | 17年前と同じ現場（前編） (17-Nen Mae to Onaji Genba (Zenpen))                                      | 3. Juni 2017               | —                                     |
| 862 | —   | —               | 17年前と同じ現場（後編） (17-Nen Mae to Onaji Genba (Kōhen))                                       | 10. Juni 2017              | —                                     |
| 863 | —   | —               | 霊魂探偵殺害事件（前編） (Reikon Tantei Satsugai Jiken (Zenpen))                                   | 17. Juni 2017              | —                                     |
| 864 | —   | —               | 霊魂探偵殺害事件（後編） (Reikon Tantei Satsugai Jiken (Köhen))                                    | 24. Juni 2017              | —                                     |
| 865 | —   | —               | 口の悪い九官鳥 (Kuchi no Warui Kyūkanchō)                                                          | 8. Juli 2017               | —                                     |
| 866 | —   | —               | 裏切りのステージ（前編） (Uragiri no Sutēji (Zenpen))                                              | 15. Juli 2017              | —                                     |
| 867 | —   | —               | 裏切りのステージ（後編） (Uragiri no Sutēji (Kōhen))                                               | 22. Juli 2017              | —                                     |
| 868 | —   | —               | 汽笛の聞こえる古書店 (Kiteki no Kikoeru Kosho-ten)                                                 | 29. Juli 2017              | —                                     |
| 869 | —   | —               | 断崖に消えたコナン（前編） (Dangai ni Kieta Konan (Zenpen))                                        | 5. Aug. 2017               | —                                     |
| 870 | —   | —               | 断崖に消えたコナン（後編） (Dangai ni Kieta Konan (Kōhen))                                         | 12. Aug. 2017              | —                                     |
| 871 | —   | —               | ノブナガ四五〇事件 (Nobunaga Yon-Gō-Maru Jiken)                                                    | 2. Sep. 2017               | —                                     |
| 872 | —   | —               | コナンと平次の鵺伝説（鳴声編） (Konan to Heiji no Nue Densetsu (Nakigoe-hen))                      | 9. Sep. 2017               | —                                     |
| 873 | —   | —               | コナンと平次の鵺伝説（爪跡編） (Konan to Heiji no Nue Densetsu (Tsumeato-hen))                     | 16. Sep. 2017              | —                                     |
| 874 | —   | —               | コナンと平次の鵺伝説（解決編） (Konan to Heiji no Nue Densetsu (Kaiketsu-hen))                     | 23. Sep. 2017              | —                                     |
| 875 | —   | —               | 不思議な予知仏像 (Fushigi na Yochi Butsuzō)                                                        | 30. Sep. 2017              | —                                     |
| 876 | —   | —               | 機械じかけの目撃者 (Kikaijikake no Mokugeki-sha)                                                   | 7. Okt. 2017               | —                                     |
| 877 | —   | —               | 交差する運命の二人 (Kōsa Suru Unmei no Futari)                                                     | 14. Okt. 2017              | —                                     |
| 878 | —   | —               | 試着室の死角（前編） (Shichakushitsu no Shikaku (Zenpen))                                          | 28. Okt. 2017              | —                                     |
| 879 | —   | —               | 試着室の死角（後編） (Shichakushitsu no Shikaku (Kōhen))                                           | 4. Nov. 2017               | —                                     |
| 880 | —   | —               | 探偵団と幽霊館 (Tantei-dan to Yūrei-kan)                                                           | 11. Nov. 2017              | —                                     |
| 881 | —   | —               | さざ波の魔法使い（前編） (Sazanami no Mahōtsukai (Zenpen))                                         | 18. Nov. 2017              | —                                     |
| 882 | —   | —               | さざ波の魔法使い（後編） (Sazanami no Mahōtsukai (Kōhen))                                          | 25. Nov. 2017              | —                                     |
| 883 | —   | —               | 絵本から飛び出す爆弾魔（前編） (Ehon Kara Tobidasu Bakudan-ma (Zenpen))                            | 2. Dez. 2017               | —                                     |
| 884 | —   | —               | 絵本から飛び出す爆弾魔（後編） (Ehon Kara Tobidasu Bakudan-ma (Kōhen))                             | 9. Dez. 2017               | —                                     |
| 885 | —   | —               | 謎解きは喫茶ポアロで（前編） (Nazotoki wa Kissa Poaro de (Zenpen))                                 | 16. Dez. 2017              | —                                     |
| 886 | —   | —               | 謎解きは喫茶ポアロで（後編） (Nazotoki wa Kissa Poaro de (Kōhen))                                  | 23. Dez. 2017              | —                                     |
| 887 | —   | —               | 怪盗キッドの絡繰箱（前編） (Kaitō Kiddo no Karakuri-bako (Zenpen))                                 | 6. Jan. 2018               | —                                     |
| 888 | —   | —               | 怪盗キッドの絡繰箱（後編） (Kaitō Kiddo no Karakuri-bako (Kōhen))                                  | 13. Jan. 2018              | —                                     |
| 889 | —   | —               | 新任教頭の骸骨事件（前編） (Shin'nin Kyōshi no Gaikotsu Jiken (Zenpen))                            | 20. Jan. 2018              | —                                     |
| 890 | —   | —               | 新任教頭の骸骨事件（後編） (Shin'nin Kyōshi no Gaikotsu Jiken (Kōhen))                             | 27. Jan. 2018              | —                                     |
| 891 | —   | —               | 幕末維新ミステリーツア（山口編） (Bakumatsu Ishin Misuterī Tsua (Yamaguchi-hen))                   | 3. Feb. 2018               | —                                     |
| 892 | —   | —               | 幕末維新ミステリーツア（萩編） (Bakumatsu Ishin Misuterī Tsua (Hagi-hen))                          | 10. Feb. 2018              | —                                     |
| 893 | —   | —               | 星付きレストランの謎 (Hoshi-tsuki Resutoran no Nazo)                                               | 24. Feb. 2018              | —                                     |
| 894 | —   | —               | となりの江戸前推理ショー（前編） (Tonari no Edomae Suiri Shō (Zenpen))                             | 3. Mär. 2018               | —                                     |
| 895 | —   | —               | となりの江戸前推理ショー（後編） (Tonari no Edomae Suiri Shō (Kōhen))                              | 10. Mär. 2018              | —                                     |
| 896 | —   | —               | 白い手の女（前編） (Shiroi Te no On'na (Zenpen))                                                   | 17. Mär. 2018              | —                                     |
| 897 | —   | —               | 白い手の女（後編） (Shiroi Te no On'na (Kōhen))                                                    | 24. Mär. 2018              | —                                     |
| 898 | —   | —               | ケーキが溶けた！ (Kēki ga Toketa!)                                                                 | 7. Apr. 2018               | —                                     |
| 899 | —   | —               | 真犯人の叫び声 (Shinhan'nin no Sakebigoe)                                                          | 28. Apr. 2018              | —                                     |
| 900 | —   | —               | 密室の謎解きショウ (Misshitsu no Nazotoki Shō)                                                     | 5. Mai 2018                | —                                     |

## Episode 901–1000
| Nr.  | Nr. | Deutscher Titel | Originaltitel                                                                                             | Erstausstrahlung Japan (J) | Deutschsprachige Erstausstrahlung (—) |
| J    | D   | Deutscher Titel | Originaltitel                                                                                             | Erstausstrahlung Japan (J) | Deutschsprachige Erstausstrahlung (—) |
| ---- | --- | --------------- | --- | -------------------------- | ------------------------------------- |
| 901  | —   | —               | 妃弁護士SOS（前編） (Kisaki-bengoshi SOS (Zenpen))                                                        | 12. Mai 2018               | —                                     |
| 902  | —   | —               | 妃弁護士SOS（後編） (Kisaki-bengoshi SOS (Kōhen))                                                         | 19. Mai 2018               | —                                     |
| 903  | —   | —               | 似た者同士が犬猿の仲 (Nitamono Dōshi ga Ken'en no Naka)                                                   | 26. Mai 2018               | —                                     |
| 904  | —   | —               | 相討ちの果て (Aiuchi no Hate)                                                                             | 16. Juni 2018              | —                                     |
| 905  | —   | —               | 七年後の目撃証言（前編） (Nana-nen go no Mokugeki Shōgen (Zenpen))                                        | 23. Juni 2018              | —                                     |
| 906  | —   | —               | 七年後の目撃証言（後編） (Nana-nen go no Mokugeki Shōgen (Kōhen))                                         | 30. Juni 2018              | —                                     |
| 907  | —   | —               | Jリーグの用心棒 (J Rīgu no Yōjinbō)                                                                       | 14. Juli 2018              | —                                     |
| 908  | —   | —               | 川床に流れた友情 (Kawadoko ni Nagareta Yūjō)                                                              | 21. Juli 2018              | —                                     |
| 909  | —   | —               | 燃えるテントの怪（前編） (Moeru Tento no Kai (Zenpen))                                                    | 28. Juli 2018              | —                                     |
| 910  | —   | —               | 燃えるテントの怪（後編） (Moeru Tento no Kai (Kōhen))                                                     | 4. Aug. 2018               | —                                     |
| 911  | —   | —               | 目暮警部からの依頼 (Megure-keibu kara no Irai)                                                            | 1. Sep. 2018               | —                                     |
| 912  | —   | —               | モデルになった探偵団 (Moderu ni Natta Tantei-dan)                                                         | 8. Sep. 2018               | —                                     |
| 913  | —   | —               | 連れ去られたコナン（前編） (Tsuresarareta Konan (Zenpen))                                                 | 15. Sep. 2018              | —                                     |
| 914  | —   | —               | 連れ去られたコナン（後編） (Tsuresarareta Konan (Kōhen))                                                  | 22. Sep. 2018              | —                                     |
| 915  | —   | —               | JK探偵鈴木園子 (JK Tantei Suzuki Sonoko)                                                                  | 29. Sep. 2018              | —                                     |
| 916  | —   | —               | 恋と推理の剣道大会（前編） (Koi to Suiri no Kendō Taikai (Zenpen))                                        | 6. Okt. 2018               | —                                     |
| 917  | —   | —               | 恋と推理の剣道大会（後編） (Koi to Suiri no Kendō Taikai (Kōhen))                                         | 13. Okt. 2018              | —                                     |
| 918  | —   | —               | ミニパトポリス大追跡 (Mini Pato Porisu Dai Tsuiseki)                                                      | 27. Okt. 2018              | —                                     |
| 919  | —   | —               | JKトリオ秘密のカフェ（前編） (JK Torio Himitsu no Kafe (Zenpen))                                          | 3. Nov. 2018               | —                                     |
| 920  | —   | —               | JKトリオ秘密のカフェ（後編） (JK Torio Himitsu no Kafe (Kōhen))                                           | 10. Nov. 2018              | —                                     |
| 921  | —   | —               | 殺意のあいのり (Satsui no Ainori)                                                                         | 17. Nov. 2018              | —                                     |
| 922  | —   | —               | 消えた少年探偵団 (Kieta Shōnen Tantei-dan)                                                                | 24. Nov. 2018              | —                                     |
| 923  | —   | —               | コナンのいない日 (Konan no Inai Hi)                                                                       | 1. Dez. 2018               | —                                     |
| 924  | —   | —               | みかん畑に陽は沈む (Mikanhatake ni Hi wa Shizumu)                                                         | 8. Dez. 2018               | —                                     |
| 925  | —   | —               | 心のこもったストラップ（前編） (Kokoro no Komotta Sutorappu (Zenpen))                                     | 15. Dez. 2018              | —                                     |
| 926  | —   | —               | 心のこもったストラップ（後編） (Kokoro no Komotta Sutorappu (Kōhen))                                      | 22. Dez. 2018              | —                                     |
| 927  | —   | —               | 紅の修学旅行（鮮紅編） (Kurenai no Shūgakuryokō (Senkō-hen))                                              | 5. Jan. 2019               | —                                     |
| 928  | —   | —               | 紅の修学旅行（恋紅編） (Kurenai no Shūgakuryokō (Koikurenai-hen))                                         | 12. Jan. 2019              | —                                     |
| 929  | —   | —               | 窓辺にたたずむ女（前編） (Madobe ni Tatazumu On'na (Zenpen))                                              | 2. Feb. 2019               | —                                     |
| 930  | —   | —               | 窓辺にたたずむ女（後編） (Madobe ni Tatazumu On'na (Kōhen))                                               | 9. Feb. 2019               | —                                     |
| 931  | —   | —               | 北九州光と海の道ミステリーツア（門司編） (Kitakyūshū Hikari to Uminomichi Misuterī Tsua (Moji-hen))       | 16. Feb. 2019              | —                                     |
| 932  | —   | —               | 北九州光と海の道ミステリーツア（告らーへん） (Kitakyūshū Hikari to Uminomichi Misuterī Tsuā (Kokura-hen)) | 23. Feb. 2019              | —                                     |
| 933  | —   | —               | サラブレッド誘拐事件（前編） (Sarabureddo Yūkai Jiken (Zenpen))                                           | 9. Mär. 2019               | —                                     |
| 934  | —   | —               | サラブレッド誘拐事件（後編） (Sarabureddo Yūkai Jiken (Kōhen))                                            | 16. Mär. 2019              | —                                     |
| 935  | —   | —               | 占い師と三人の客 (Uranaishi to San'nin no Kyaku)                                                          | 23. Mär. 2019              | —                                     |
| 936  | —   | —               | フードコートの陰謀 (Fūdo Kōto no Inbō)                                                                    | 13. Apr. 2019              | —                                     |
| 937  | —   | —               | 巨人タロスの必殺拳（前編） (Kyojin Tarosu no Hissatsu Ken (Zenpen))                                       | 20. Apr. 2019              | —                                     |
| 938  | —   | —               | 巨人タロスの必殺拳（後編） (Kyojin Tarosu no Hissatsu Ken (Kōhen))                                        | 27. Apr. 2019              | —                                     |
| 939  | —   | —               | 危ない化石採集 (Abunai Kaseki Saishū)                                                                     | 4. Mai 2019                | —                                     |
| 940  | —   | —               | 姿を消した恋人 (Sugata o Keshita Koibito)                                                                 | 11. Mai 2019               | —                                     |
| 941  | —   | —               | マリアちゃんを探せ！（前編） (Maria-chan o Sagase! (Zenpen))                                              | 1. Juni 2019               | —                                     |
| 942  | —   | —               | マリアちゃんを探せ！（後編） (Maria-chan o Sagase! (Kōhen))                                               | 8. Juni 2019               | —                                     |
| 943  | —   | —               | 東京婆ールズコレクション (Tōkyō Babāruzu Korekushon)                                                      | 15. Juni 2019              | —                                     |
| 944  | —   | —               | いいね。の代償（前編） (Īne. No Daishō (Zenpen))                                                          | 22. Juni 2019              | —                                     |
| 945  | —   | —               | いいね。の代償（後編） (Īne. No Daishō (Kōhen))                                                           | 29. Juni 2019              | —                                     |
| 946  | —   | —               | 呪いの宝石ボルジアの涙（前編） (Noroi no Hōseki Borujia no Namida (Zenpen))                               | 13. Juli 2019              | —                                     |
| 947  | —   | —               | 呪いの宝石ボルジアの涙（後編） (Noroi no Hōseki Borujia no Namida (Kōhen))                                | 20. Juli 2019              | —                                     |
| 948  | —   | —               | 恐竜につぶされた男 (Kyōryū ni Tsubusareta Otoko)                                                          | 27. Juli 2019              | —                                     |
| 949  | —   | —               | ラジオお悩み相談（挑戦編） (Rajio o Nayami Sōdan (Chōsen-hen))                                            | 3. Aug. 2019               | —                                     |
| 950  | —   | —               | ラジオお悩み相談（謎解き編） (Rajio o Nayami Sōdan (Nazotoki-hen))                                        | 10. Aug. 2019              | —                                     |
| 951  | —   | —               | 汽笛の聞こえる古書店2 (Kiteki no Kikoeru Kosho-ten 2)                                                     | 17. Aug. 2019              | —                                     |
| 952  | —   | —               | 迷宮カクテル（前編） (Meikyū Kakuteru (Zenpen))                                                           | 31. Aug. 2019              | —                                     |
| 953  | —   | —               | 迷宮カクテル（中編） (Meikyū Kakuteru (Chūhen))                                                           | 7. Sep. 2019               | —                                     |
| 954  | —   | —               | 迷宮カクテル（後編） (Meikyū Kakuteru (Kōhen))                                                            | 14. Sep. 2019              | —                                     |
| 955  | —   | —               | 昆虫人間のヒミツ (Konchūningen no Himitsu)                                                                | 28. Sep. 2019              | —                                     |
| 956  | —   | —               | 謎解き水上バス（前編） (Nazotoki Suijō Basu (Zenpen))                                                     | 12. Okt. 2019              | —                                     |
| 957  | —   | —               | 謎解き水上バス（後編） (Nazotoki Suijō Basu (Kōhen))                                                      | 19. Okt. 2019              | —                                     |
| 958  | —   | —               | プードルと散弾銃（前編） (Pūdoru to Sandanjū (Zenpen))                                                    | 9. Nov. 2019               | —                                     |
| 959  | —   | —               | プードルと散弾銃（後編） (Pūdoru to Sandanjū (Kōhen))                                                     | 16. Nov. 2019              | —                                     |
| 960  | —   | —               | 未亡人と探偵団 (Mibōjin to Tantei-dan)                                                                    | 23. Nov. 2019              | —                                     |
| 961  | —   | —               | グランピング怪事件 (Guranpingu Kai Jiken)                                                                 | 30. Nov. 2019              | —                                     |
| 962  | —   | —               | 毛利小五郎大講演会（前編） (Mōri Kogorō Dai Kōen-kai (Zenpen))                                            | 7. Dez. 2019               | —                                     |
| 963  | —   | —               | 毛利小五郎大講演会（中編） (Mōri Kogorō Dai Kōen-kai (Chūhen))                                            | 14. Dez. 2019              | —                                     |
| 964  | —   | —               | 毛利小五郎大講演会（後編） (Mōri Kogorō Dai Kōen-kai (Kōhen))                                             | 21. Dez. 2019              | —                                     |
| 965  | —   | —               | 大怪獣ゴメラVS仮面ヤイバー（序） (Dai Kaijū Gomera VS Kamen Yaibā (Jo))                                   | 4. Jan. 2020               | —                                     |
| 966  | —   | —               | 大怪獣ゴメラVS仮面ヤイバー（破） (Dai Kaijū Gomera VS Kamen Yaibā (Yabu))                                 | 11. Jan. 2020              | —                                     |
| 967  | —   | —               | 大怪獣ゴメラVS仮面ヤイバー（急） (Dai Kaijū Gomera VS Kamen Yaibā (Kyū))                                  | 18. Jan. 2020              | —                                     |
| 968  | —   | —               | 大怪獣ゴメラVS仮面ヤイバー（結） (Dai Kaijū Gomera VS Kamen Yaibā (Ketsu))                                | 25. Jan. 2020              | —                                     |
| 969  | —   | —               | 加賀令嬢ミステリーツアー（前編） (Kaga Reijō Misuterī Tsuā (Zenpen))                                      | 15. Feb. 2020              | —                                     |
| 970  | —   | —               | 加賀令嬢ミステリーツアー（後編） (Kaga Reijō Misuterī Tsuā (Kōhen))                                       | 22. Feb. 2020              | —                                     |
| 971  | —   | —               | 標的は警視庁交通部（一） (Hyōteki wa Keishichō Kōtsū-bu (Ichi))                                           | 7. Mär. 2020               | —                                     |
| 972  | —   | —               | 標的は警視庁交通部（二） (Hyōteki wa Keishichō Kōtsū-bu (Ni))                                             | 14. Mär. 2020              | —                                     |
| 973  | —   | —               | 標的は警視庁交通部（三） (Hyōteki wa Keishichō Kōtsū-bu (San))                                            | 21. Mär. 2020              | —                                     |
| 974  | —   | —               | 標的は警視庁交通部（四） (Hyōteki wa Keishichō Kōtsū-bu (Yon))                                            | 28. Mär. 2020              | —                                     |
| 975  | —   | —               | 妻探しの秘密 (Tsuma Sagashi no Himitsu)                                                                   | 4. Juli 2020               | —                                     |
| 976  | —   | —               | 追跡！探偵タクシー (Tsuiseki! Tantei Takushī)                                                             | 18. Juli 2020              | —                                     |
| 977  | —   | —               | 割れた金魚鉢 (Wareta Kingyobachi)                                                                         | 1. Aug. 2020               | —                                     |
| 978  | —   | —               | 対岸の事件 (Taigan no Jiken)                                                                              | 15. Aug. 2020              | —                                     |
| 979  | —   | —               | 探偵を引きずり回す (Tantei o Hikizurimawasu)                                                              | 29. Aug. 2020              | —                                     |
| 980  | —   | —               | 完全犯罪のススメ (Kanzen Hanzai no Susume)                                                                | 5. Sep. 2020               | —                                     |
| 981  | —   | —               | 坊っちゃん亭へようこそ（前編） (Botchan-tei e Yōkoso (Zenpen))                                            | 19. Sep. 2020              | —                                     |
| 982  | —   | —               | 坊っちゃん亭へようこそ（後編） (Botchan-tei e Yōkoso (Kōhen))                                             | 26. Sep. 2020              | —                                     |
| 983  | —   | —               | キッドVS高明狙われた唇（前編） (Kiddo VS Kōmei Nerawareta Kuchibiru (Zenpen))                             | 3. Okt. 2020               | —                                     |
| 984  | —   | —               | キッドVS高明狙われた唇（後編） (Kiddo VS Kōmei Nerawareta Kuchibiru (Kōhen))                              | 10. Okt. 2020              | —                                     |
| 985  | —   | —               | 二つの素顔（前編） (Futatsu no Sugao (Zenpen))                                                            | 24. Okt. 2020              | —                                     |
| 986  | —   | —               | 二つの素顔（後編） (Futatsu no Sugao (Kōhen))                                                             | 31. Okt. 2020              | —                                     |
| 987  | —   | —               | 会社解散パーティ (Kaisha Kaisan Pāti)                                                                     | 7. Nov. 2020               | —                                     |
| 988  | —   | —               | いがみ合う乙女達 (Igamiau Otome-tachi)                                                                    | 14. Nov. 2020              | —                                     |
| 989  | —   | —               | 歩美の絵日記事件簿 (Ayumi no Enikki Jiken-bo)                                                             | 5. Dez. 2020               | —                                     |
| 990  | —   | —               | オートマティック悲劇（前編） (Ōtomatikku Higeki (Zenpen))                                                 | 12. Dez. 2020              | —                                     |
| 991  | —   | —               | オートマティック悲劇（後編） (Ōtomatikku Higeki (Kōhen))                                                  | 19. Dez. 2020              | —                                     |
| 992  | —   | —               | 町家カフェでの事件 (Machiya Kafe de no Jiken)                                                             | 26. Dez. 2020              | —                                     |
| 993  | —   | —               | 代役・京極真（前編） (Daiyaku Kyōgoku Makoto (Zenpen))                                                    | 9. Jan. 2021               | —                                     |
| 994  | —   | —               | 代役・京極真（中編） (Daiyaku Kyōgoku Makoto (Chūhen))                                                    | 16. Jan. 2021              | —                                     |
| 995  | —   | —               | 代役・京極真（後編） (Daiyaku Kyōgoku Makoto (Kōhen))                                                     | 23. Jan. 2021              | —                                     |
| 996  | —   | —               | 能ある鷹は罪を隠す (Nō aru Taka wa Tsumi o Kakusu)                                                        | 30. Jan. 2021              | —                                     |
| 997  | —   | —               | スマイルの里の陰謀 (Sumairu no Sato no Inbō)                                                              | 13. Feb. 2021              | —                                     |
| 998  | —   | —               | 憎しみのフライパン (Nikushimi no Furaipan)                                                                | 20. Feb. 2021              | —                                     |
| 999  | —   | —               | 迷惑な親切心 (Meiwakuna Shinsetsushin)                                                                    | 27. Feb. 2021              | —                                     |
| 1000 | —   | —               | ピアノソナタ『月光』殺人事件（前編） (Piano Sonata „Gekkō“ Satsujin Jiken (Zenpen))                       | 6. Mär. 2021               | —                                     |

## Episode 1001–1100
| Nr.  | Nr. | Deutscher Titel | Originaltitel                                                                                               | Erstausstrahlung Japan (J) | Deutschsprachige Erstausstrahlung (—) |
| J    | D   | Deutscher Titel | Originaltitel                                                                                               | Erstausstrahlung Japan (J) | Deutschsprachige Erstausstrahlung (—) |
| ---- | --- | --------------- | --- | -------------------------- | ------------------------------------- |
| 1001 | —   | —               | ピアノソナタ『月光』殺人事件（後編） (Piano Sonata „Gekkō“ Satsujin Jiken (Kōhen))                          | 13. Mär. 2021              | —                                     |
| 1002 | —   | —               | 米花商店街ダストミステリー (Beika Shōten-gai Dasuto Misuterī)                                               | 17. Apr. 2021              | —                                     |
| 1003 | —   | —               | 36マスの完全犯罪（前篇） (36-masu no Pāfekuto Gēmu (Zenpen))                                                | 24. Apr. 2021              | —                                     |
| 1004 | —   | —               | 36マスの完全犯罪（中編） (36-masu no Pāfekuto Gēmu (Chūhen))                                                | 1. Mai 2021                | —                                     |
| 1005 | —   | —               | 36マスの完全犯罪（後編） (36-masu no Pāfekuto Gēmu (Kōhen))                                                 | 8. Mai 2021                | —                                     |
| 1006 | —   | —               | 毒を入れたのは誰 (Doku o Ireta no wa Dare)                                                                  | 15. Mai 2021               | —                                     |
| 1007 | —   | —               | 復讐者（前篇） (Fukushū-sha (Zenpen))                                                                       | 5. Juni 2021               | —                                     |
| 1008 | —   | —               | 復讐者（後編） (Fukushū-sha (Kōhen))                                                                        | 12. Juni 2021              | —                                     |
| 1009 | —   | —               | 落し物は事件のにおい (Otoshimono wa Jiken no Nioi)                                                          | 19. Juni 2021              | —                                     |
| 1010 | —   | —               | 加倉井加代子 (Kakurai Kayoko)                                                                               | 26. Juni 2021              | —                                     |
| 1011 | —   | —               | 山菜狩りとクローバー（前編） (Sansai Kari to Kurōbā (Zenpen))                                               | 10. Juli 2021              | —                                     |
| 1012 | —   | —               | 山菜狩りとクローバー（後編） (Sansai Kari to Kurōbā (Kōhen))                                                | 17. Juli 2021              | —                                     |
| 1013 | —   | —               | 愛しすぎた男 (Aishi Sugita Otoko)                                                                           | 24. Juli 2021              | —                                     |
| 1014 | —   | —               | 魔王と呼ばれた小説家 (Maō to Yobareta Shōsetsuka)                                                           | 31. Juli 2021              | —                                     |
| 1015 | —   | —               | 張り込み (Harikomi)                                                                                         | 14. Aug. 2021              | —                                     |
| 1016 | —   | —               | モノレール狙撃事件（前編） (Monorēru Sogeki Jiken (Zenpen))                                                 | 28. Aug. 2021              | —                                     |
| 1017 | —   | —               | モノレール狙撃事件（後編） (Monorēru Sogeki Jiken (Kōhen))                                                  | 4. Sep. 2021               | —                                     |
| 1018 | —   | —               | 骨董盆は隠せない（前編） (Kottō Bon wa Kakusenai (Zenpen))                                                  | 11. Sep. 2021              | —                                     |
| 1019 | —   | —               | 骨董盆は隠せない（中編） (Kottō Bon wa Kakusenai (Chūhen))                                                  | 18. Sep. 2021              | —                                     |
| 1020 | —   | —               | 骨董盆は隠せない（後編） (Kottō Bon wa Kakusenai (Kōhen))                                                   | 25. Sep. 2021              | —                                     |
| 1021 | —   | —               | 悪友たちの輪舞 (Akuyū-tachi no Rinbu)                                                                       | 2. Okt. 2021               | —                                     |
| 1022 | —   | —               | 呪いのミュージアム (Noroi no Myūjiamu)                                                                      | 9. Okt. 2021               | —                                     |
| 1023 | —   | —               | 汽笛の聞こえる古書店3 (Kiteki no Kikoeru Kosho-ten 3)                                                       | 16. Okt. 2021              | —                                     |
| 1024 | —   | —               | 大岡紅葉の挑戦状（前編） (Ōoka Momiji no Chōsenjō (Zenpen))                                                 | 30. Okt. 2021              | —                                     |
| 1025 | —   | —               | 大岡紅葉の挑戦状（後編） (Ōoka Momiji no Chōsenjō (Kōhen))                                                  | 6. Nov. 2021               | —                                     |
| 1026 | —   | —               | 言えない目撃者 (Ienai Mokugekisha)                                                                          | 13. Nov. 2021              | —                                     |
| 1027 | —   | —               | カーテンの向こう側 (Kāten no Mukōgawa)                                                                      | 20. Nov. 2021              | —                                     |
| 1028 | —   | —               | ケーキを愛する女のバラード (Kēki o Aisuru On'na no Barādo)                                                  | 27. Nov. 2021              | —                                     |
| 1029 | —   | —               | 警察学校編 Wild Police Story CASE.松田陣平 (Keisatsu Gakkō-hen Wild Police Story CASE. Matsuda Jinpei)      | 4. Dez. 2021               | —                                     |
| 1030 | —   | —               | 空白の一年（前編） (Kūhaku no Ichinen (Zenpen))                                                             | 11. Dez. 2021              | —                                     |
| 1031 | —   | —               | 空白の一年（後編） (Kūhaku no Ichinen (Kōhen))                                                              | 18. Dez. 2021              | —                                     |
| 1032 | —   | —               | モデル、毛利蘭） (Moderu, Mōri Ran)                                                                         | 25. Dez. 2021              | —                                     |
| 1033 | —   | —               | 太閤名人の将棋盤（初手編） (Taikō Meijin no Shōgi-ban (Shote-hen))                                          | 8. Jan. 2022               | —                                     |
| 1034 | —   | —               | 太閤名人の将棋盤（妙手編） (Taikō Meijin no Shōgi-ban (Myōshu-hen))                                         | 15. Jan. 2022              | —                                     |
| 1035 | —   | —               | 太閤名人の将棋盤（王手編） (Taikō Meijin no Shōgi-ban (Ōte-hen))                                            | 22. Jan. 2022              | —                                     |
| 1036 | —   | —               | ホワイトアウト（前編） (Howaito Auto (Zenpen))                                                              | 29. Jan. 2022              | —                                     |
| 1037 | —   | —               | ホワイトアウト（後編） (Howaito Auto (Kōhen))                                                               | 5. Feb. 2022               | —                                     |
| 1038 | —   | —               | 警察学校編 Wild Police Story CASE.伊達航 (Keisatsu Gakkō-hen Wild Police Story CASE. Date Wataru)           | 12. Mär. 2022              | —                                     |
| 1039 | —   | —               | 空飛ぶハロウィンカボチャ (Soratobu Harowin Kabocha)                                                         | 16. Apr. 2022              | —                                     |
| 1040 | —   | —               | 歩美の絵日記事件簿２ (Ayumi no Enikki Jikenbo 2)                                                            | 23. Apr. 2022              | —                                     |
| 1041 | —   | —               | 言えないアリバイ (Ienai Aribai)                                                                             | 30. Apr. 2022              | —                                     |
| 1042 | —   | —               | 警察学校編 Wild Police Story CASE.萩原研二 (Keisatsu Gakkō-hen Wild Police Story CASE. Hagiwara Kenji)      | 7. Mai 2022                | —                                     |
| 1043 | —   | —               | 復讐のフィギュア (Fukushū no Figyua)                                                                        | 14. Mai 2022               | —                                     |
| 1044 | —   | —               | 豚汁は命がけの合図 (Tonjiru wa Inochigake no Aizu)                                                          | 21. Mai 2022               | —                                     |
| 1045 | —   | —               | 天罰くだる誕生パーティー（前編） (Tenbatsu Kudaru Tanjō Pātī (Zenpen))                                      | 4. Juni 2022               | —                                     |
| 1046 | —   | —               | 天罰くだる誕生パーティー（後編） (Tenbatsu Kudaru Tanjō Pātī (Kōhen))                                       | 11. Juni 2022              | —                                     |
| 1047 | —   | —               | 赤いヒツジの不気味なゲーム（前編） (Akai Hitsuji no Bukimina Gēmu (Zenpen))                                 | 18. Juni 2022              | —                                     |
| 1048 | —   | —               | 赤いヒツジの不気味なゲーム（後編） (Akai Hitsuji no Bukimina Gēmu (Kōhen))                                  | 25. Juni 2022              | —                                     |
| 1049 | —   | —               | 目暮、刑事人生の危機） (Megure, Keiji Jinsei no Kiki)                                                       | 9. Juli 2022               | —                                     |
| 1050 | —   | —               | 森川御殿の陰謀（前編） (Morikawa Goten no Inbō (Zenpen))                                                    | 16. Juli 2022              | —                                     |
| 1051 | —   | —               | 森川御殿の陰謀（後編） (Morikawa Goten no Inbō (Kōhen))                                                     | 23. Juli 2022              | —                                     |
| 1052 | —   | —               | 少年探偵団の肝試し (Shōnen Tantei-dan no Kimodameshi)                                                       | 30. Juli 2022              | —                                     |
| 1053 | —   | —               | 牧場に墜ちた火種（前編） (Bokujō ni Ochita Hidane (Zenpen))                                                 | 6. Aug. 2022               | —                                     |
| 1054 | —   | —               | 牧場に墜ちた火種（後編） (Bokujō ni Ochita Hidane (Kōhen))                                                  | 13. Aug. 2022              | —                                     |
| 1055 | —   | —               | 幽霊になって復讐を (Yūrei ni Natte Fukushū o)                                                               | 3. Sep. 2022               | —                                     |
| 1056 | —   | —               | あの人を取り戻したい (Ano Hito o Torimodoshitai)                                                            | 17. Sep. 2022              | —                                     |
| 1057 | —   | —               | わるいやつら (Warui Yatsura)                                                                                | 24. Sep. 2022              | —                                     |
| 1058 | —   | —               | 警察に居座った男 (Keisatsu ni Isuwatta Otoko)                                                               | 1. Okt. 2022               | —                                     |
| 1059 | —   | —               | 沖野ヨーコと屋根裏の密室（前編） (Okino Yōko to Yaneura no Misshitsu (Zenpen))                              | 8. Okt. 2022               | —                                     |
| 1060 | —   | —               | 沖野ヨーコと屋根裏の密室（後編） (Okino Yōko to Yaneura no Misshitsu (Kōhen))                               | 15. Okt. 2022              | —                                     |
| 1061 | —   | —               | 警察学校編 Wild Police Story CASE.諸伏景光 (Keisatsu Gakkō-hen Wild Police Story CASE. Morofushi Hiromitsu) | 29. Okt. 2022              | —                                     |
| 1062 | —   | —               | 雨と悪意のスパイラル (Ame to Akui no Supairaru)                                                             | 5. Nov. 2022               | —                                     |
| 1063 | —   | —               | 狙われたひよこ鑑定士 (Nerawareta Hiyoko Kantei-shi)                                                         | 12. Nov. 2022              | —                                     |
| 1064 | —   | —               | 夢見る貴婦人、最後の恋 (Yumemiru Kifujin, Saigo no Koi)                                                     | 19. Nov. 2022              | —                                     |
| 1065 | —   | —               | 探偵は眠らない (Tantei wa Nemuranai)                                                                        | 26. Nov. 2022              | —                                     |
| 1066 | —   | —               | 死が二人を分かつまで (Shi ga Futari o Wakatsu Made)                                                         | 3. Dez. 2022               | —                                     |
| 1067 | —   | —               | 恋する商店街 (Koisuru Shōten-gai)                                                                           | 24. Dez. 2022              | —                                     |
| 1068 | —   | —               | 円谷光彦の探偵ノート (Tsuburaya Mitsuhiko no Tantei Nōto)                                                   | 7. Jan. 2023               | —                                     |
| 1069 | —   | —               | 受話器ごしのスウィートボイス (Juwaki Goshi no Suīto Boisu)                                                  | 14. Jan. 2023              | —                                     |
| 1070 | —   | —               | サプライズは悲劇のはじまり (Sapuraizu wa Higeki no Hajimari)                                                | 21. Jan. 2023              | —                                     |
| 1071 | —   | —               | 工藤優作の推理ショー（前編） (Kudō Yūsaku no Suiri Shō (Zenpen))                                            | 28. Jan. 2023              | —                                     |
| 1072 | —   | —               | 工藤優作の推理ショー（後編） (Kudō Yūsaku no Suiri Shō (Kōhen))                                             | 4. Feb. 2023               | —                                     |
| 1073 | —   | —               | 探偵団の引ったくり大追跡 (Tantei-dan no Hittakuri dai Tsuiseki)                                             | 11. Feb. 2023              | —                                     |
| 1074 | —   | —               | てっちり対決ミステリーツアー（門司港・小倉編） (Tetchiri Taiketsu Misuterī Tsuā (Mojikō Kokura-hen))        | 18. Feb. 2023              | —                                     |
| 1075 | —   | —               | てっちり対決ミステリーツアー（下関編） (Tetchiri Taiketsu Misuterī Tsuā (Shimonoseki-hen))                  | 25. Feb. 2023              | —                                     |
| 1076 | —   | —               | カリスマ社長の極秘計画 (Karisuma Shachō no Gokuhi Keikaku)                                                  | 4. Mär. 2023               | —                                     |
| 1077 | —   | —               | 黒ずくめの謀略（狩り） (Kuro-zukume no Bōryaku (Kari))                                                      | 25. Mär. 2023              | —                                     |
| 1078 | —   | —               | 黒ずくめの謀略（上陸） (Kuro-zukume no Bōryaku (Jōriku))                                                    | 1. Apr. 2023               | —                                     |
| 1079 | —   | —               | 黒ずくめの謀略（正体） (Kuro-zukume no Bōryaku (Shōtai))                                                    | 8. Apr. 2023               | —                                     |
| 1080 | —   | —               | 灰原を狙うカメラ (Haibara o Nerau Kamera)                                                                   | 15. Apr. 2023              | —                                     |
| 1081 | —   | —               | 愛犬パン君はおりこうさん (Aiken Pan-kun wa Orikō-san)                                                       | 22. Apr. 2023              | —                                     |
| 1082 | —   | —               | 哀しみの裏切り横丁 (Kanashimi no Uragiri Yokochō)                                                           | 29. Apr. 2023              | —                                     |
| 1083 | —   | —               | Jリーグ決戦の舞台裏 (J Rīgu Kessen no Butaiura)                                                             | 13. Mai 2023               | —                                     |
| 1084 | —   | —               | 冷え切った男達 (Hie Kitta Otokotachi)                                                                       | 20. Mai 2023               | —                                     |
| 1085 | —   | —               | 不吉な縁結び（前編） (Fukitsuna Enmusubi (Zenpen))                                                          | 3. Juni 2023               | —                                     |
| 1086 | —   | —               | 不吉な縁結び（前編） (Fukitsuna Enmusubi (Kōhen))                                                           | 10. Juni 2023              | —                                     |
| 1087 | —   | —               | 歩美の絵日記事件簿３ (Ayumi no Enikki Jikenbo 3)                                                            | 17. Juni 2023              | —                                     |
| 1088 | —   | —               | 不運で不審な被害者 (Fūn de Fushin'na Higaisha)                                                              | 24. Juni 2023              | —                                     |
| 1089 | —   | —               | 天才レストラン (Tensai Resutoran)                                                                           | 8. Juli 2023               | —                                     |
| 1090 | —   | —               | 眠れる街に消えた犯人 (Nemureru Machi ni Kieta Hannin)                                                       | 15. Juli 2023              | —                                     |
| 1091 | —   | —               | 女子会ミステリー (Onagokai Misuterī)                                                                        | 22. Juli 2023              | —                                     |
| 1092 | —   | —               | 張り込み２ (Harikomi 2)                                                                                     | 29. Juli 2023              | —                                     |
| 1093 | —   | —               | 宮野明美のタイムカプセル（前編） (Miyano Akemi no Taimu Kapuseru (Zenpen))                                  | 5. Aug. 2023               | —                                     |
| 1094 | —   | —               | 宮野明美のタイムカプセル（後編） (Miyano Akemi no Taimu Kapuseru (Kōhen))                                   | 12. Aug. 2023              | —                                     |
| 1095 | —   | —               | 消えた男の夢 (Kieta Otoko no Yume)                                                                          | 2. Sep. 2023               | —                                     |
| 1096 | —   | —               | 円谷光彦の探偵ノート２ (Tsuburaya Mitsuhiko no Tantei Nōto 2)                                               | 9. Sep. 2023               | —                                     |
| 1097 | —   | —               | 私がやりましたか？ (Watashi ga Yarimashita ka?)                                                             | 16. Sep. 2023              | —                                     |
| 1098 | —   | —               | 風の女神・萩原千速（前編） (Kaze no Megami Hagiwara Chihaya (Zenpen))                                       | 23. Sep. 2023              | —                                     |
| 1099 | —   | —               | 風の女神・萩原千速（後編） (Kaze no Megami Hagiwara Chihaya (Kōhen))                                        | 30. Sep. 2023              | —                                     |
| 1100 | —   | —               | 疑惑の２０００万） (Giwaku no 2000 Man-en)                                                                  | 14. Okt. 2023              | —                                     |

## Episode 1101–
| Nr.  | Nr. | Deutscher Titel | Originaltitel                                                                                                   | Erstausstrahlung Japan (J) | Deutschsprachige Erstausstrahlung (—) |
| J    | D   | Deutscher Titel | Originaltitel                                                                                                   | Erstausstrahlung Japan (J) | Deutschsprachige Erstausstrahlung (—) |
| ---- | --- | --------------- | --- | -------------------------- | ------------------------------------- |
| 1101 | —   | —               | 不死身男のプライド (Fujimi Otoko no Puraido)                                                                    | 21. Okt. 2023              | —                                     |
| 1102 | —   | —               | 赤べこと３人の福男 (Akabeko to 3-ri no Fukuotoko)                                                               | 4. Nov. 2023               | —                                     |
| 1103 | —   | —               | 青春小説に罪の匂い (Seishun Shōsetsu ni Tsumi no Nioi)                                                          | 11. Nov. 2023              | —                                     |
| 1104 | —   | —               | 真犯人は逃走中 (Shin Han'nin wa Tōsō-chū)                                                                       | 18. Nov. 2023              | —                                     |
| 1105 | —   | —               | キッドＶＳ安室 王妃の前髪（クイーンズ・バング）（前編） (Kiddo VS Amuro Ōhi no Maegami (Kuīnzu Bangu) (Zenpen)) | 2. Dez. 2023               | —                                     |
| 1106 | —   | —               | キッドＶＳ安室 王妃の前髪（クイーンズ・バング）（後編） (Kiddo VS Amuro Ōhi no Maegami (Kuīnzu Bangu) (Kōhen))  | 9. Dez. 2023               | —                                     |
| 1107 | —   | —               | ハメられたのは私 (Hamerareta no wa Watashi)                                                                     | 16. Dez. 2023              | —                                     |
| 1108 | —   | —               | カードに伏せられた秘密 (Kādo ni Fusera Reta Himitsu)                                                            | 23. Dez. 2023              | —                                     |
| 1109 | —   | —               | 高木と伊達と手帳の約束（前編） (Takagi to Date to Techō no Yakusoku (Zenpen))                                   | 6. Jan. 2024               | —                                     |
| 1110 | —   | —               | 高木と伊達と手帳の約束（後編） (Takagi to Date to Techō no Yakusoku (Kōhen))                                    | 13. Jan. 2024              | —                                     |
| 1111 | —   | —               | ルーブ・ゴールドバーグマシン（前編） (Rūbu Gōrudobāgu Mashin (Zenpen))                                          | 20. Jan. 2024              | —                                     |
| 1112 | —   | —               | ルーブ・ゴールドバーグマシン（後編） (Rūbu Gōrudobāgu Mashin (Kōhen))                                           | 27. Jan. 2024              | —                                     |
| 1113 | —   | —               | ルーブ・ゴールドバーグマシン（後編） (Rasuto Dinā o Anata ni)                                                   | 3. Feb. 2024               | —                                     |
| 1114 | —   | —               | お騒がせな籠城 (O Sawagasena Rōjō)                                                                              | 10. Feb. 2024              | —                                     |
| 1115 | —   | —               | 千速と重悟の婚活パーティー（前編） (Chihaya to Jūgo no Kon Katsu Pātī (Zenpen))                                 | 2. März 2024               | —                                     |
| 1116 | —   | —               | 千速と重悟の婚活パーティー（後編） (Chihaya to Jūgo no Kon Katsu Pātī (Kōhen))                                  | 9. März 2024               | —                                     |
| 1117 | —   | —               | 空手の先生、毛利蘭） (Karate no Sensei, Mōri Ran)                                                               | 16. März 2024              | —                                     |
| 1118 | —   | —               | 女子会ミステリー２） (Onagokai Misuterī 2)                                                                      | 23. März 2024              | —                                     |
| 1119 | —   | —               | ４人だけの同窓会 (4-ri Dake no Dōsōkai)                                                                         | 6. Apr. 2024               | —                                     |
| 1120 | —   | —               | 失われたお宝ミステリー (Ushinawareta Otakara Misuterī)                                                          | 13. Apr. 2024              | —                                     |
| 1121 | —   | —               | あぶなすぎるメロン畑 (Abuna Sugiru Meron Hata)                                                                  | 27. Apr. 2024              | —                                     |
| 1122 | —   | —               | 張り込み３ (Harikomi Surī)                                                                                      | 4. Mai 2024                | —                                     |
| 1123 | —   | —               | 群馬と長野 県境ボーダーの遺体（前編） (Gunma to Nagano Bōdā no Itai (Zenpen))                                   | 11. Mai 2024               | —                                     |
| 1124 | —   | —               | 群馬と長野 県境ボーダーの遺体（後編） (Gunma to Nagano Bōdā no Itai (Kōhen))                                    | 18. Mai 2024               | —                                     |
| 1125 | —   | —               | 歩美の絵日記事件簿４ (Ayumi no Enikki Jikenbo Fō)                                                               | 1. Juni 2024               | —                                     |
| 1126 | —   | —               | 逆上せあがった探偵 (Nobose Agatta Tantei)                                                                       | 8. Juni 2024               | —                                     |
| 1127 | —   | —               | ザ・取調室２ (Za Torishirabeshitsu Tsū)                                                                         | 15. Juni 2024              | —                                     |
| 1128 | —   | —               | コナンと目暮 ２人の人質（前編） (Konan to Megure 2-ri no Hitojichi (Zenpen))                                    | 22. Juni 2024              | —                                     |
| 1129 | —   | —               | コナンと目暮 ２人の人質（後編） (Konan to Megure 2-ri no Hitojichi (Kōhen))                                     | 29. Juni 2024              | —                                     |
| 1130 | —   | —               | トリプルコラボの浮気疑惑（前編） (Toripuru Korabo no Uwaki Giwaku (Zenpen))                                     | 20. Juli 2024              | —                                     |
| 1131 | —   | —               | トリプルコラボの浮気疑惑（後編） (Toripuru Korabo no Uwaki Giwaku (Kōhen))                                      | 3. Aug. 2024               | —                                     |
| 1132 | —   | —               | 円谷光彦の探偵ノート３ (Tsuburaya Mitsuhiko no Tantei Nōto Surī)                                                | 17. Aug. 2024              | —                                     |
| 1133 | —   | —               | ベストハズバンド (Besuto Hazubando)                                                                             | 24. Aug. 2024              | —                                     |
| 1134 | —   | —               | ポジティブ男の災難 (Pojitibu Otoko no Sainan)                                                                   | 14. Sep. 2024              | —                                     |
| 1135 | —   | —               | 大岡紅葉の甘い罠（前編） (Ōoka Momiji no Amai Wana (Zenpen))                                                    | 21. Sep. 2024              | —                                     |
| 1136 | —   | —               | 大岡紅葉の甘い罠（後編） (Ōoka Momiji no Amai Wana (Kōhen))                                                     | 28. Sep. 2024              | —                                     |
| 1137 | —   | —               | 行列店、味変の秘密 (Gyōretsu-ten, Aji hen no Himitsu)                                                           | 5. Okt. 2024               | —                                     |
| 1138 | —   | —               | 動く交番 (Ugoku Kōban)                                                                                          | 12. Okt. 2024              | —                                     |
| 1139 | —   | —               | 意地悪な弟に困る姉 (Ijiwaruna Otōto ni Komaru ane)                                                              | 19. Okt. 2024              | —                                     |
| 1140 | —   | —               | 女子会ミステリー３ (Onagokai Misuterī Surī)                                                                     | 2. Nov. 2024               | —                                     |
| 1141 | —   | —               | お留守番毛利一家 (Orushuban Mōri Ikka)                                                                          | 9. Nov. 2024               | —                                     |
| 1142 | —   | —               | 乱歩邸殺人事件（前編） (Ranpo-tei Satsujin Jiken (Zenpen))                                                      | 16. Nov. 2024              | —                                     |
| 1143 | —   | —               | 乱歩邸殺人事件（後編） (Ranpo-tei Satsujin Jiken (Kōhen))                                                       | 23. Nov. 2024              | —                                     |
| 1144 | —   | —               | ホテル連続爆破事件（前編） (Hoteru Renzoku Bakuha Jiken (Zenpen))                                               | 7. Dez. 2024               | —                                     |
| 1145 | —   | —               | ホテル連続爆破事件（後編） (Hoteru Renzoku Bakuha Jiken (Kōhen))                                                | 14. Dez. 2024              | —                                     |
| 1146 | —   | —               | 汽笛の聞こえる古書店４ (Kiteki no Kikoeru Kosho-ten 4)                                                          | 21. Dez. 2024              | —                                     |
| 1147 | —   | —               | 張り込み４ (Harikomi 4)                                                                                         | 28. Dez. 2024              | —                                     |
| 1148 | —   | —               | 探偵団と二人の引率者（前編） (Tantei-dan to Futari no Insotsu-sha (Zenpen))                                     | 4. Jan. 2025               | —                                     |
| 1149 | —   | —               | 探偵団と二人の引率者（後編） (Tantei-dan to Futari no Insotsu-sha (Kōhen))                                      | 11. Jan. 2025              | —                                     |
| 1150 | —   | —               | 怪盗キッドと王冠マジック（前編 (Kaitō Kiddo to Ōkan Majikku (Zenpen))                                           | 18. Jan. 2025              | —                                     |
| 1151 | —   | —               | 怪盗キッドと王冠マジック（後編） (Kaitō Kiddo to Ōkan Majikku (Kōhen))                                          | 25. Jan. 2025              | —                                     |
| 1152 | —   | —               | ラストダンス (Rasuto Dansu)                                                                                     | 8. Feb. 2025               | —                                     |
| 1153 | —   | —               | 屋久島の山姫（前編） (akushima no Yamahime (Zenpen))                                                            | 15. Feb. 2025              | —                                     |
| 1154 | —   | —               | 屋久島の山姫（後編） (Yakushima no Yamahime (Kōhen))                                                            | 22. Feb. 2025              | —                                     |
| 1155 | —   | —               | 追跡！ 探偵タクシー２ (Tsuiseki! Tantei Takushī 2)                                                              | 1. Mär. 2025               | —                                     |
| 1156 | —   | —               | 石川よるまっしミステリー（前編） (Ishikawa Yorumasshi Misuterī (Zenpen))                                        | 8. Mär. 2025               | —                                     |
| 1157 | —   | —               | 石川よるまっしミステリー（後編） (Ishikawa Yorumasshi Misuterī (Kōhen))                                         | 15. Mär. 2025              | —                                     |
| 1158 | —   | —               | 探偵団と憧れの古民家 (Tantei-dan to Akogareno ko Minka)                                                         | 12. Apr. 2025              | —                                     |
| 1159 | —   | —               | サヨナラの行方 (Sayonara no Yukue)                                                                              | 19. Apr. 2025              | —                                     |
| 1160 | —   | —               | 鹿威しが響く刻（トキ） (Shishi Odoshi ga Hibiku Koku (Toki))                                                    | 26. Apr. 2025              | —                                     |
| 1161 | —   | —               | 秘密の残像 (Himitsu no Zanzō)                                                                                   | 3. Mai 2025                | —                                     |
| 1162 | —   | —               | 歩美の絵日記事件簿５ (Ayumi no Enikki Jikenbo Faibu)                                                            | 10. Mai 2025               | —                                     |
| 1163 | —   | —               | 闇に聞こえる数え歌 (Yami ni Kikoeru Kazoeuta)                                                                   | 17. Mai 2025               | —                                     |
| 1164 | —   | —               | 17年前の真相 血染めの騎士ナイト (17-nen Mae no Shinsō Chizome no Naito)                                         | 7. Juni 2025               | —                                     |
| 1165 | —   | —               | 17年前の真相 達眼の悪魔 (17-nen Mae no Shinsō-tachi me no Akuma)                                                | 14. Juni 2025              | —                                     |
| 1166 | —   | —               | 17年前の真相 遠見の角行 (17-nen Mae no Shinsō Tōminokaku Gyō)                                                   | 21. Juni 2025              | —                                     |
| 1167 | —   | —               | 17年前の真相 女王の謀 (17-nen Mae no Shinsō Kuīnzu Gyanbitto)                                                   | 28. Juni 2025              | —                                     |
| 1168 | —   | —               | 元太のうなぎ捕物帳 (Genta no Unagi Torimonochō)                                                                 | 19. Juli 2025              | —                                     |
| 1169 | —   | —               | 人喰い教室の怪 （前編） (Hitokui Kyōshitsu no Kai (Zenpen))                                                     | 26. Juli 2025              | —                                     |
| 1170 | —   | —               | 人喰い教室の怪 （後編） (Hitokui Kyōshitsu no Kai (Kōhen))                                                      | 2. Aug. 2025               | —                                     |
| 1171 | —   | —               | 執事になった理由 （前編） (Shitsuji ni Natta Riyū (Zenpen))                                                     | 16. Aug. 2025              | —                                     |
| 1172 | —   | —               | 執事になった理由 （後編） (Shitsuji ni Natta Riyū (Kōhen))                                                      | —                          | —                                     |